# Transport aérien des chefs d'État
 (février 2020).
Si vous disposez d'ouvrages ou d'articles de référence ou si vous connaissez des sites web de qualité traitant du thème abordé ici, merci de compléter l'article en donnant les références utiles à sa vérifiabilité et en les liant à la section « Notes et références ».
Les transports aériens des chefs d’État et de gouvernement sont fréquemment assurés par l’armée de l’air dans des avions de ligne ou des jets d’affaires spécialement équipés. Historiquement, le général de Gaulle avait pour avion présidentiel la Caravelle, le président François Mitterrand le Concorde. Aux États-Unis, Air Force One est utilisé par le président, géré par l'US Air Force. En Chine, l'Administration de l'aviation civile de Chine (CAAC) réserve un avion de la compagnie nationale civile Air China qui est transformé en avion présidentiel.
Sommaire: A B C D E F G I J K L M N O P R S T U V Y – Notes

## Afrique du Sud

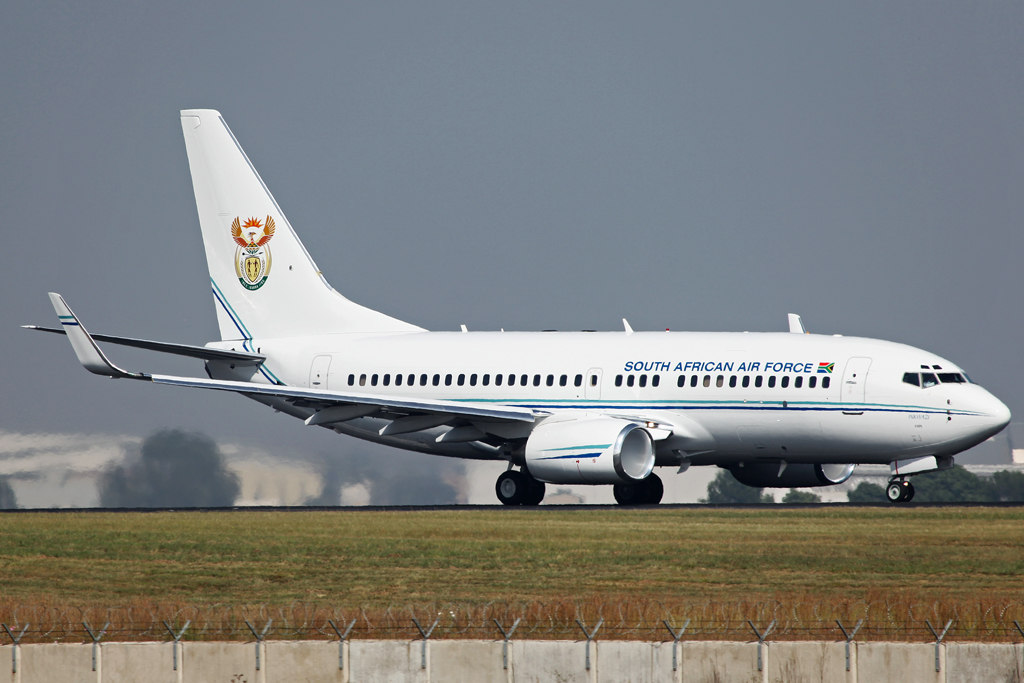
B737-300

La flotte, opérée par la Force aérienne sud-africaine (SAAF), est basée à la AFB Waterkloof (en), Pretoria. Voici sa composition en 2013 :
- Appareils principaux, utilisateur(s) : président de la République, vice-président et gouvernement
  - 1 Boeing 777 BBJ[4]
  - 1 Bombardier Global Express 600
  - 1 Boeing 737 BBJ - (Inkwazi - Aigle pêcheur)

- Appareils secondaires, utilisateur(s) : gouvernement et diplomates
  - 1 Falcon 900
  - 2 Falcon 50
  - 2 Cessna Citation II

Le secrétaire sud-africain de la défense, Sam Makhudu Guluybe, a finalisé l'achat de deux nouveaux appareils en juin 2012, à Washington. Il s'agit d'un Boeing 777 BBJ modifié (coût estimé : 230 millions de $, après une ristourne de plus de 300 millions de la part de BBJ), destiné à remplacer à terme le Boeing 737 « Inkwazi » alors en service ; ainsi que d'un Bombardier Global Express, pour un coût de 28 millions de $, destiné à l'usage exclusif du vice-président.

## Algérie

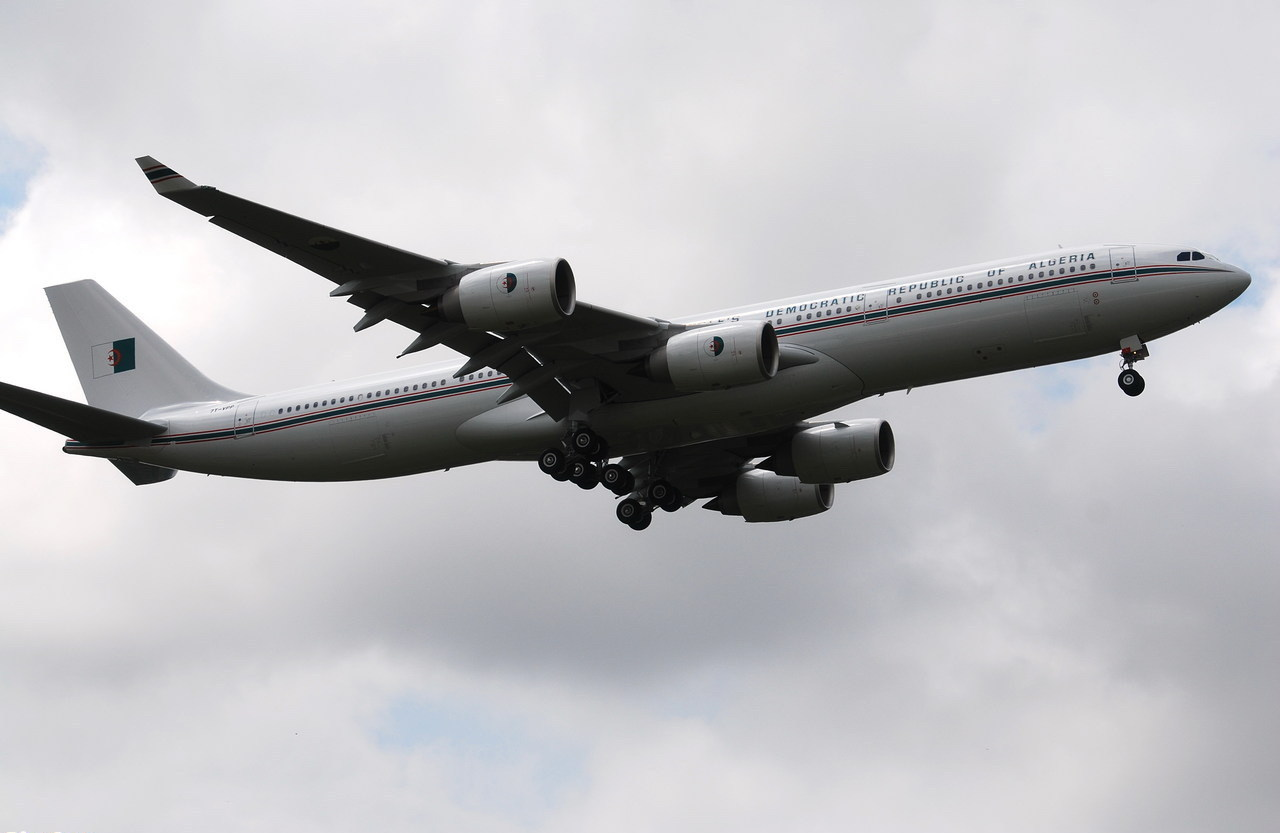
Airbus A340-500

L'État algérien a fait l'acquisition, en 2009, d'un Airbus A340-500 neuf (coût estimé : 312 millions de $), réceptionné l'année suivante. Son équipement a coûté 42 millions de dollars, en outre dès la fin des travaux de son aménagement intérieur le président Abdelaziz Bouteflika est tombé malade, il est depuis interdit de voyage, le A340-500 algérien totalise à peine 30 heures de vol officiel correspondant à un seul aller retour vers le Canada du président avant sa démission en 2019.
Depuis avec l'arrivée d'Abdelmadjid Tebboune en 2019, l'A340-500 présidentiel a repris du service avec ses nombreuses visites à l’étranger au Koweït, en Arabie Saoudite, Tunisie, Egypte (2fois) , Turquie, Portugal, Italie, Qatar (2 fois), Russie, Chine et Oman. 
La flotte officielle algérienne est gérée par le GLAM, le Groupe de liaisons aériennes ministérielles, dont la base d'attache se situe à Boufarik, entre Blida et Alger.
- Appareils principaux, utilisateur(s) : président de la République et gouvernement
  - 1 Airbus A340-500 - (7T VPP)
  - 1 Gulfstream V - (7T VPG)
  - 2 AgustaWestland 101 VVIP - (7T-WVD) et (7T-WVB)

- Appareils secondaires, utilisateur(s) : gouvernement et diplomates
  - 4 Gulfstream IV-(7T VPR-7T VPS-7T VPC-7T VPM)
  - 2 ATR 72-600

## Allemagne

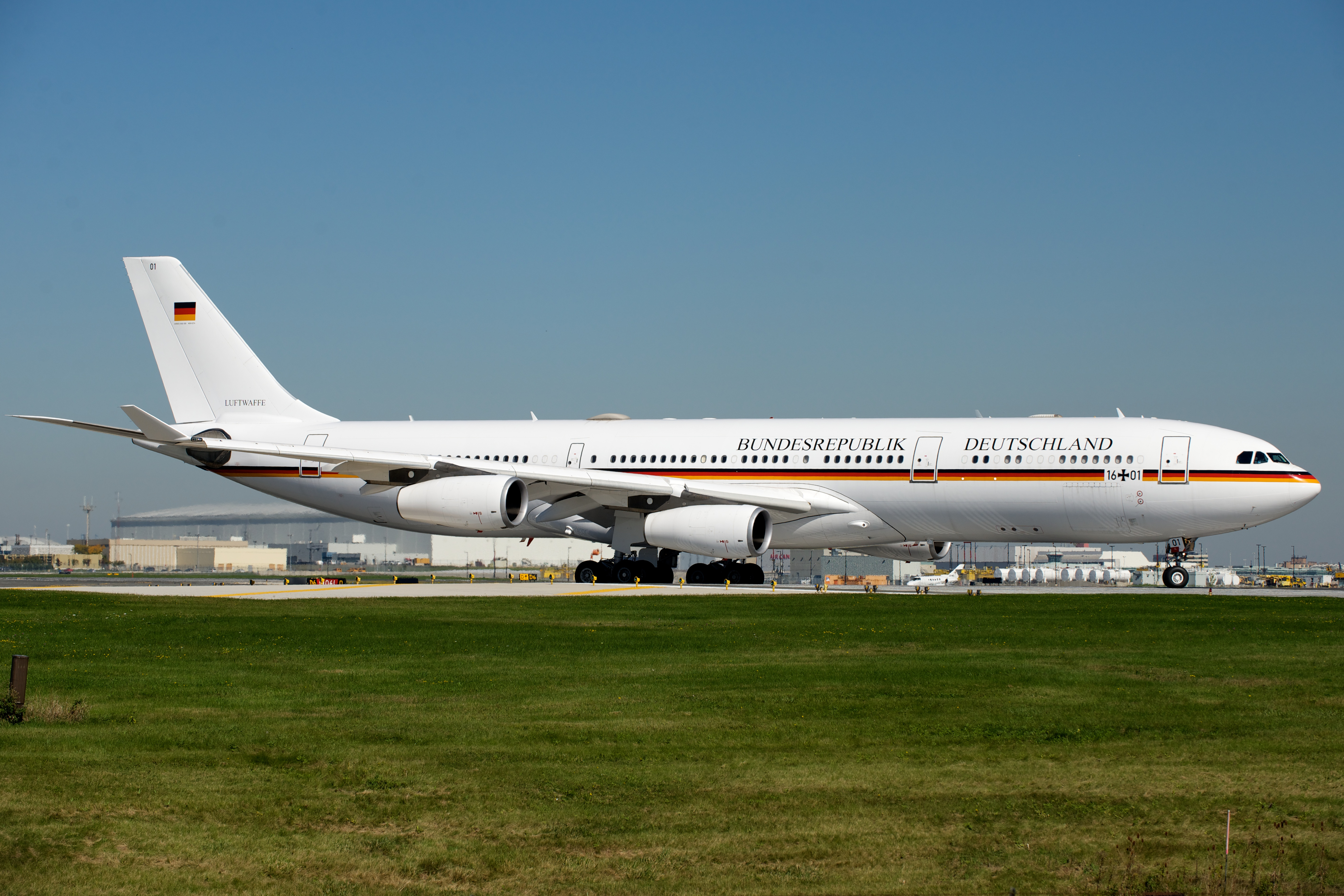
Airbus A340-313

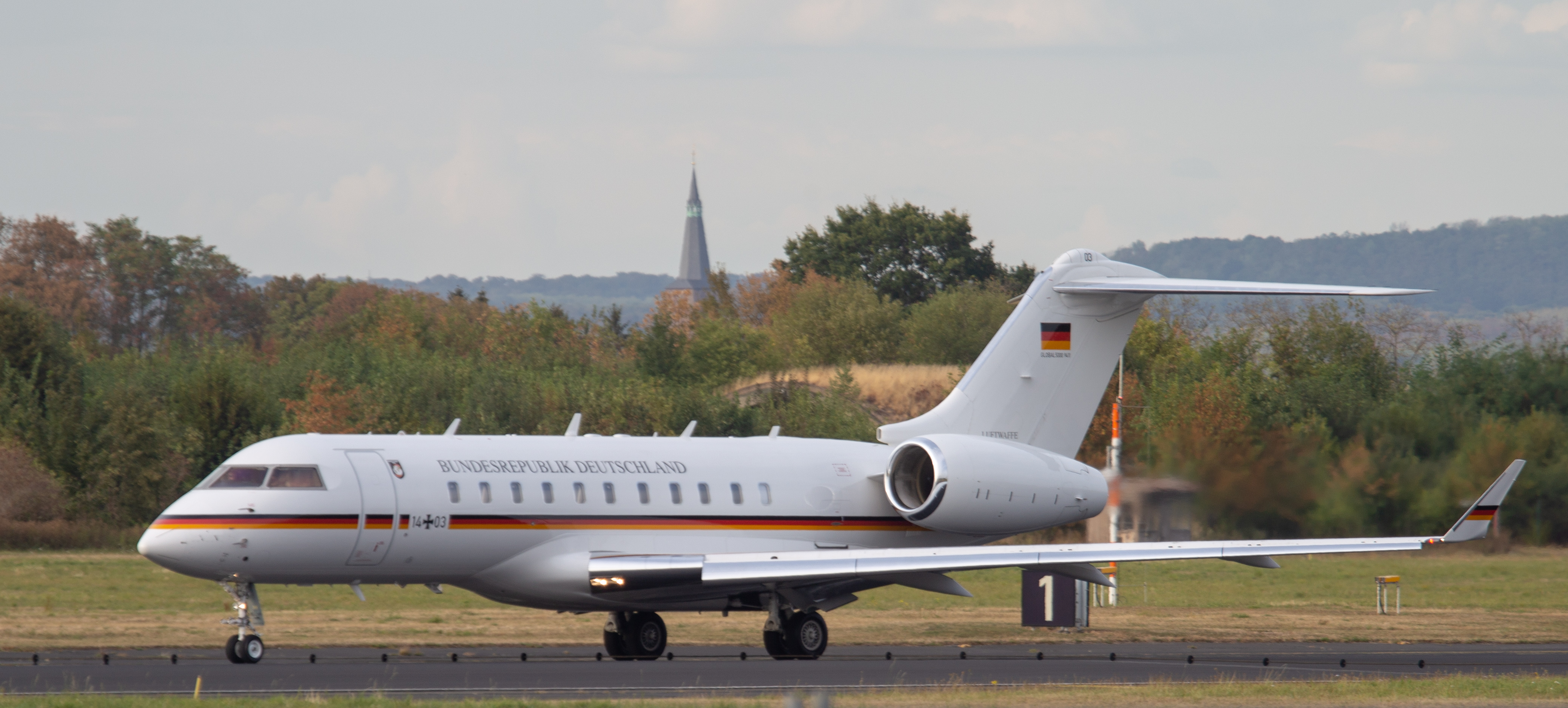
Bombardier Global Express

La flotte d'appareils de transports officiels allemands est supervisée par la Flugbereitschaft des Bundesministeriums der Verteidigung (de), le centre de gestion des vols du Ministère fédéral de la Défense, dépendant elle-même de la Luftwaffe.
Les six Airbus A310-304 en service peuvent être utilisés pour diverses tâches, telles que le ravitaillement en vol (Airbus A310 MRTT), le transport de personnel et matériel militaire (Airbus A310 MRT / PAX), ou encore l'évacuation sanitaire (Airbus A310 MRT MedEvac). Deux d'entre eux, qui appartenaient auparavant à la compagnie est-allemande Interflug, sont spécialement destinés au transport de personnalités (Airbus A310 VIP).
En mars 2008, le ministre de la Défense annonça son intention d'acheter des Airbus A340-300 d'occasion à la Lufthansa en prévision du remplacement des Airbus A310. L'acquisition et la reconversion de deux appareils ont été approuvées par le Bundestag, le parlement allemand, le 12 mars 2008. Ils ont été aménagés par Lufthansa Technik et sont retirés prématurément fin 2023. Ils sont remplacés par 3 ACJ350 basés sur l’A350-900, la livraison du premier étant prévue fin juillet 2020, celle du troisième a lieu le 16 mars 2023).
- Appareils principaux, utilisateur(s) : président de la République, chancelier, gouvernement et parlementaires
  - 3 Airbus A350-901 en 2023
  - 2 Airbus A340-313[14]
  - 2 Airbus A319 CJ[15]
  - 4 Bombardier Global Express 5000[16]

- Appareils secondaires, utilisateur(s) : diplomates, parlementaires, personnel militaire et personnalités
  - 2 Airbus A310 VIP - (Konrad Adenauer (10+21) / Theodor Heuss (10+22))
  - 4 Airbus A310 MRT/MRTT/PAX/MedEvac
  - 3 Eurocopter AS532 Cougar[17]

## Angola
L'Angola utilise un Bombardier BD-700 Global Express, immatriculé D2-ANG.

## Arabie saoudite

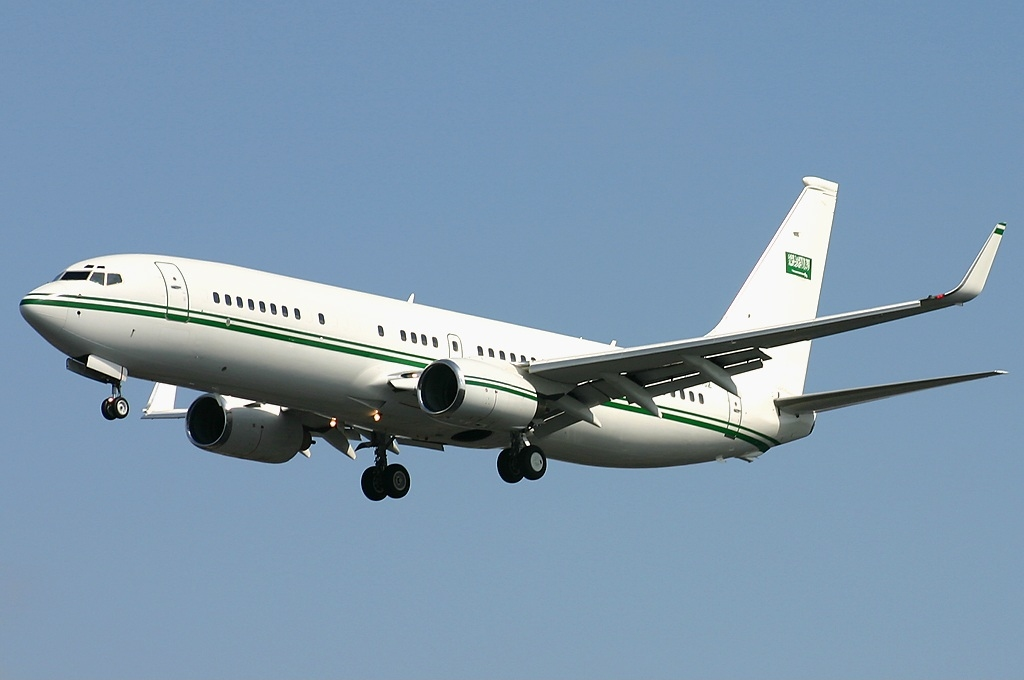
Boeing 737-8DP

Le Vol royal d'Arabie saoudite gère un Boeing 747-300 (numéroté HZ-HM1A), à l'usage du roi d'Arabie saoudite. Ainsi qu'avec 2 747-sp VIP.

## Argentine

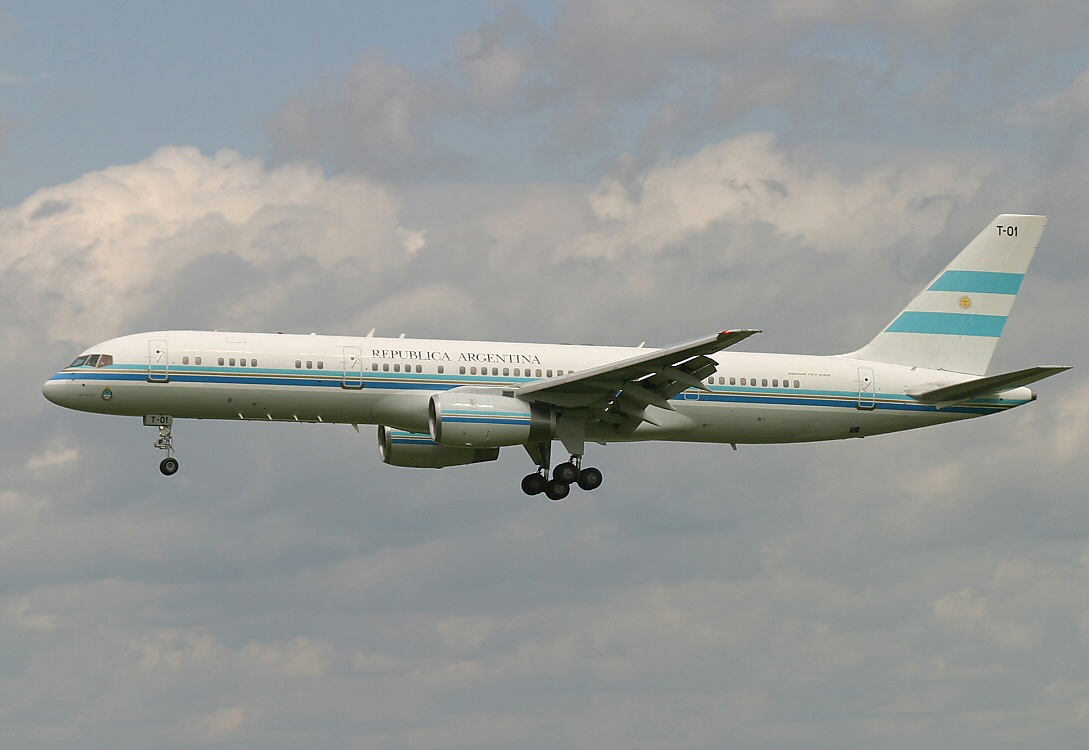
Boeing 757-200

Le Groupe aérien présidentiel (Agrupación Aérea Presidencial) est l'unité de transport du chef d'État argentin.
La flotte aérienne présidentielle est actuellement[Quand ?] composée de :
- Quatre avions : 1 Boeing 757 / 200 (Tango 01), 1 Fokker F28 -4000 Bourse (Tango 02), 1 Fokker F28-2000C Fellowship (Tango 03), 1 Learjet 60 (Tango 10)
- Trois hélicoptères : 1 Sikorsky S-70-A-30 (H-01), 2 Sikorsky S-76 B (H-02/H-03)

## Australie

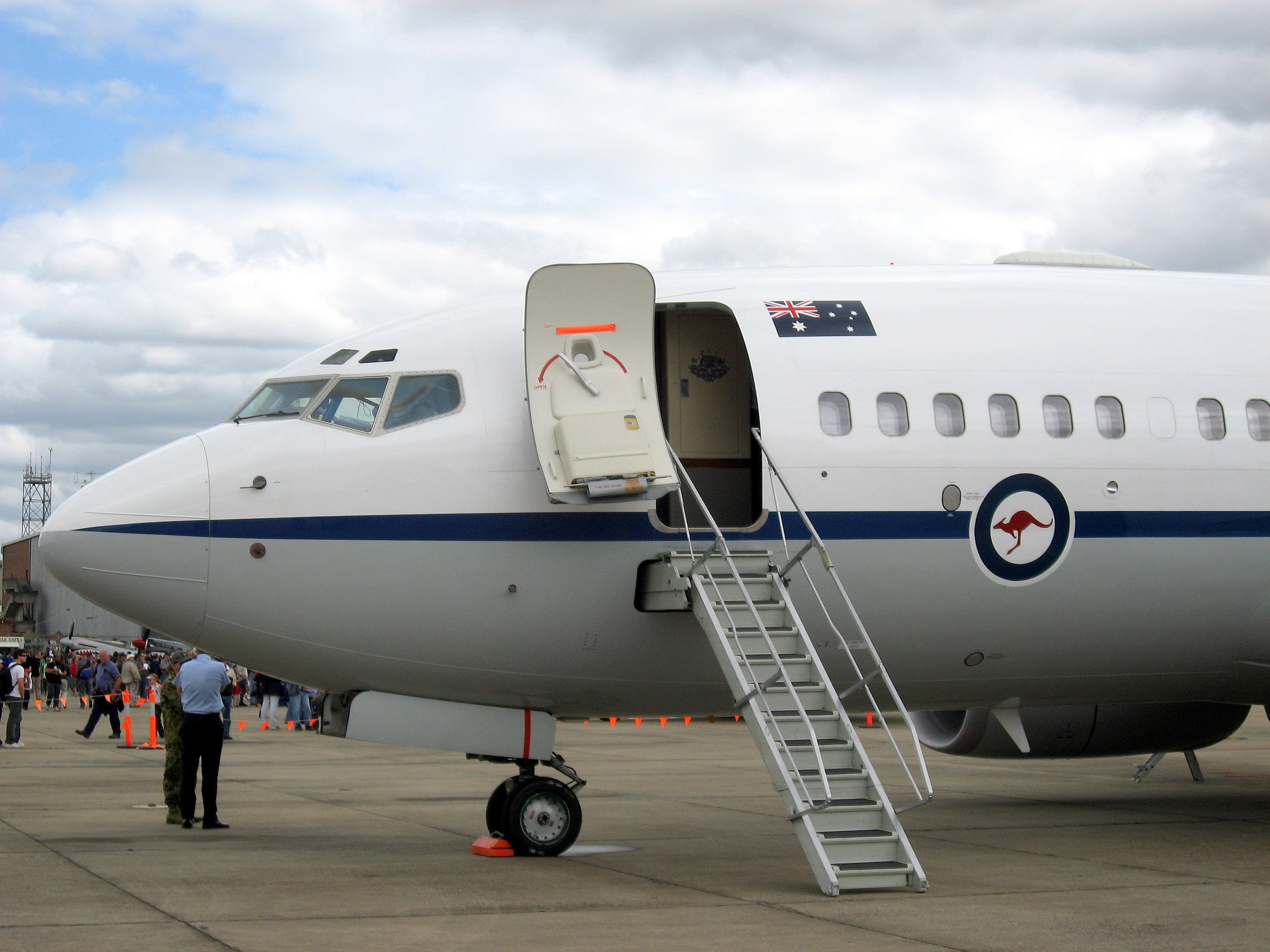
Boeing 737 BBJ

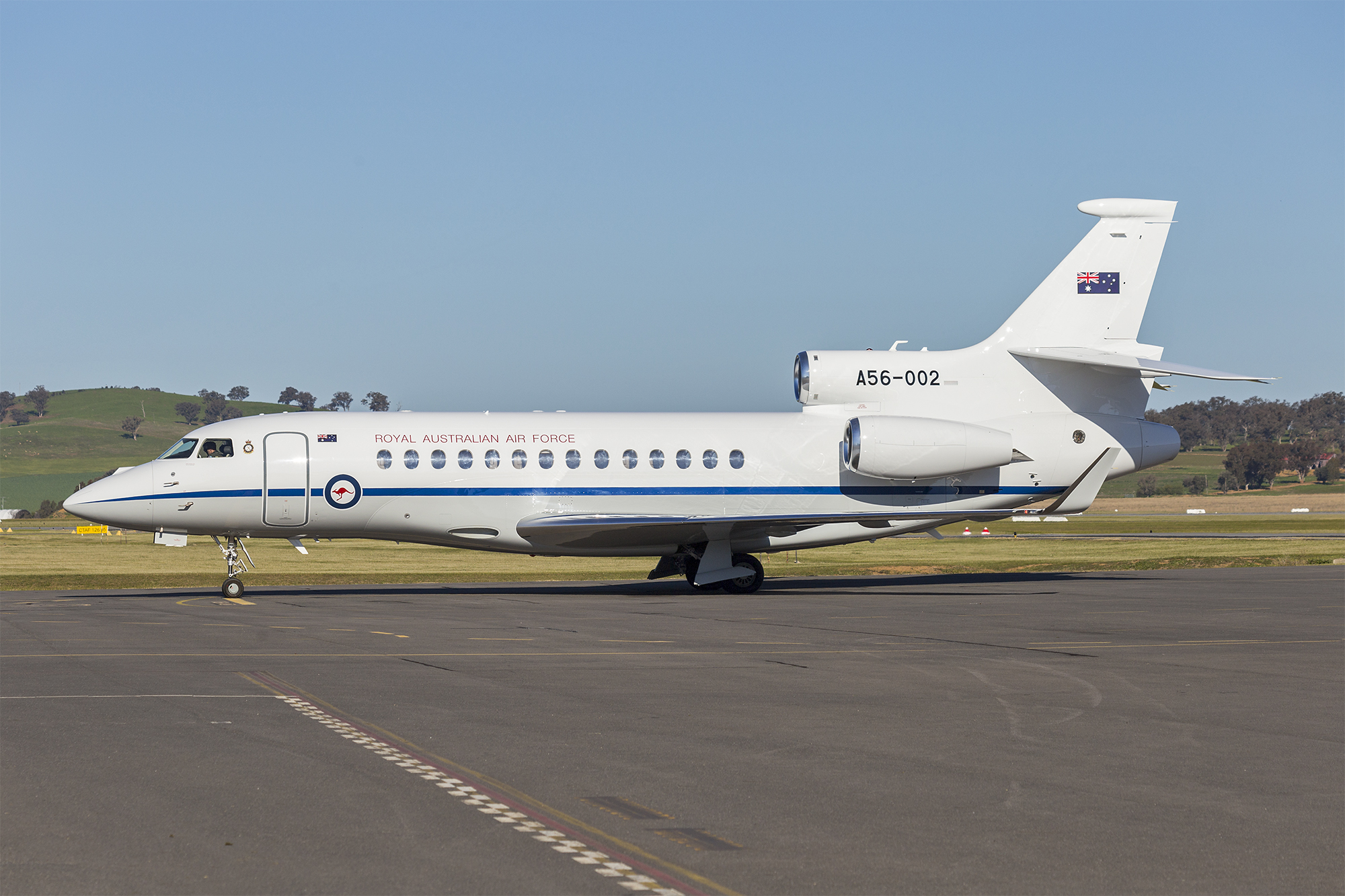
Dassault Falcon 7X

L'escadron 34 de la Royal Australian Air Force gère une flotte actuelle[Quand ?] de deux 737 Boeing Business Jets et trois Bombardier Challenger 604s pour l'usage du hautes autorités australiennes en particulier le gouverneur général d'Australie, le Premier ministre d'Australie et le ministre des Affaires étrangères. Ces avions sont régulièrement utilisés pour des vols intérieurs ou des vols internationaux et sont aussi disponibles pour la famille royale britannique lorsqu'un de ses membres visite l'Australie.
Les deux Boeings Business Jets ont été loués en 2002 pour une période de 13 ans et ont été aménagés pour leur usage avec par exemple des tables de conférence, des bureaux séparés et des liaisons satellites sécurisées. Ces deux avions peuvent également franchir une distance plus grande que les 737 Boeing Business Jet standards. La flotte est basée sur l'établissement de défense de Fairbairn à Canberra et est entretenue par le Qantas Defence Services.

## Bahreïn

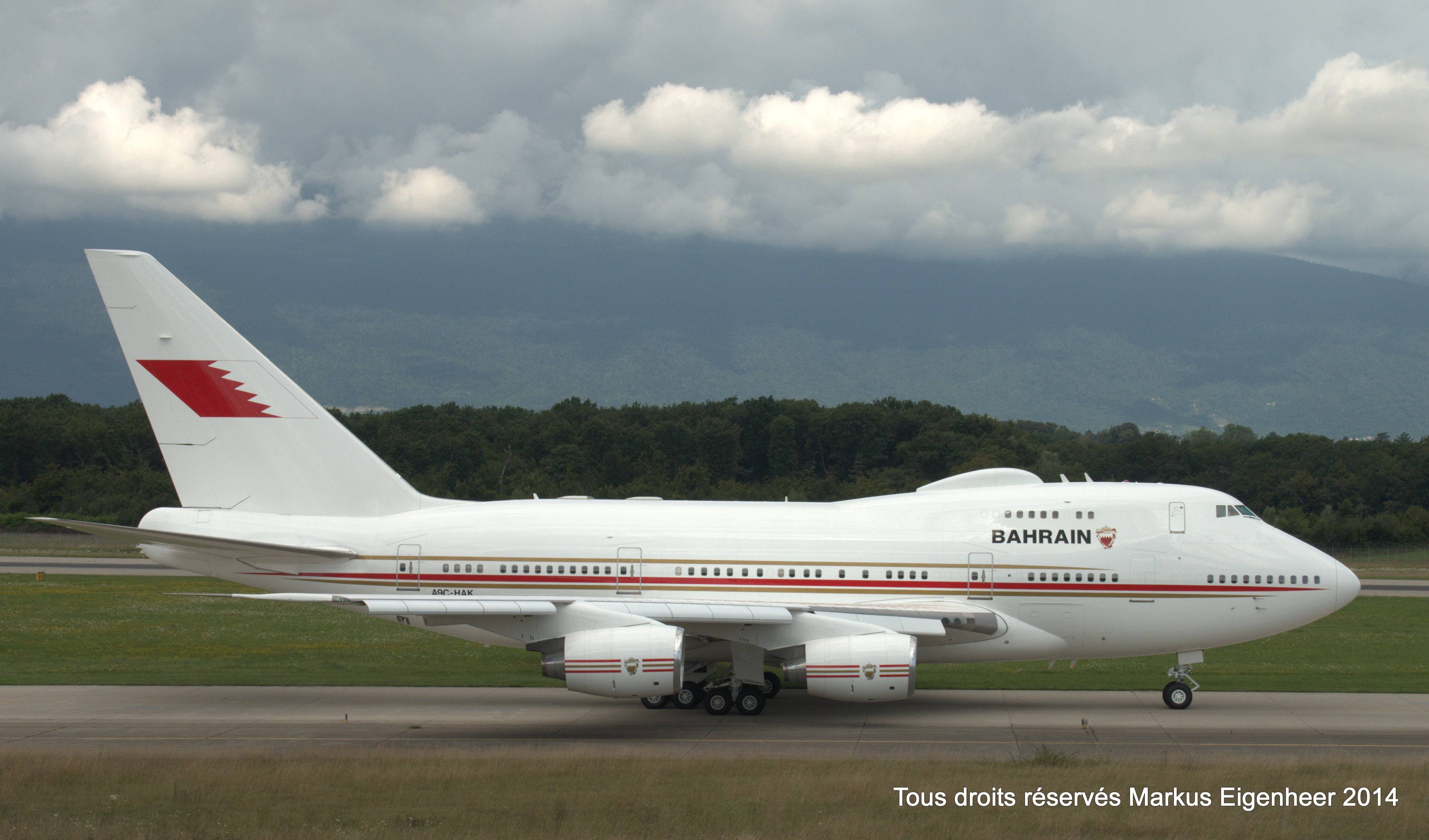
Boeing 747SP

La Force aérienne royale de Bahreïn gère un Boeing 747-400 et un Boeing 747SP pour l'usage du roi de Bahreïn.

## Belgique
Pour le transport de la famille royale et des ministres, la Belgique dispose des avions suivants appartenant au 15e Wing de transport de la Composante Air des Forces armées : un Airbus A321 en leasing, un Airbus A310 acheté à Singapore Airlines (un deuxième appareil du même type et de la même origine sert pour des pièces de rechange), deux Dassault Falcon 20 modernisés en 2004, un Dassault Falcon 900 pour le transport de personnalités sur de très longues distances, deux Embraer ERJ 135 et deux Embraer ERJ 145.

## Bulgarie

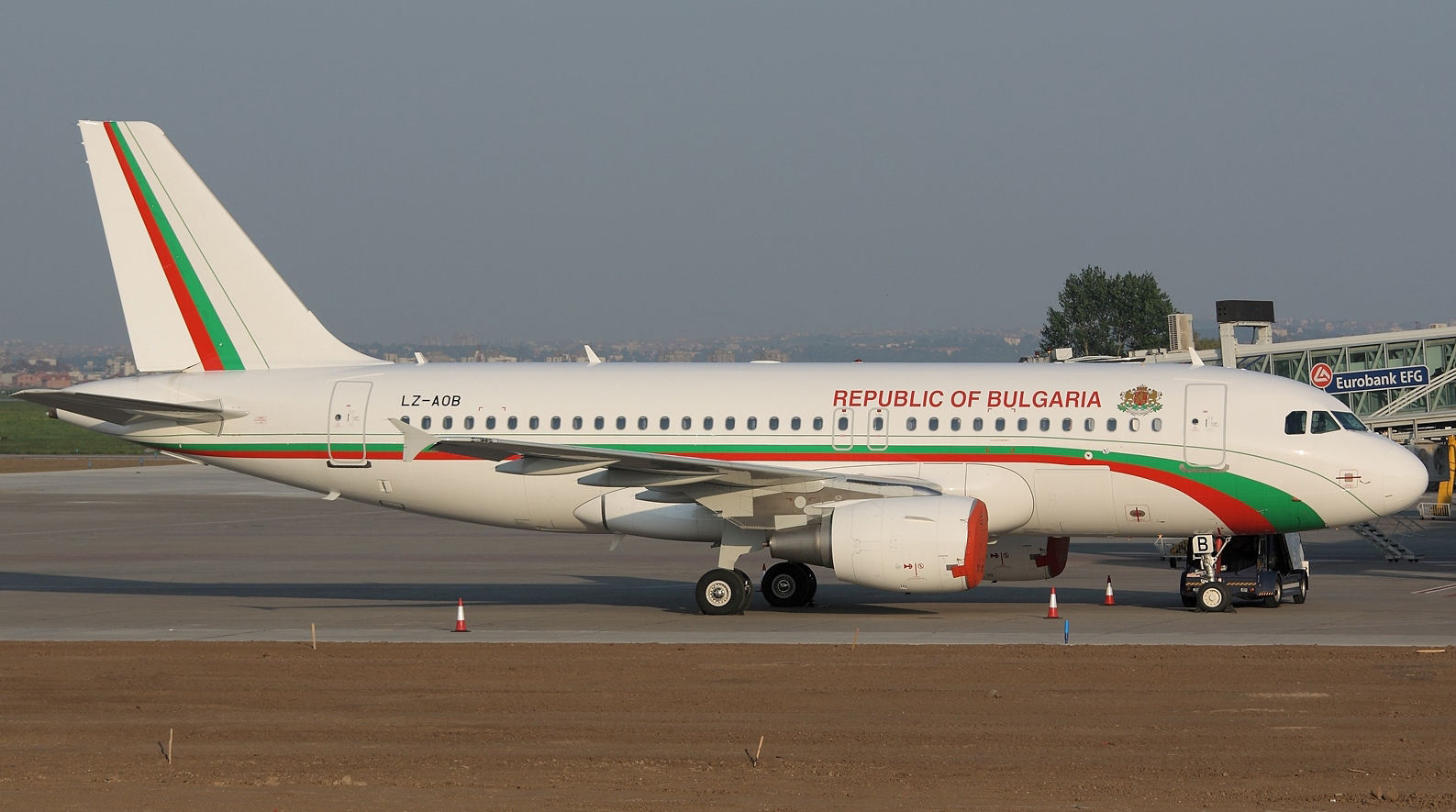
Airbus A319

En Bulgarie, le détachement 28 de la Force aérienne bulgare gère au début du XXIe siècle un Tupolev Tu-154, un Dassault Falcon 2000 et un hélicoptère Mil Mi-8 à l'usage du président, du Premier ministre et des membres du gouvernement. En date de 2012, elle dispose d'un Airbus A319 remplaçant le Tu-154 et d'un hélicoptère Agusta A.109E supplémentaire .

## Brésil

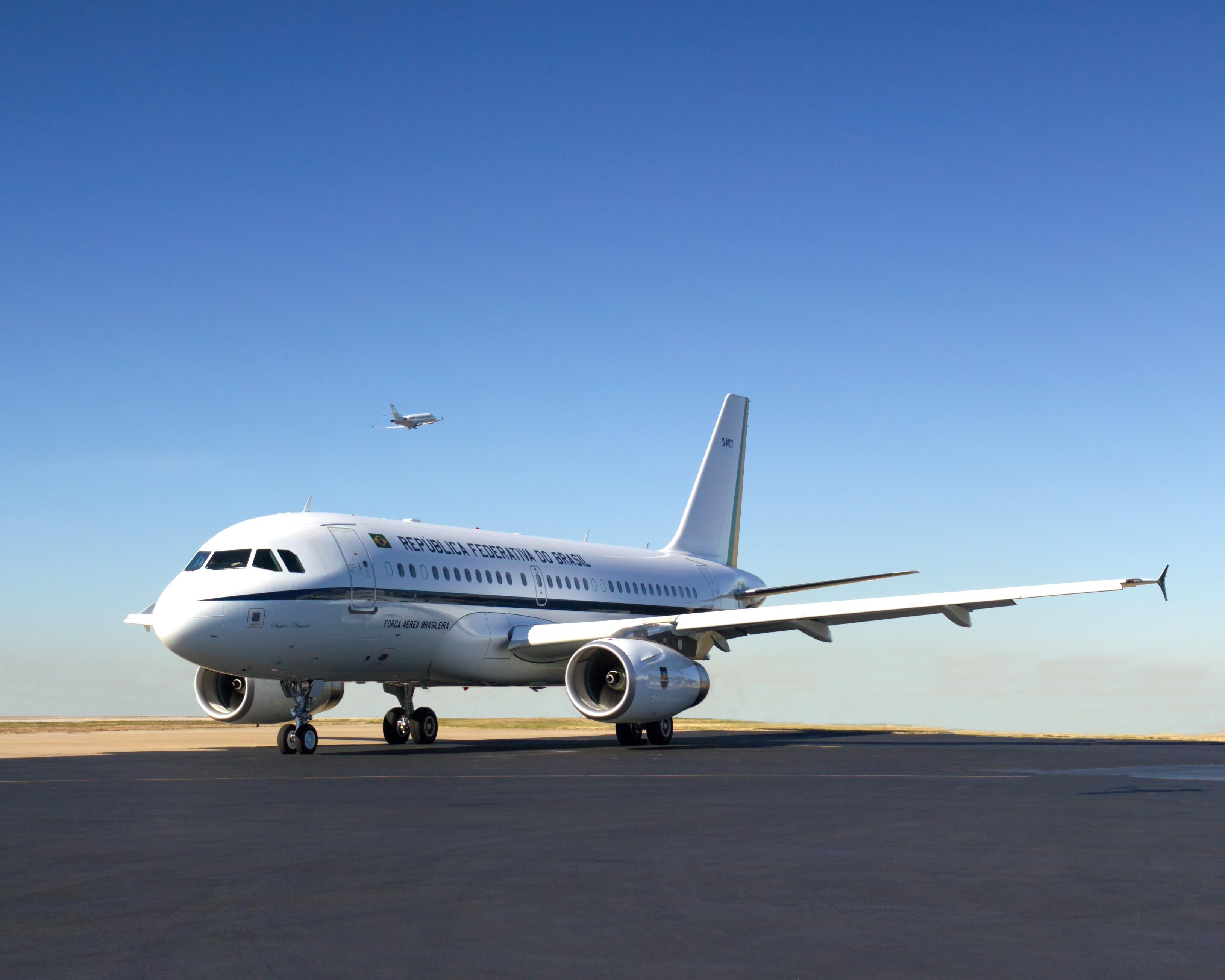
Airbus A319

L'avion présidentiel brésilien est un avion de l'Armée de l'air brésilienne dédié aux déplacements aériens du Président du Brésil. Il s'agit depuis le 15 janvier 2005 d'un Airbus A319CJ désigné par la force aérienne brésilienne sous le code VC1A, et officiellement baptisé le Santos-Dumont. La flotte est basée à la base de la force aérienne brésilienne (BABR).
Le Airbus A319 FAB 001 fait partie du « Groupe de transport spécial » (Grupo de Transporte Especial), un groupe aérien des forces aériennes brésiliennes chargé du transport du président, du vice-président et des principaux ministres du gouvernement. Ce groupe comprend trois escadrons : GTE-1, GTE-2 et GTE-3. En plus du « Santos Dumont », qui est principalement utilisé pour les vols internationaux ou de longue distance (utilisé dans le GTE-1), le groupe comprend également 21 autres avions :
- Deux Boeing 737-2N3 (VC-96) aménagés pour le transport de VIP, utilisé pour les voyages présidentiels à l'intérieur du Brésil (GTE-1).
- Deux hélicoptères présidentiels Super Puma (VH-34) aménagés pour le transport de VIP, utilisés dans le GTE-3.
- Deux avions Embraer ERJ 145 (VC-99C) aménagés pour le transport de VIP, utilisés dans le GTE-2.
- Dix avions Embraer ERJ 145 (C-99A) utilisés dans le GTE-2.
- Deux hélicoptères HB-355 Esquilo (VH-55) utilisé dans le GTE-3.
- Trois jets Gates Learjet 35 (VU-35) utilisé dans le GTE-2.

## Brunei
Le sultan de Brunei dispose de plusieurs avions privés pour ses voyages internationaux.
- Boeing B767-27G(ER) V8-MHB
- Boeing B747-430 V8-ALI
- Boeing 747-sp
- Airbus A340-212 V8-BKH
- Gulfstream V V8-001
- Gulfstream V V8-007
- Gulfstream IV V8-SR1
- Sikorsky S-76+ V8-HB1
- Sikorsky S-76+ V8-HB2

## Burkina Faso
Le gouvernement du Burkina Faso utilise un Boeing 727 spécial.

## Canada

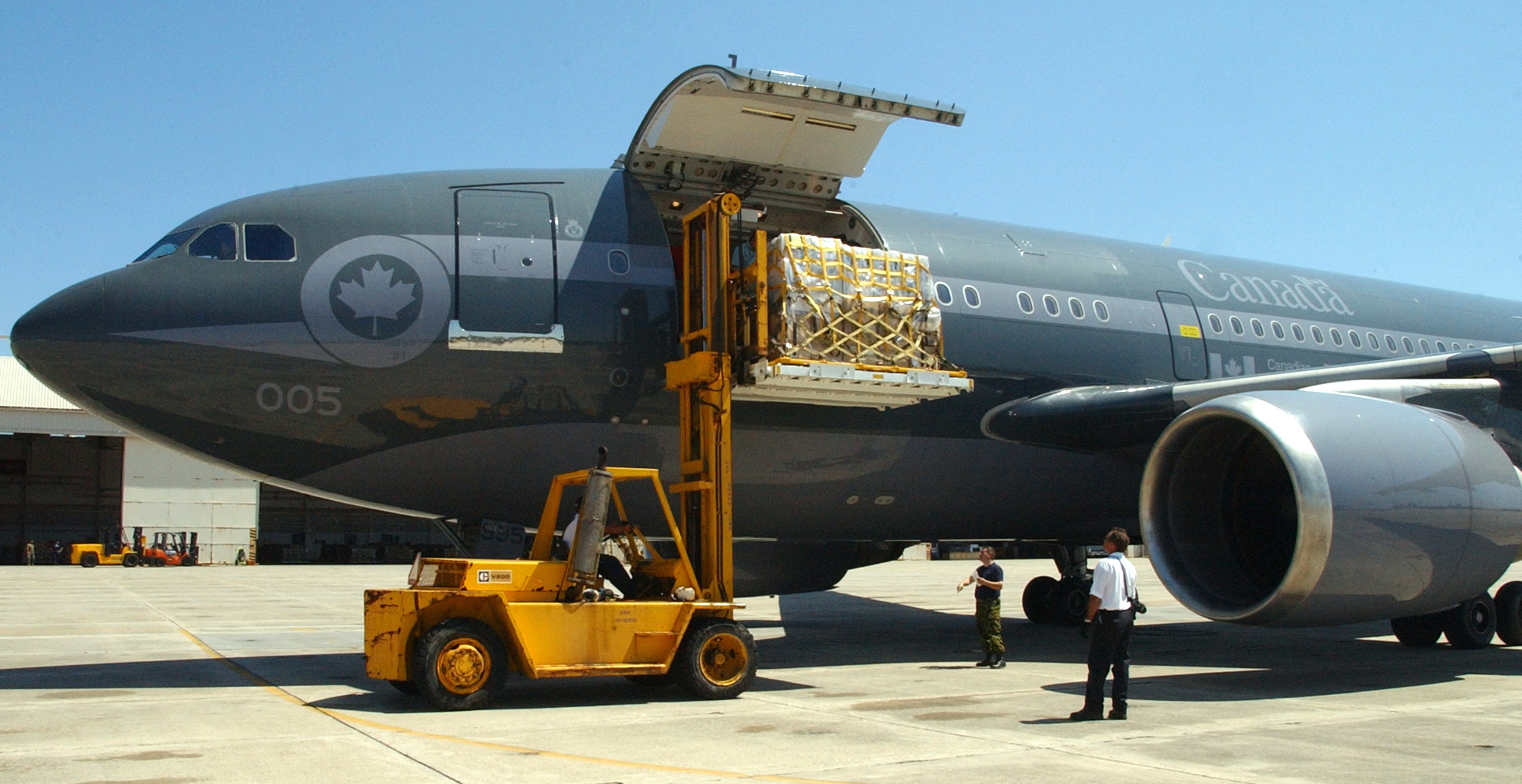
CC-150 Polaris

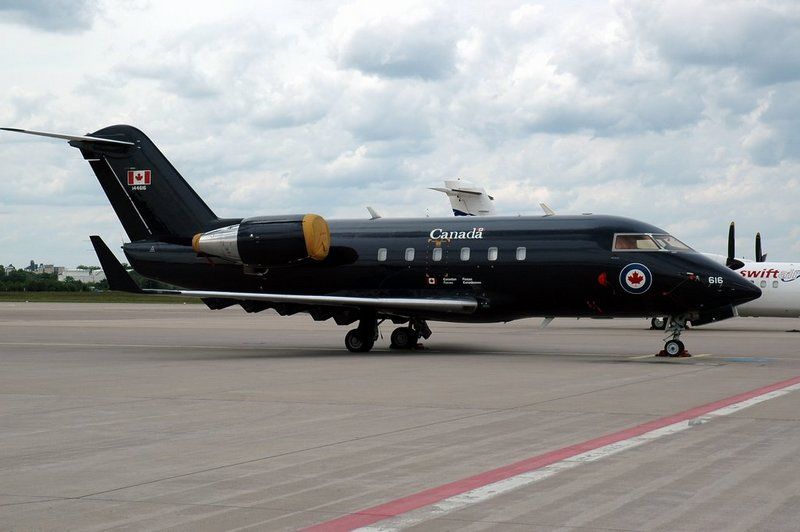
Challenger 601

L'Aviation royale canadienne gère neuf Airbus A330-200 (CC-330 Polaris), avec des équipages de l'escadron de transport No. 437, basé sur la base BCF de Trenton, et quatre Bombardier Challenger, des avions d'affaires (CC-144), géré par l'escadron 412 d'Ottawa. Ces avions ont la charge du transport du gouverneur général du Canada, du Premier ministre du Canada, de la Famille royale canadienne et d'autres personnes gouvernementales de haut rang ou des dignitaires étrangers,.

## Chili
Le transport du président du Chili est sous la responsabilité de la Fuerza Aérea de Chile, la force aérienne du Chili, qui gère différents avions : 
- un Boeing 737-500 modifié
- un Beechcraft Super King Air
- un Gulfstream Aerospace Gulfstream IV
- un Boeing 767-300ER. Depuis août 2008, cet avion immatriculé FAC-985 MSN 26205 C/N 474 remplace le boeing 737 pour les vols intercontinentaux. C'est le seul avion transportant des personnalités chiliennes qui présente la livrée standard de l'armée chilienne, ce qui traduit son double emploi : transport de personnalités et transport de fret.

## Chine

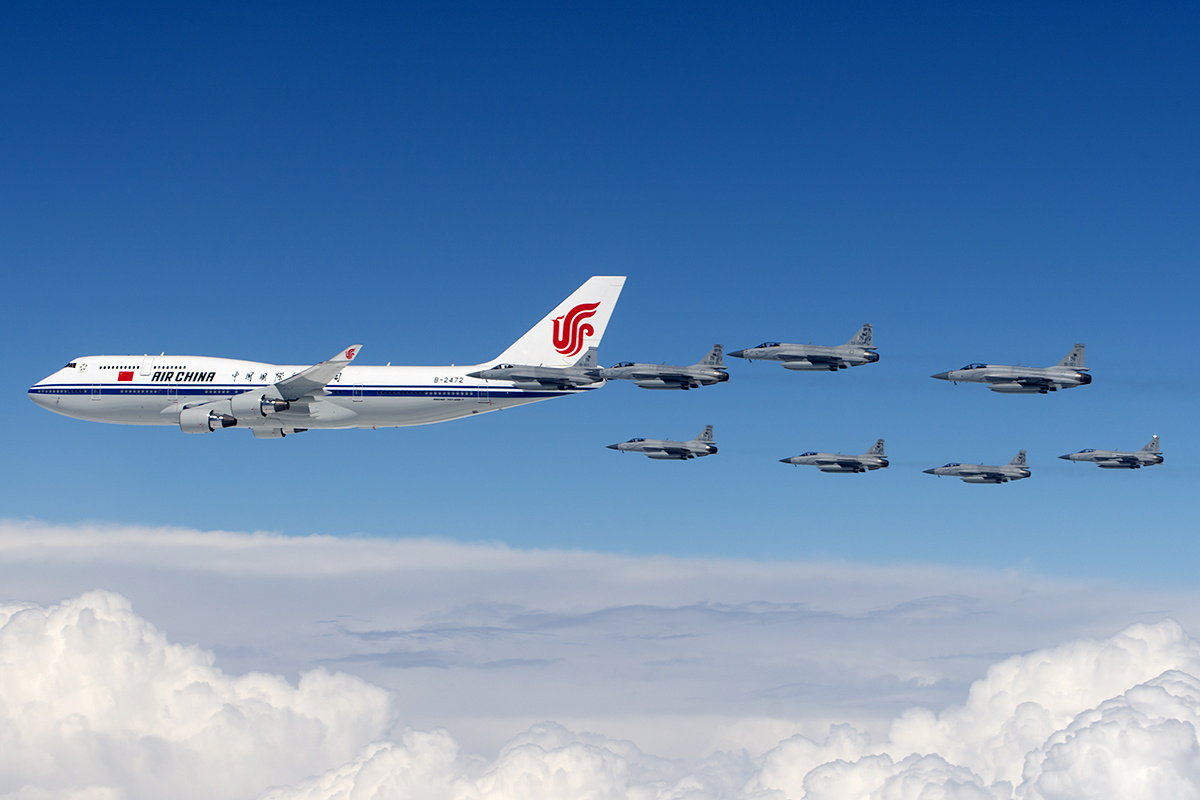
Huit JF-17 Thunder de la Force aérienne pakistanaise escortent le Boeing 747-400 d'Air China transportant le président chinois Xi Jinping en visite officielle au Pakistan en avril 2015.

Le transport aérien du président de la république populaire de Chine et des officiels du gouvernement est géré par Air China, la compagnie aérienne nationale. Un Boeing 747-400 spécifique est habituellement utilisé pour les vols longue distance, un Boeing 767 est utilisé pour les moyenne distance et un Boeing 737-800 pour les courtes distances.
Un Boeing 767 fut acheté par le gouvernement chinois pour l'usage du président Jiang Zemin en 2000. Ce Boeing 767 était à l'origine destiné à Delta Air Lines. Un incident international intervint en 2001 lorsque le gouvernement déclara avoir découvert 27 puces électroniques d'espionnage insérées à l'intérieur de l'avion.[réf. souhaitée] L'avion a été rééquipé à San Antonio au Texas et est maintenant géré comme un avion commercial sur les lignes d'Air China.

## Colombie

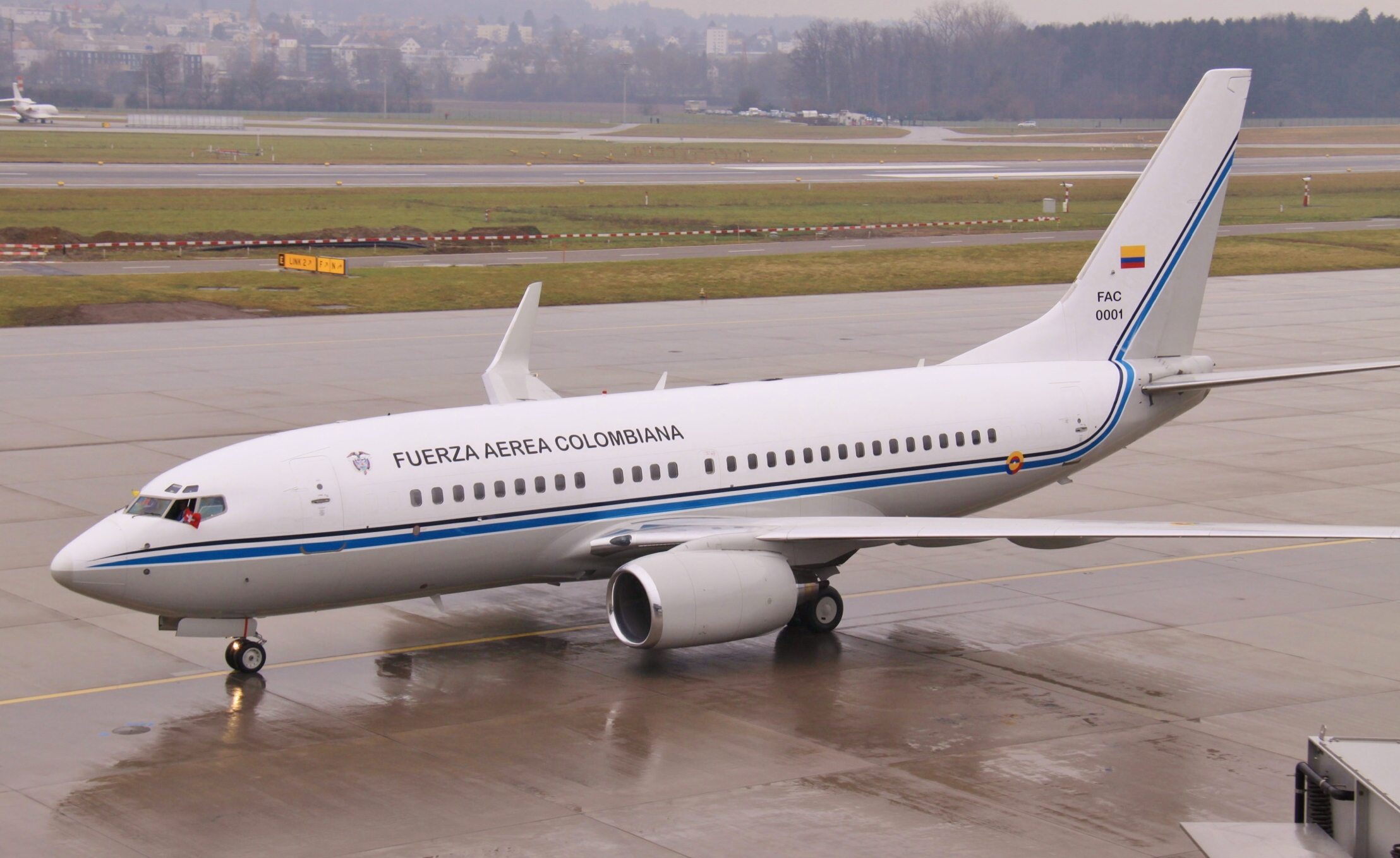
Boeing 737

En 1933, la Colombie a acquis son premier avion de transport présidentiel, un Junkers Ju 52/3M, un des avions les plus avancés de l'époque. Il a servi l'ancien président colombien Enrique Olaya Herrera jusqu'à sa retraite du service, en 1950. De 1953 à 1972, un Douglas C-54 Skymaster servit comme avion présidentiel au cours de la dictature de Gustavo Rojas Pinilla.
En 1972, un Fokker F28, nouveau modèle 1000, est devenu l'avion présidentiel, pendant le mandat de Misael Pastrana Borrero. Cet appareil est célèbre parce qu'au cours de la présidence de Ernesto Samper Pizano, le 22 septembre 1996, trois kilogrammes d'héroïne ont été trouvés cachés dans l'avion, des heures avant de repartir à New York, où le président Samper devait s'adresser à l'Assemblée générale des Nations unies. L'incident est grave parce que les États-Unis ont annulé le visa de Samper pour avoir des liens présumés avec les barons de la drogue qui financeraient sa campagne politique. Enfin, Samper s'est rendu aux États-Unis avec un visa diplomatique, dans un avion loué.
En 2005, le nouveau président Alvaro Uribe Velez a exhorté le Congrès à acheter de nouveaux avions, pour des raisons de sécurité et de préoccupations environnementales. Après 33 ans de service, l'avion était presque obsolète et trop bruyant. Les Colombiens ont surnommé l'avion présidentiel le « pot de café ». L'avion a été sanctionné plus d'une fois pour violation des normes de décibels dans les aéroports et parfois même interdit de débarquer, également en raison de la contamination de l'environnement.
Finalement, le Fokker a été retiré du service et en juillet 2005, la Colombie a acquis un Boeing 737-700 BBJ présidentiel pour le transport. Son nom de code est 0001 ou AEC Fuerza Aerea Colombiana 0001 (Force aérienne colombienne 0001).

## Corée du Nord

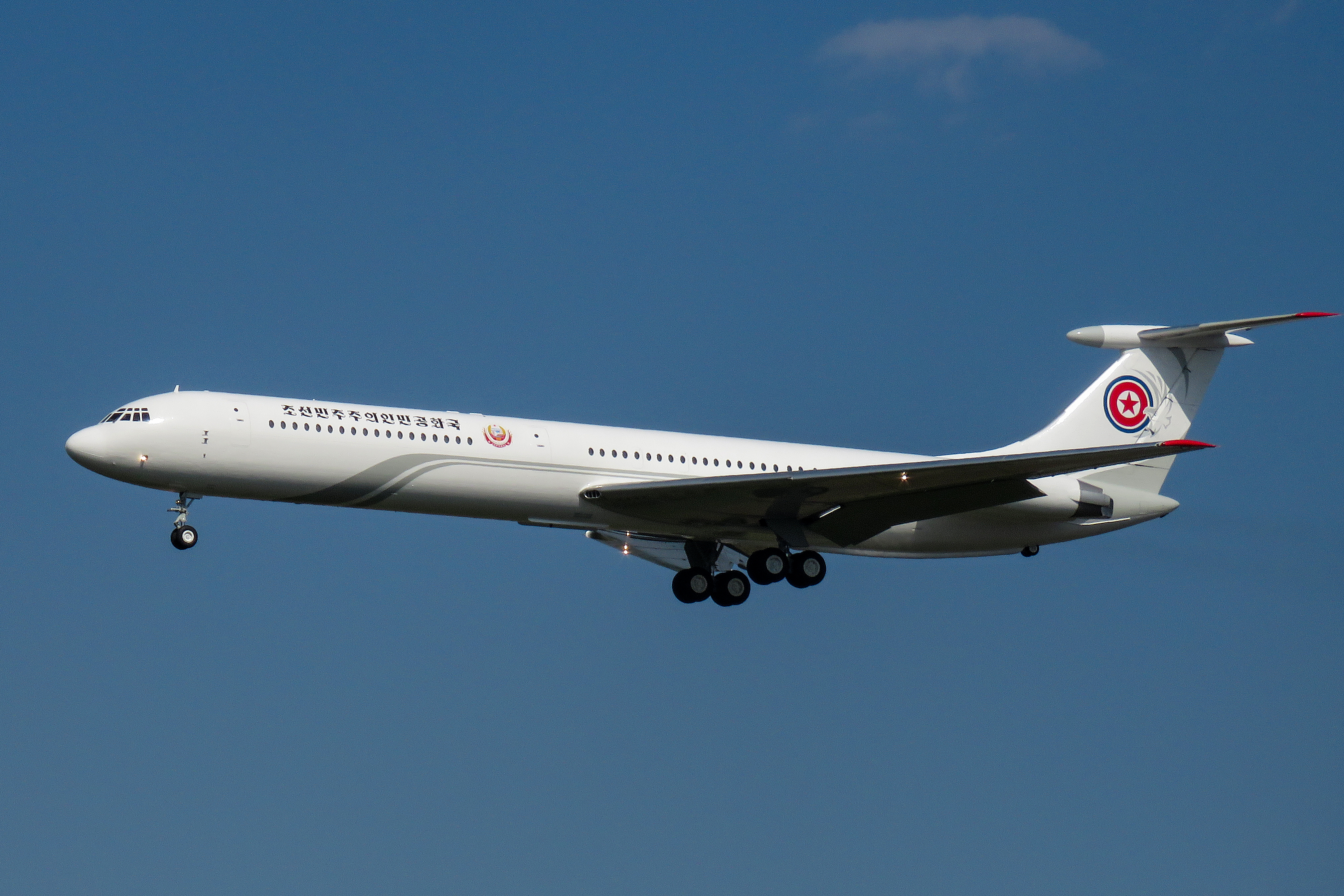
Iliouchine Il-62M

Kim Jong-un et les hauts dignitaires du régime nord-coréen ont accès à toute la flotte de la compagnie nationale Air Koryo. Un Iliouchine Il-62M est réservé aux vols internationaux de Kim Jong-un. Cependant, pour des raisons de sécurité, ce dernier favorise le transport ferroviaire (et ses luxueux wagons blindés avec cuisine et salle de cinéma) pour ses  voyages à l'étranger (en Chine et en Russie).

## Corée du Sud

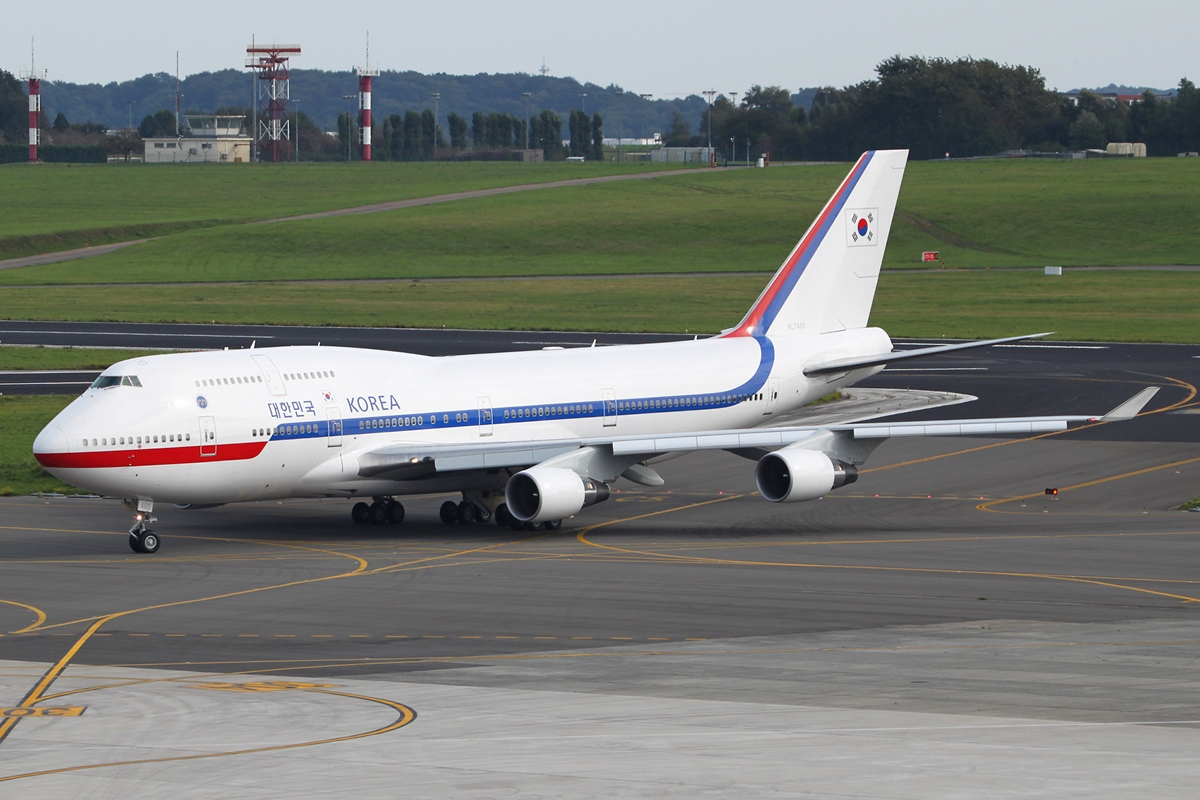
Boeing 747-4B5

La présidence de la république de Corée utilise un Boeing 747-400 (HL7465/cn 26412/1284) par un contrat de bail avec Korean Air pour 10 ans. Les vols sont identifiés sous l'indicatif « Code One ». L'avion a été entièrement repeint pour l'occasion et des aménagements spécifiques ont été faits. Avant, la présidence de la Corée du Sud utilisait un Boeing 737-300. Mais en raison de son rayon d'action limité, il fut uniquement utilisé à l'occasion de vols courts à destination du Japon ou de la Chine. Depuis l'acquisition du Boeing 747-400, le Boeing 737-300 n'est pratiquent plus utilisé. L'hélicoptère présidentiel est un UH-60.

## Côte d'Ivoire
Depuis 2011 la location d'un Boeing 727 géré par l'Armée de l'air ivoirienne qui est mis à la disposition du président Alassane Dramane Ouattara lors de ses déplacements à l'étranger.
En septembre 2014 le gouvernement ivoirien acquiert un Airbus A319.
Depuis le 11 juillet 2023, la présidence de la Côte d'Ivoire a fait l'acquisition d'un Airbus A320 neoACJ pour le remplacer le A319 vieillissant.

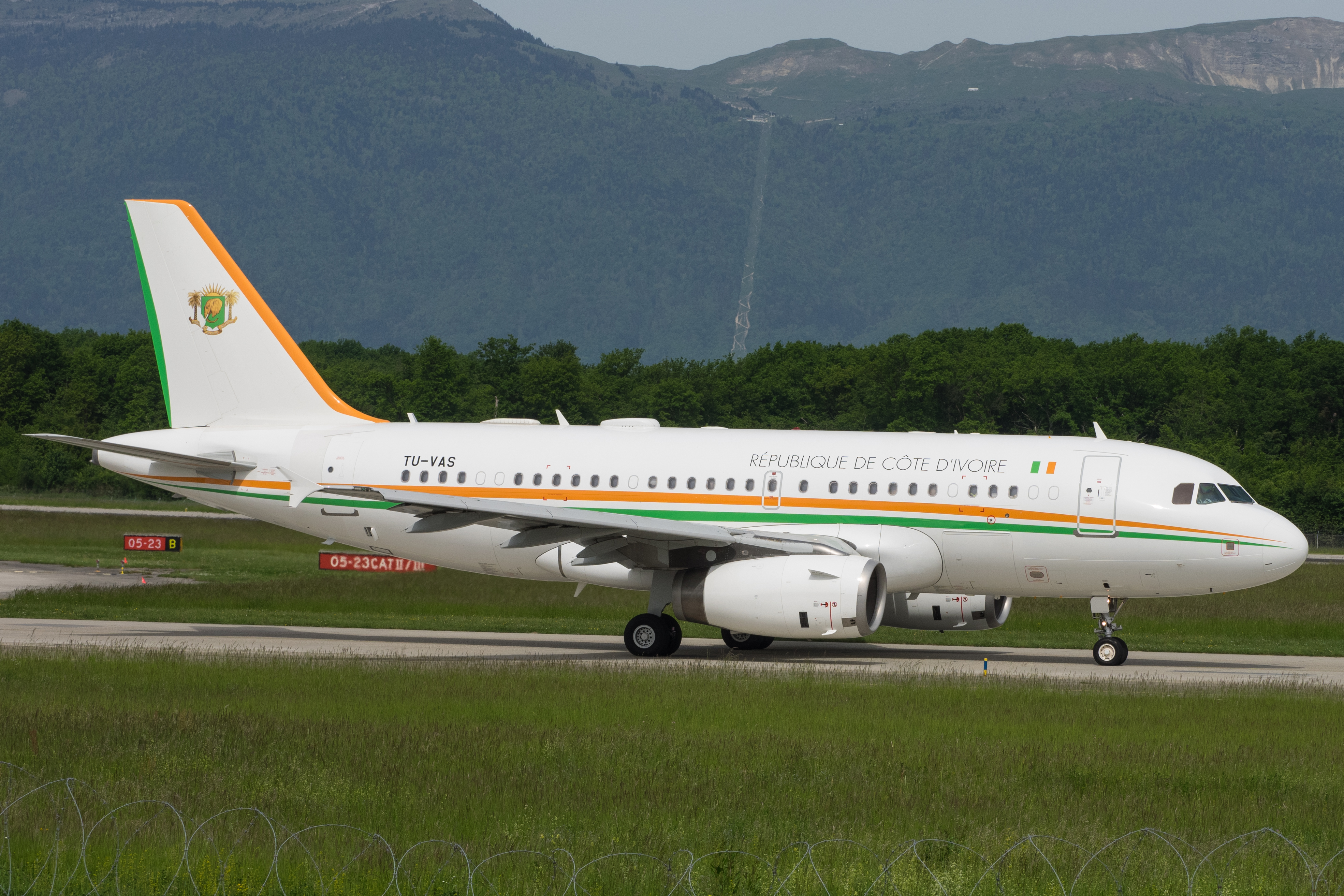
Airbus A319
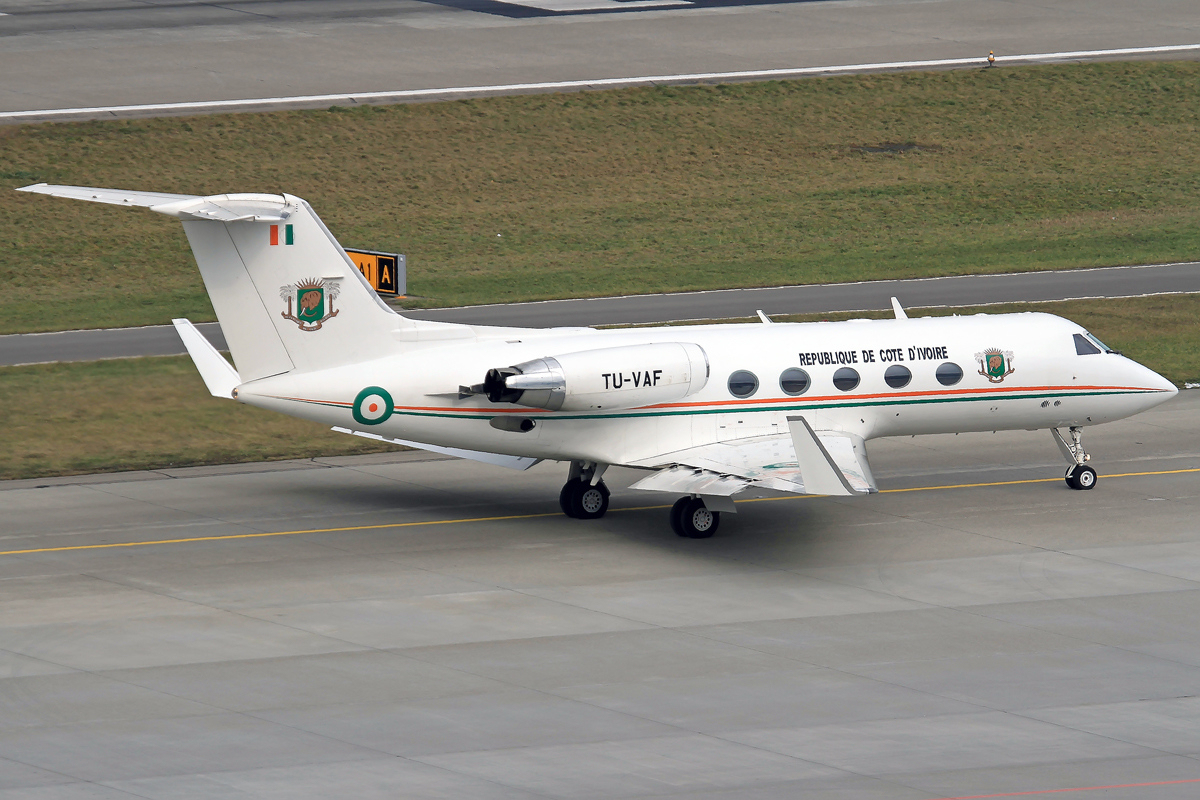
Gulfstream G-III
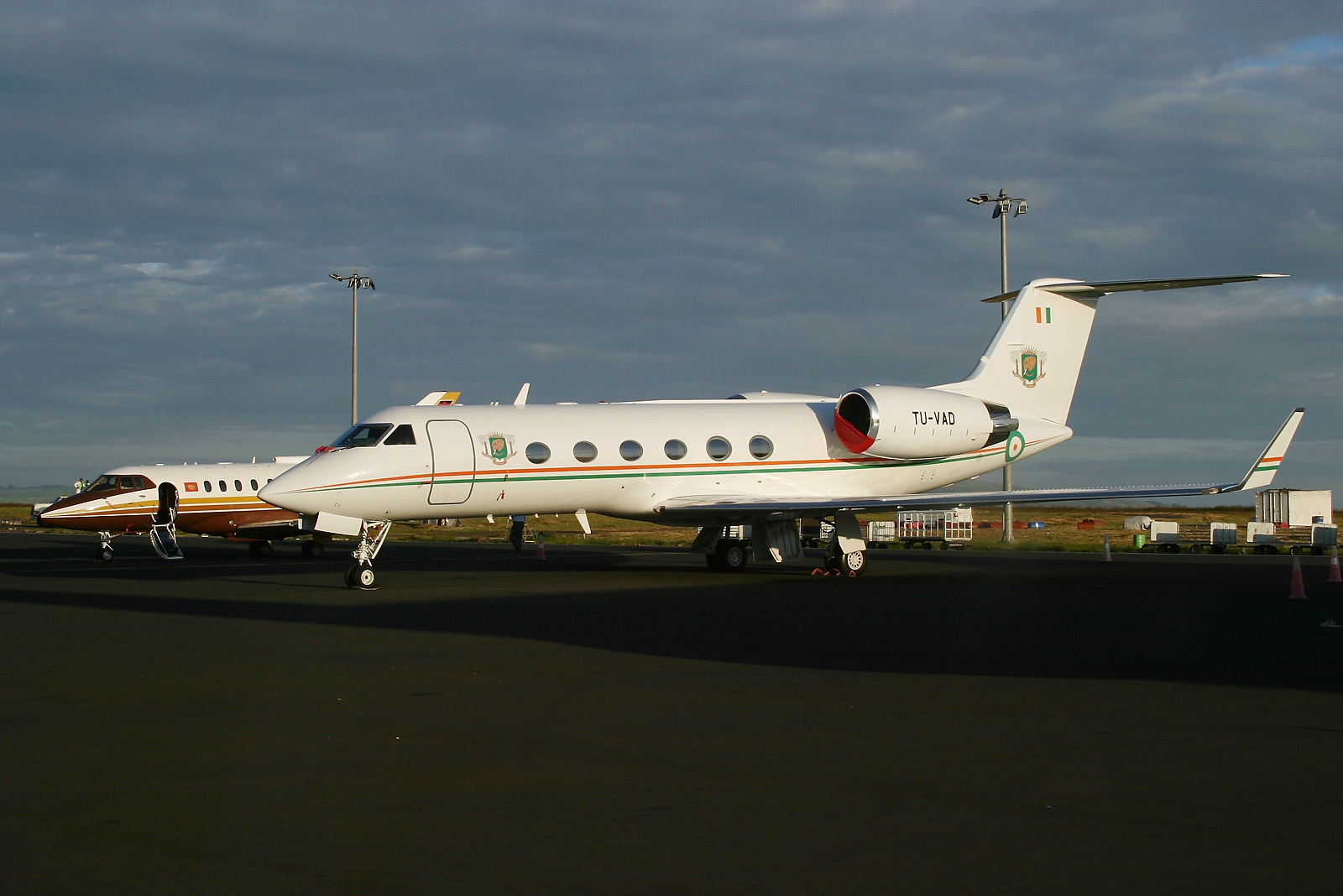
Gulfstream IV

## Croatie

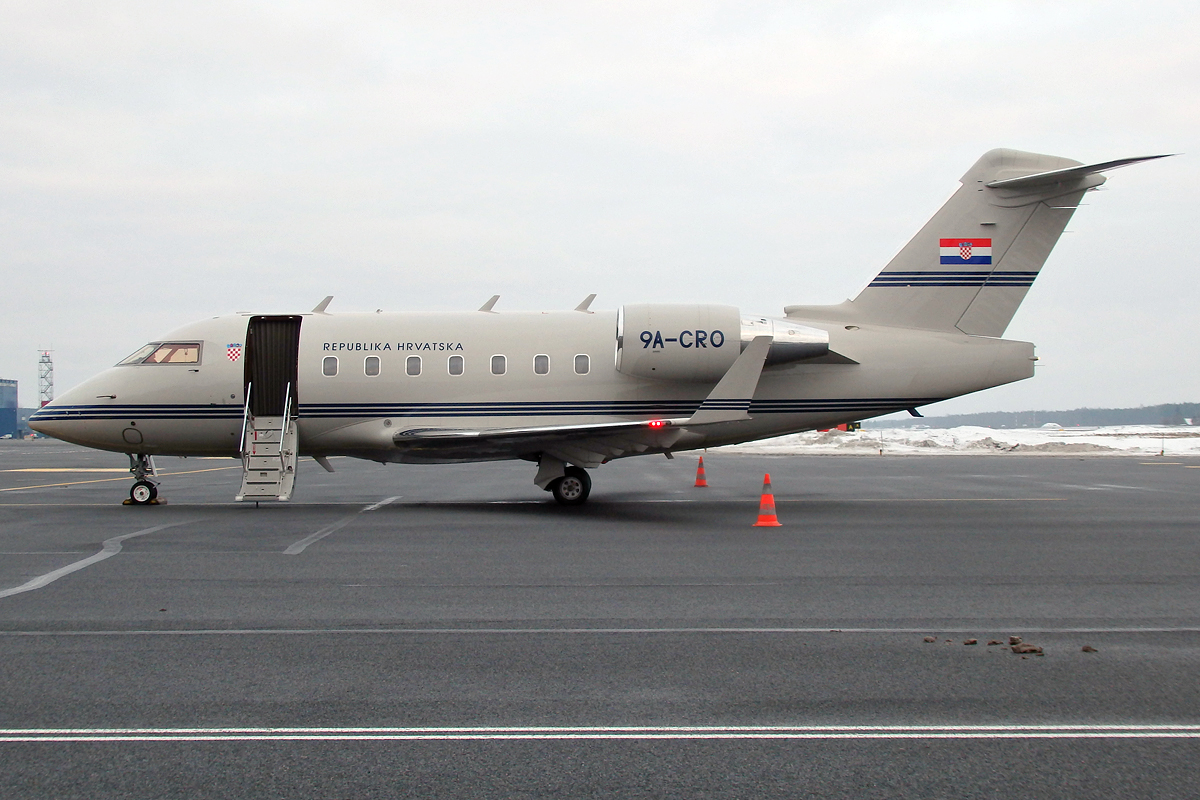
Challenger CL-604

La république de Croatie possède un Challenger CL-604 (9A-CRO) acquis en août 1997. La Direction de l'utilisation des aéronefs l'exploite pour le transport des membres du gouvernement croate, du président de la République, des parlementaires et d'autres utilisateurs, sous réserve de l'approbation du premier ministre, en particulier dans le cas de vols destinés au transport d'organes ou de personnes gravement blessées. Un hélicoptère Mil Mi-8 de l'aviation militaire et la défense aérienne croates est parfois utilisé pour les déplacements à courte distance à l'intérieur du pays.

## Danemark

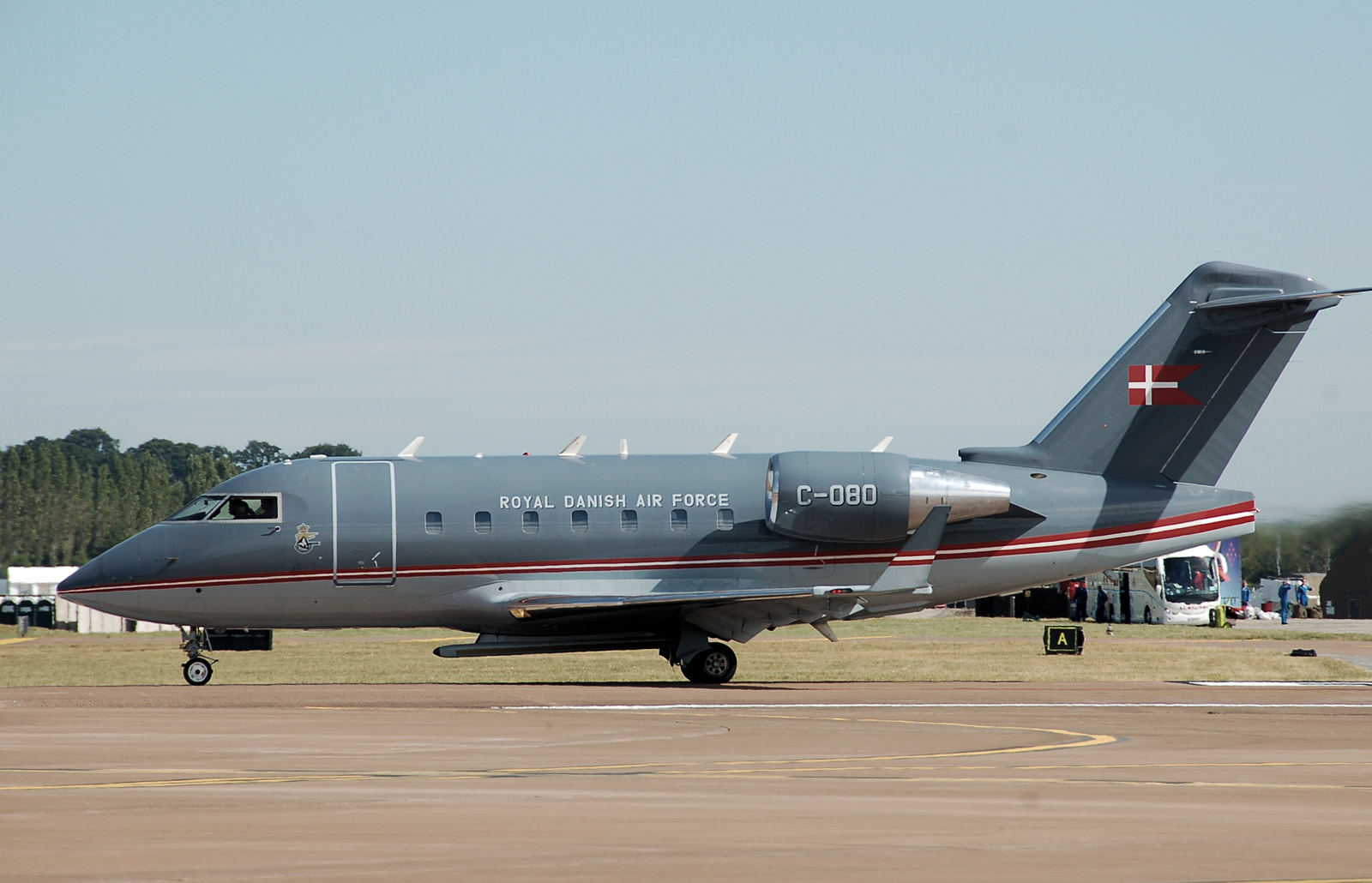
Bombardier CL-604

La Force aérienne royale danoise gère trois Challenger CL-604 pour le transport de personnalités, en premier les membres du gouvernement et de la famille royale du Danemark. Ces avions servent également pour des contrôles de l'environnement et des pêches autour du Groenland et en mer du Nord. La famille royale dispose également d'un AgustaWestland EH101 Merlin à sa disposition.

## Équateur

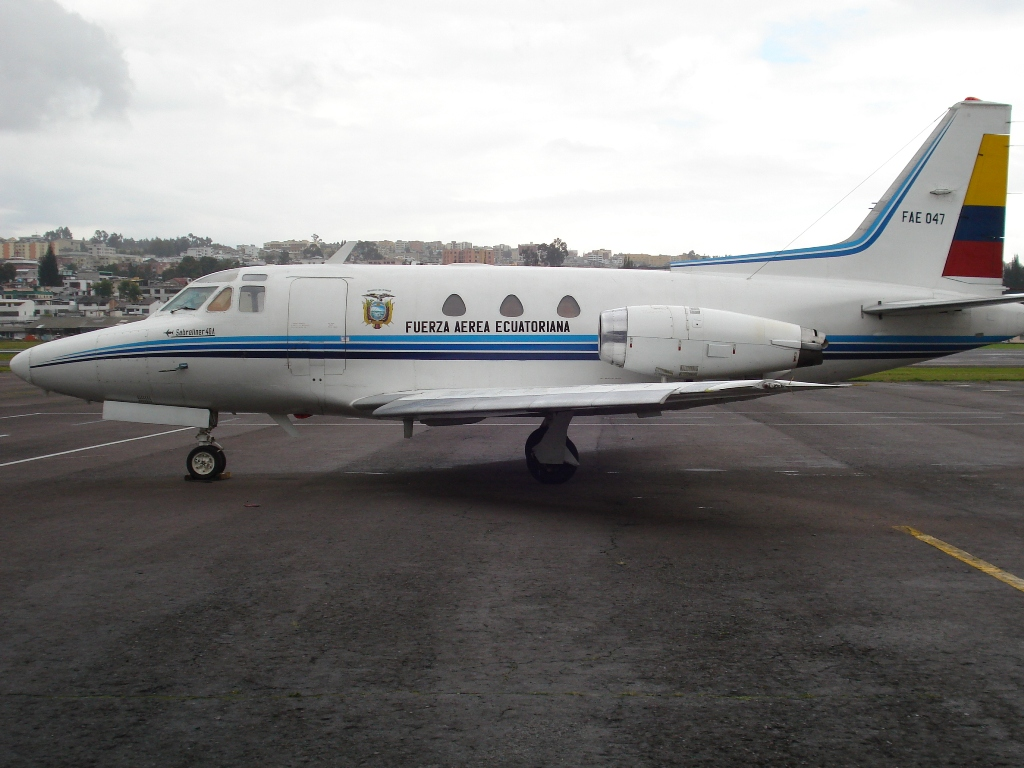
Sabreliner 60

L'Équateur utilise un avion d'affaires Embraer Legacy 600 (FAE-739) ainsi qu'un Rockwell Sabreliner 40D (FAE-047) pour les besoins de transport aérien du président. Des avions de la flotte du transporteur national équatorien TAME, dont des Boeing 727, Fokker F28, et Embraer E-Jets sont aussi affrétés pour les besoins du gouvernement.
L'avion utilisé pour les longs trajets est un Airbus A320 de la compagnie TAME.

## Égypte
Le gouvernement égyptien gère un Airbus A340-200 (n° SU-GGG) pour le transport de personnalités. Dès son acquisition la santé de l'ancien président Hosni Moubarak s'est dégradée davantage et l'avion présidentiel a été très peu utilisé. Le premier avion présidentiel en Égypte fut donné en cadeau par l'Arabie saoudite au président Anouar el-Sadate. Avant cela, le président égyptien, Gamal Abdel Nasser, voyageait à bord d'un avion loué à la compagnie nationale EgyptAir. En 1955, durant un voyage pour assister à la première conférence Afrique-Asie à Bandung en Indonésie, le président Nasser et son équipage utilisèrent un avion loué à la compagnie aérienne nationale indienne.

## Espagne

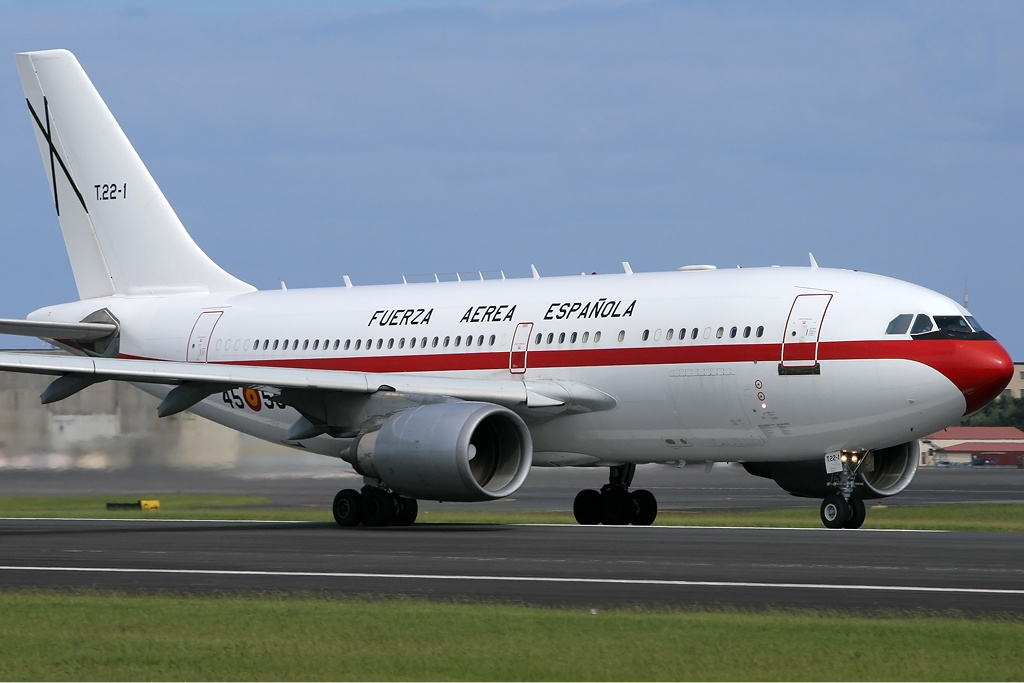
Airbus A310

Créé en 1956, le 45e groupe des forces aériennes espagnoles (45 Grupo de Fuerzas Aéreas), dépendant de l'Armée de l'air (Ejercito del Aire), gère deux Airbus A310 réaménagés, achetés à Air France en 2002 pour remplacer le Boeing 707 acquis en 1980, cinq Falcon 900 et plusieurs hélicoptères. Son rôle est d'assurer le transport aérien du roi d'Espagne, du président du gouvernement, des ministres et hauts dignitaires du gouvernement. Dans certains cas particuliers, il assure également le transport aérien de la famille royale.
Il est implanté à la base aérienne de Torrejón de Ardoz, non loin de Madrid.

## États-Unis d'Amérique

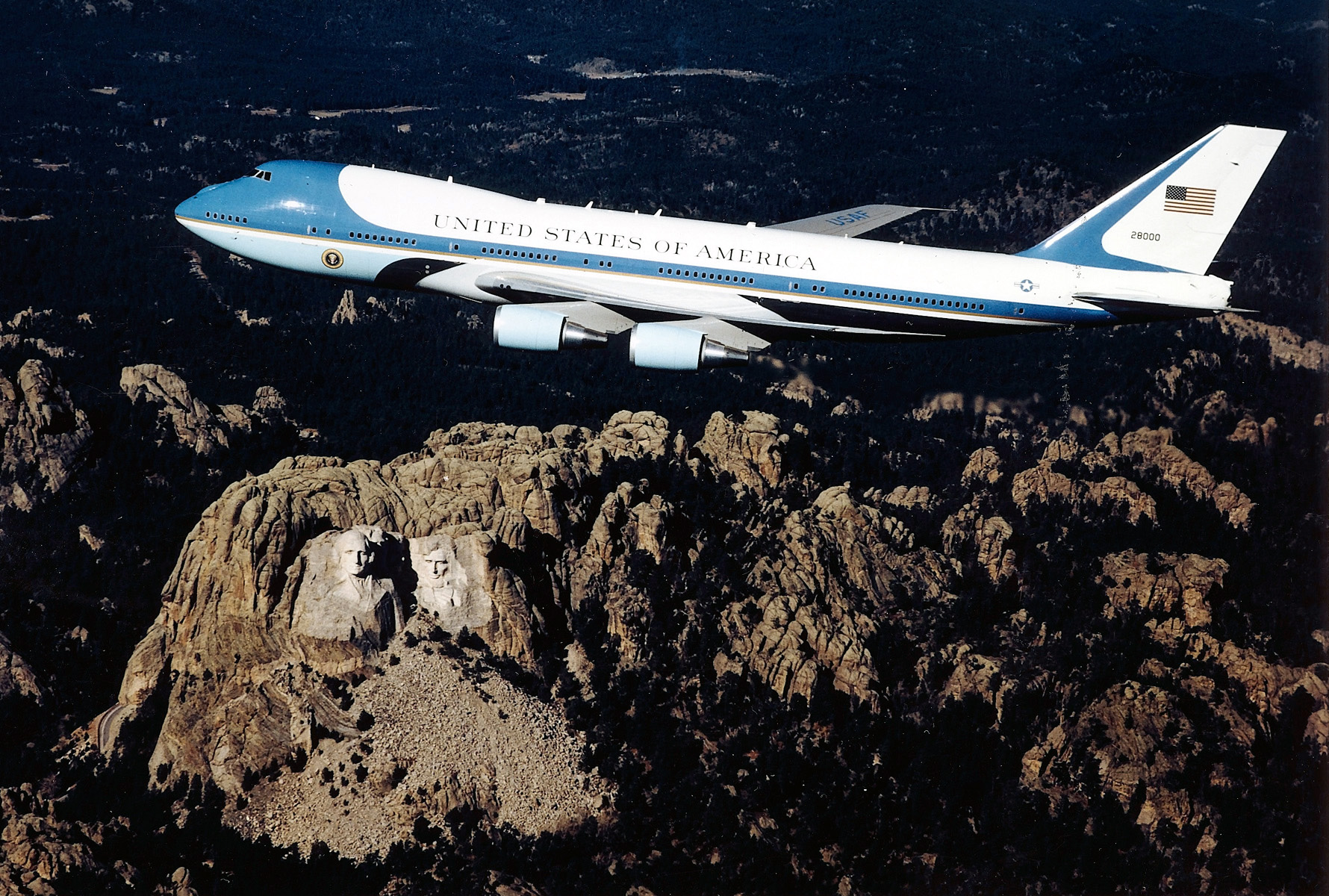
Boeing VC-25

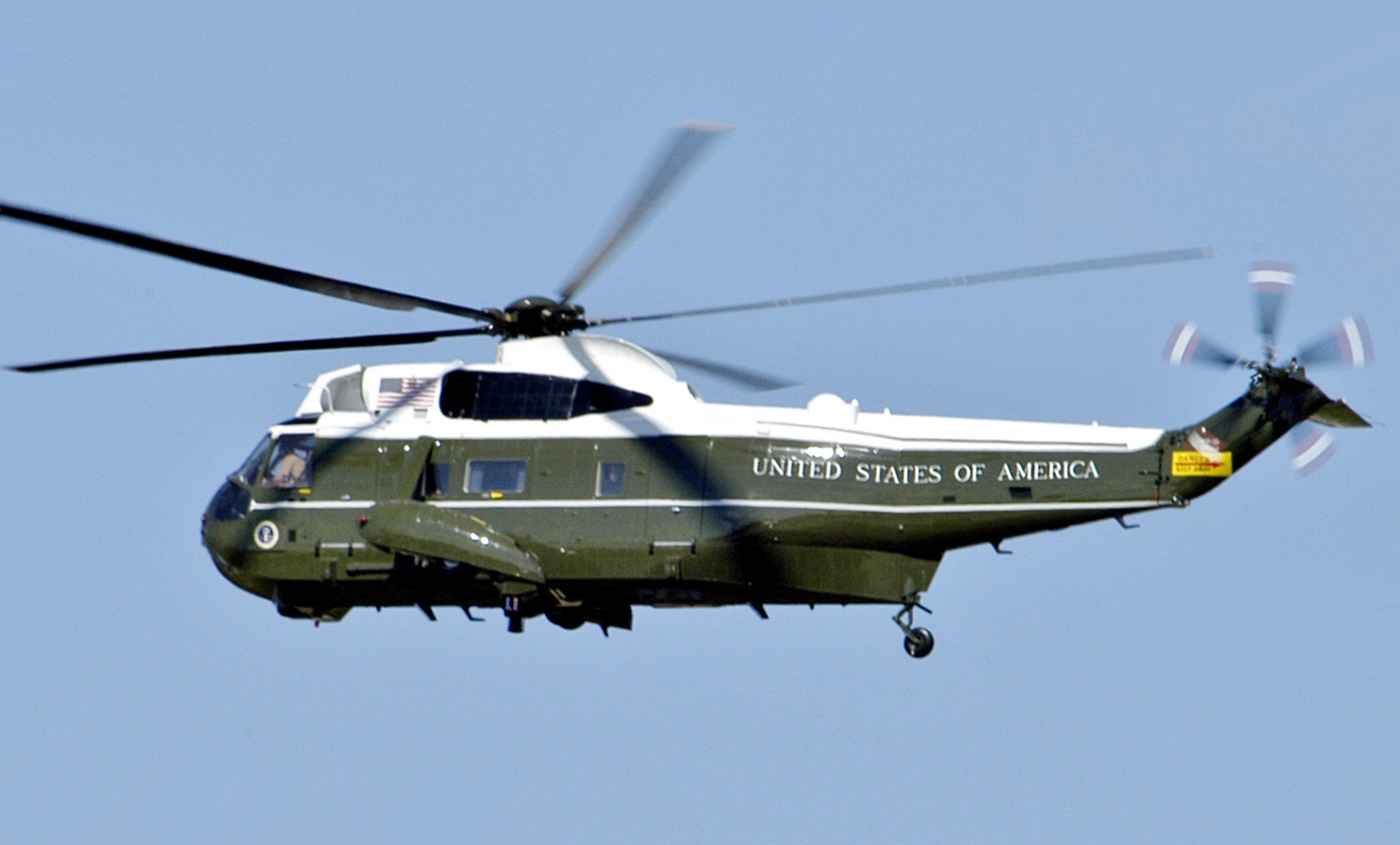
H-3

Le président et le vice-président des États-Unis disposent de deux Boeing 747-200B et de 6 Boeing 757 spécialement aménagés, connus sous le nom d'Air Force One et Air Force Two lorsqu'ils sont respectivement à bord. Ces avions ont l'appellation militaire de Boeing VC-25A et Boeing C-32.
Le Président peut utiliser le Boeing C-32 qui prendra le nom d'appellation Air Force One comme le Vice-Président peut utiliser le Boeing VC-25 qui prendra l'indicatif Air Force Two. Le Boeing VC-25 n'est pas réservé au président et le Boeing C-32 n'est pas réservé au Vice-Président.
Le Corps des Marines gère également plusieurs hélicoptères spécialement aménagés pour le transport du président, le vice-président et les membres du Cabinet présidentiel.
Le code de tout avion militaire transportant le président américain est désigné par l'Armée suivi par One, comme Air Force One, Marine One (ce dernier étant habituellement un hélicoptère). Jusqu'en 1976, le transport en hélicoptère du président et du vice-président était partagé entre les marines et l'US Army. Le code de l'hélicoptère de l'armée de terre qui transportait le Président était alors Army One. Dans le cas où le Président voyagerait sur un avion de la Navy, le code serait Navy One (une fois avec George W. Bush, en 2003) ou un avion civil, le code serait Executive One (une fois avec Richard Nixon, en 1973).
Le code pour tout avion militaire transportant le vice-président est désigné par le nom de l'Arme suivi par Two (Air Force Two, Marine Two, etc.).

## France

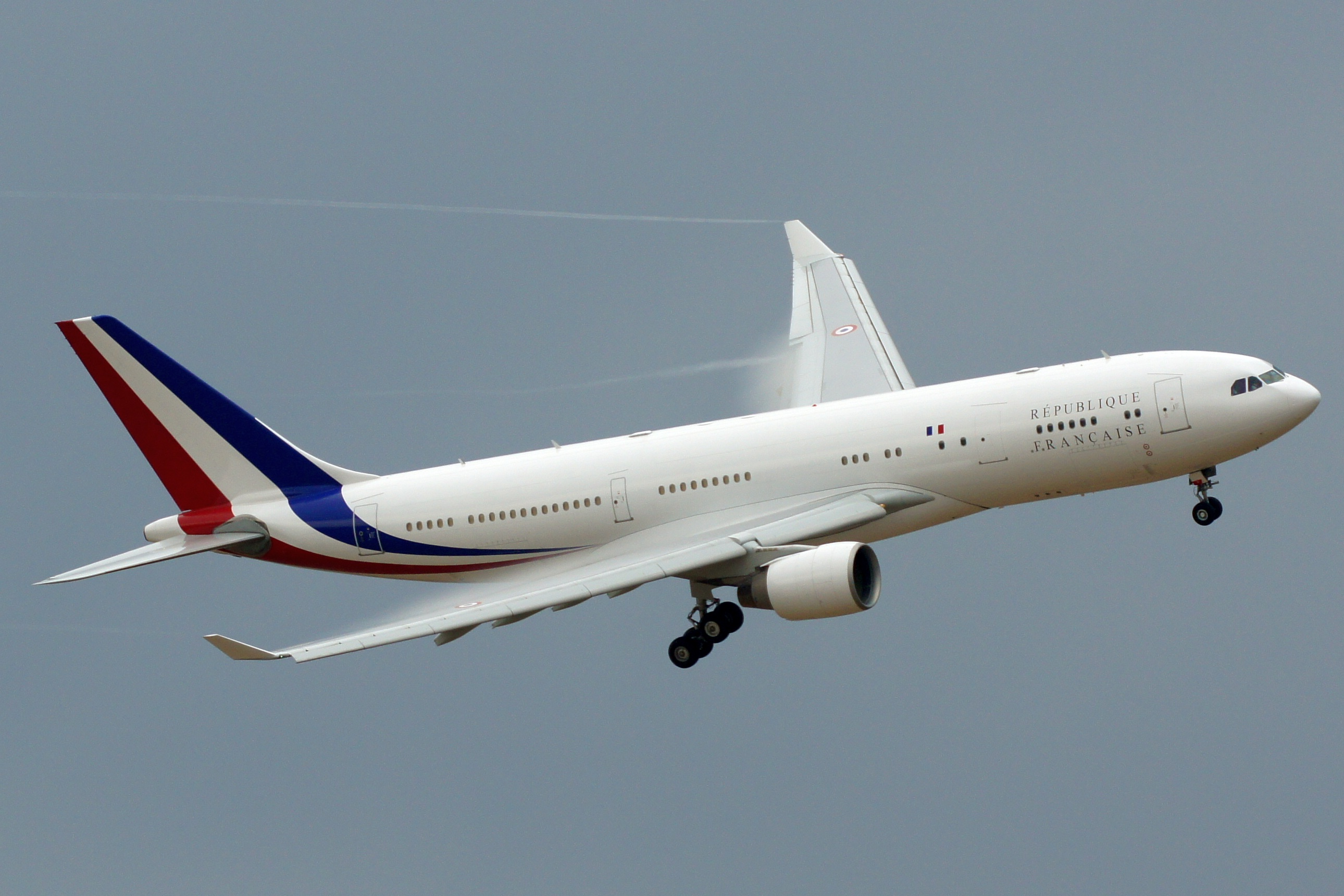
A330-200

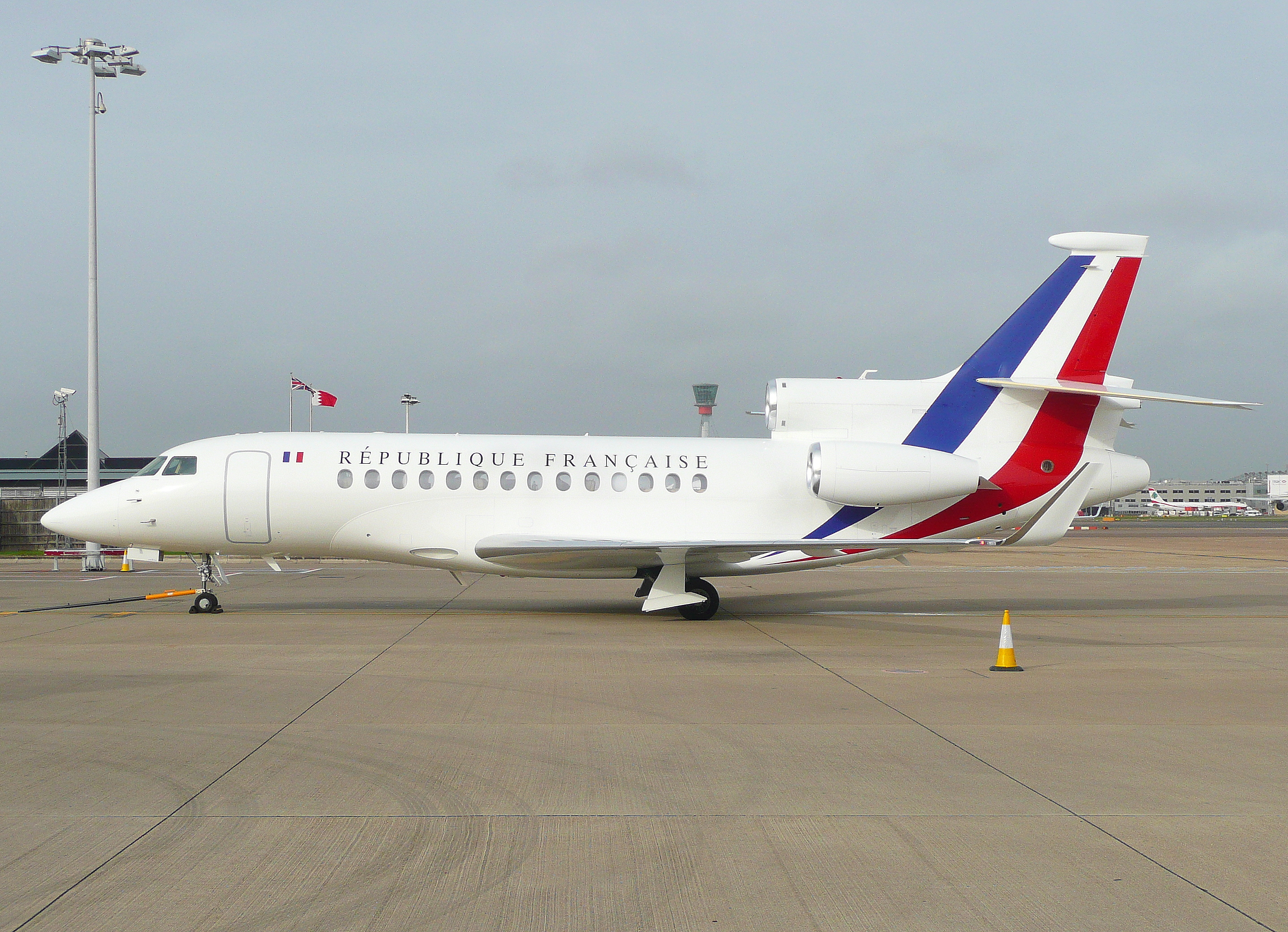
Falcon 7DX

En France, c'est l'escadron de transport 60, anciennement escadron de transport, d'entraînement et de calibration (ETEC 65), unité de l'Armée de l'air, qui est chargé du transport du président de la République, du Premier ministre et des autres membres du gouvernement. Cette unité a remplacé le GLAM, Groupe de liaisons aériennes ministérielles, dissout en 1995.
Depuis fin 2011,, l'escadron dispose de :
- 1 Airbus A330-200 (F-RARF) ;
- 2 Falcon 7X (F-RAFA et F-RAFB) ;
- 2 Falcon 2000 (F-RAFC et F-RAFD);
- 2 Falcon 900 (F-RAFP et F-RAFQ).
- Trois hélicoptères Super Puma (F-RAFU, F-RAFY et F-RAFZ).

Le transport des autorités gouvernementales était parfois également assuré par l'escadron de transport 3/60 Esterel, sa mission première étant le soutien militaire aux troupes françaises. Celui-ci disposait de trois Airbus A310-300 (F-RADA, F-RADB et F-RADC) et de deux Airbus A340-200 (F-RAJA et F-RAJB), remplacés par la suite par 3 Airbus A330-243 dont 2 achetés d'occasion. En 2023 cet escadron est devenu Escadron de Ravitaillement en vol et de Transport Stratégique 2/31 Estérel, et a déménagé à Istres. Ses 3 avions doivent à terme être modifiés pour être capable de ravitailler en vol les avions de combat. Les 15 A330-233 Phénix alors mis en oeuvre par les Escadrons Bretagne et Estérel pourront servir au transport de personnalités, sans avoir les conditions de confort de l'A330-243 "AUG" (à usage gouvernemental), stationné lui à Evreux.
Les vols sont identifiés sous l'indicatif COTAM « 0xy », COTAM 0001 (Cotam Unité) étant réservé au président de la République, et COTAM 0002 (Cotam Deux) au Premier ministre.[réf. nécessaire]

## Gabon

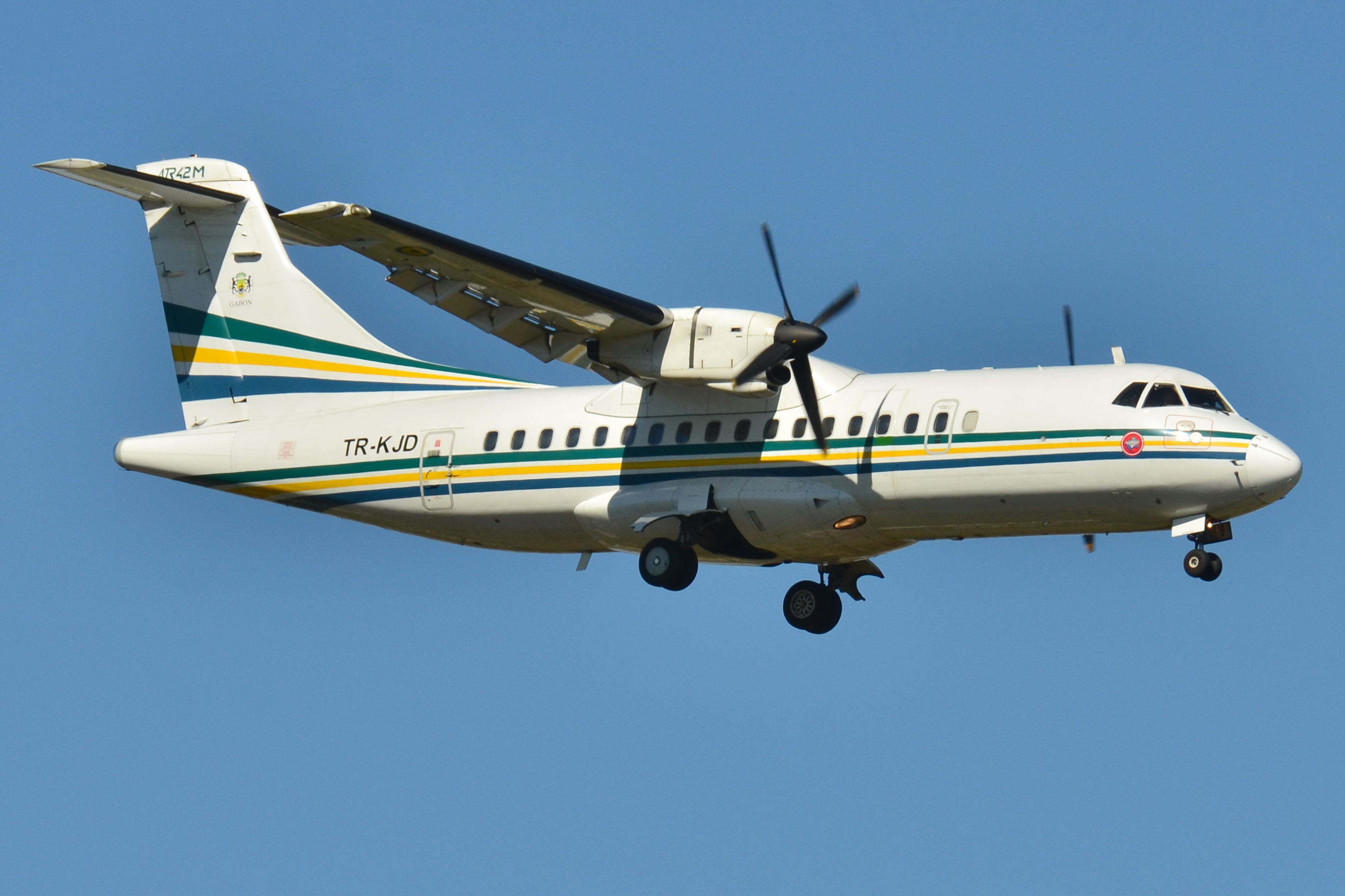
ATR 42-300M

Depuis au moins 1986, les forces armées du Gabon utilisent un L-100-30, version civile du Lockheed C-130 Hercules, n° de série cn 382-4895, baptisé M'tem et immatriculé TR-KKC pour le transport du président et de son gouvernement. La présidence possède un Boeing 777 VIP et un Gulfstreams 650.

## Gambie
La Gambie utilise un Il-62 pour ses vols VIP.

## Grèce
Le premier ministre grec dispose d'un Gulfstream V (variante du Gulfstream G500), placé sous le commandement opérationnel de la force aérienne grecque. Le jet a été acquis par le gouvernement de Konstantínos Simítis pour les besoins de la présidence européenne de 2003 et en vue de la préparation des Jeux olympiques d'été de 2004. Le groupe de transport VIP des forces aériennes helléniques utilise également deux jets d'affaire Embraer.

## Irak
Le gouvernement irakien a utilisé un Boeing 767-200. Précédemment, il utilisait un ancien avion d'Air Canada.
Le gouvernement utilise actuellement un Airbus A310 loué à la compagnie iranienne Mahan Air (qui appartient à Rafsandjani, ancien président iranien)

## Inde
Le gouvernement de l'Inde utilise les avions de Air India et de Indian Airlines pour les vols internationaux des officiels du gouvernement. Le président de l'Inde utilise un avion spécial nommé VIP 1. L'avion avec l'insigne AI 001 (Air India One (en)) est un Boeing 747-437B spécial géré par Air India pour transporter le Premier ministre de l'Inde et le président de l'Inde, avec comme autre surnom Tanjore. Les autres membres du cabinet de l'Union peuvent voyager à bord et/ou avec AI 001 avec l'accord du Premier ministre. À l'intérieur du pays, le Premier ministre et le président utilisent un Boeing 737-200 (désigné aussi comme un T-43) de la Force aérienne indienne. Ce Boeing a aussi transporté les chefs de l'exécutif indien dans quelques pays étrangers. Il y a aussi 5 appareils Embraer 135 'Legacy' pour les trajets courts, maintenus également par le Comm Squadron de la Force aérienne indienne, basée à New Delhi.
Enfin, Le gouvernement a commandé trois Boeing Business Jet (BBJ). L'introduction de ces appareils dans la flotte VIP permettra le transport en vol direct de 10 à 30 entre l'Inde et par exemple Londres ou Tokyo. Les appareils seront pourvus de sécurité anti-missiles. Chaque appareil devrait coûter autour de 60 millions US$. (information datant de février 2007)

## Indonésie

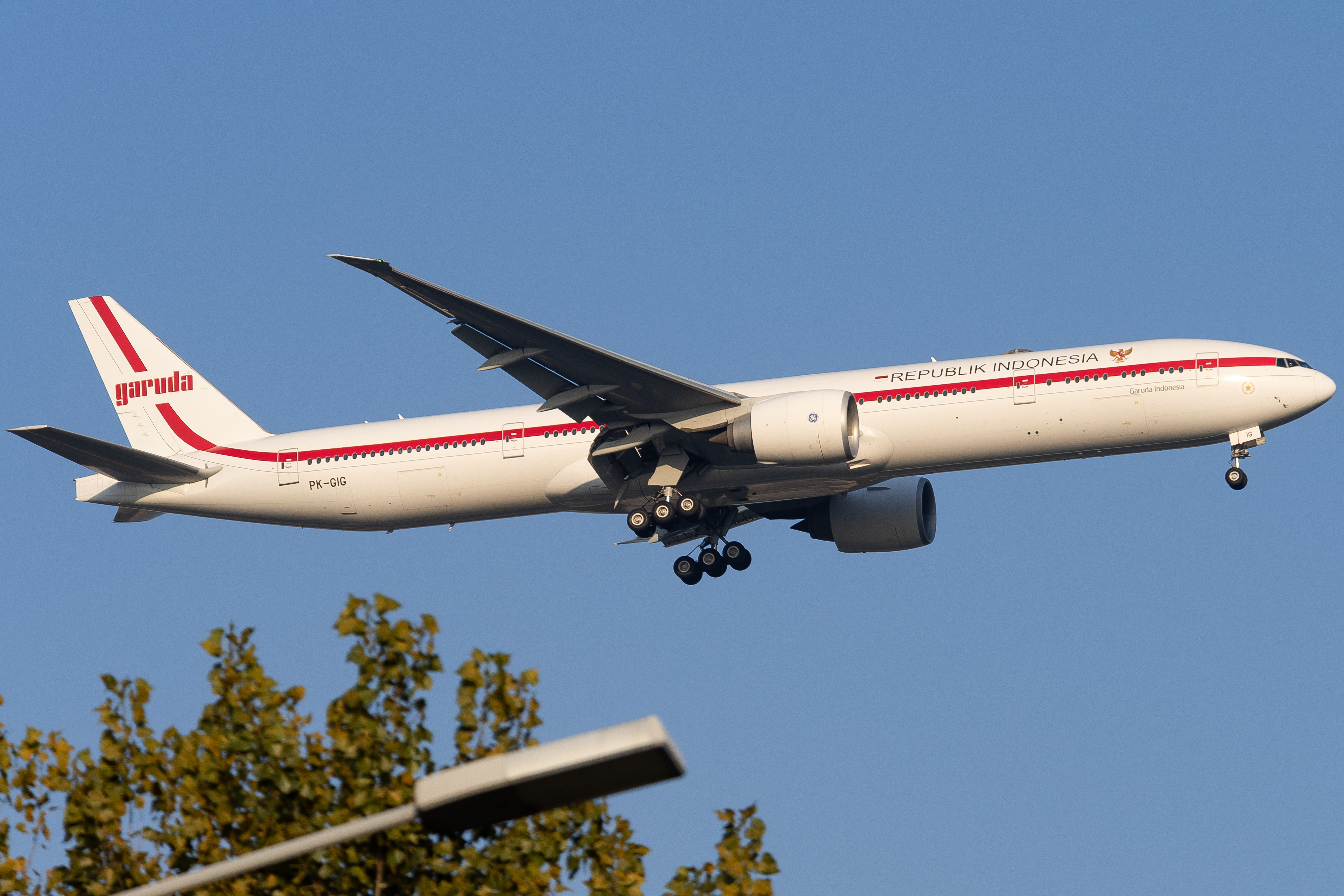
Boeing 777-300ER

Un Boeing 737-800 BBJ est en service depuis 2014 pour la présidence indonésienne.

## Irlande
Le Corps aérien irlandais exploite un Learjet 45 pour le transport des membres du gouvernement

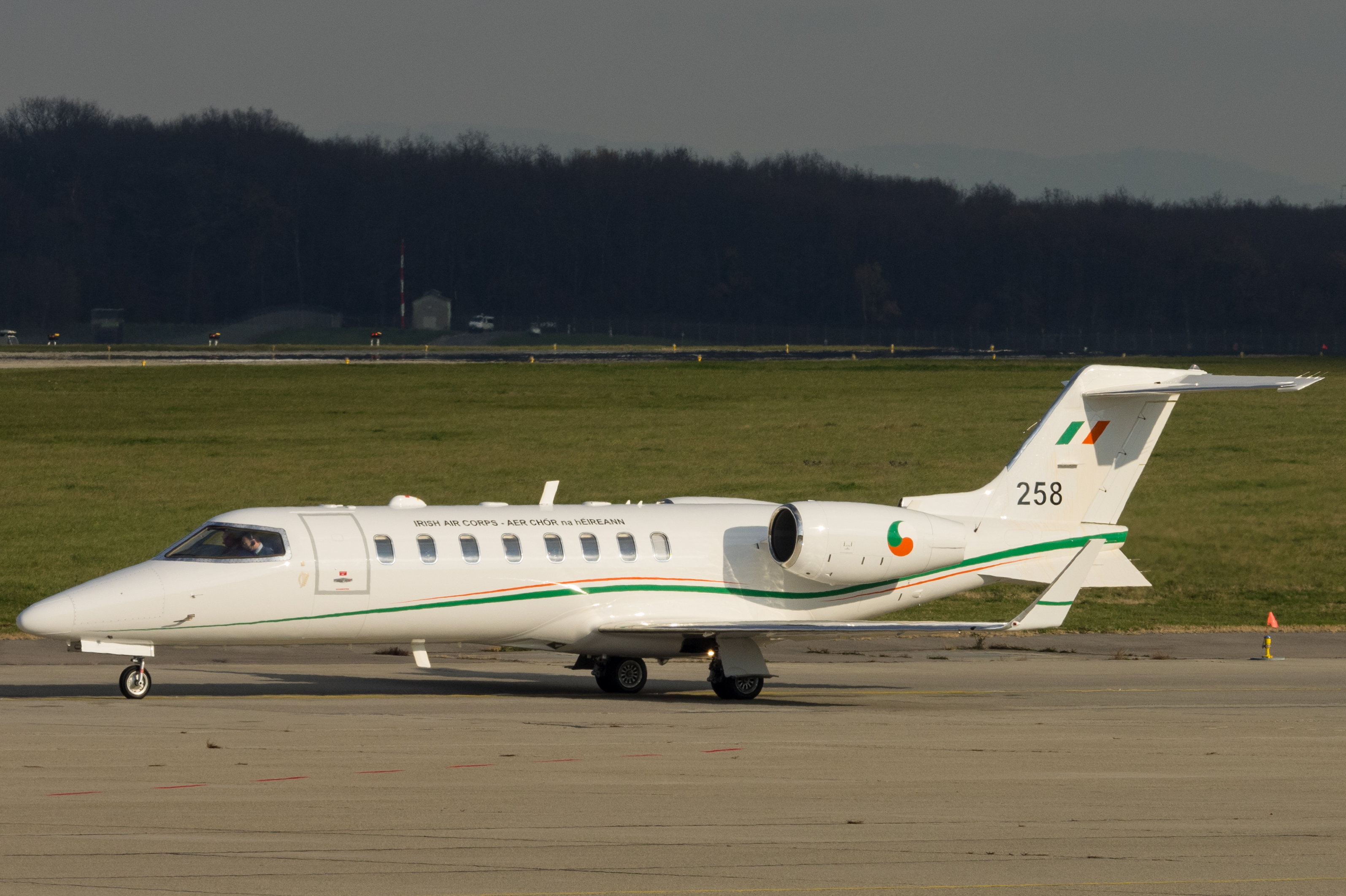
Learjet 45

## Italie
Le transport des dirigeants de la République italienne est assuré par la 31e escadre (en italien : 31° Stormo) de l’Aeronautica Militare, basé à l'aéroport international de Rome Ciampino.
L'escadre opère trois Airbus ACJ319, trois Dassault Falcon 900 et deux Dassault Falcon 50. Il dispose également de deux hélicoptères AgustaWestland AW139, utilisés aussi par le Pape. Un Airbus A340-541 a été retiré du service en 2018.

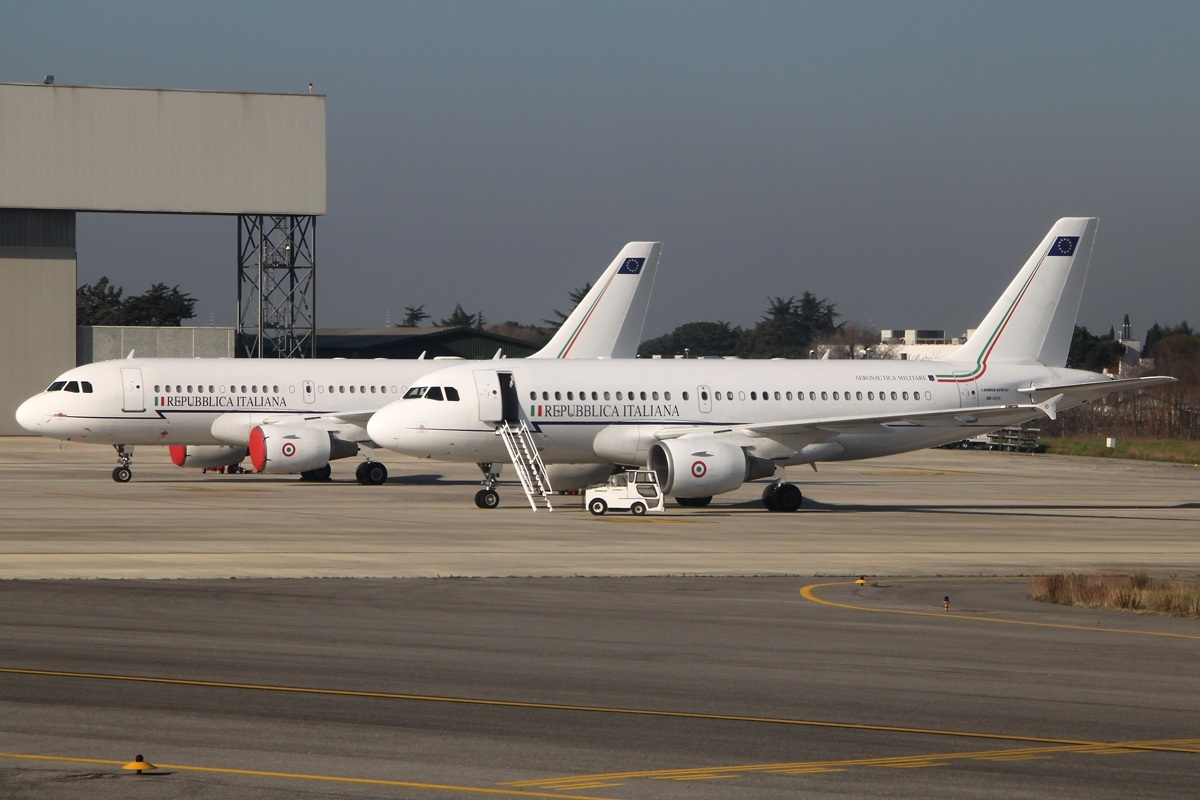
Airbus A319-115X (CJ)
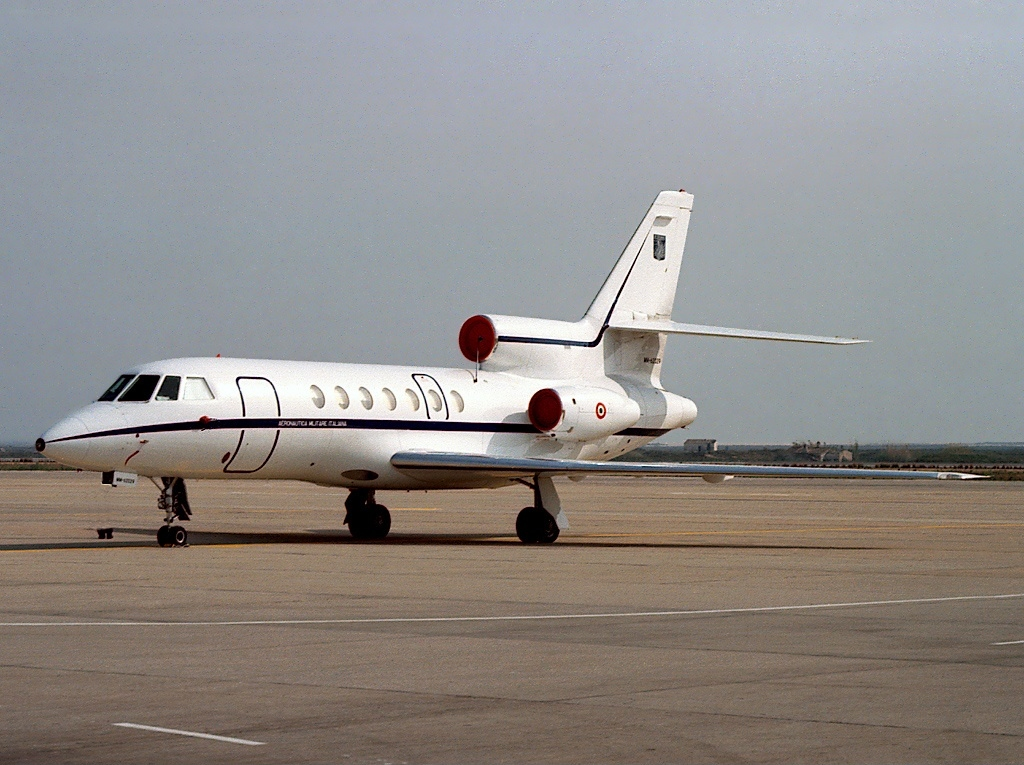
Dassault Falcon 50
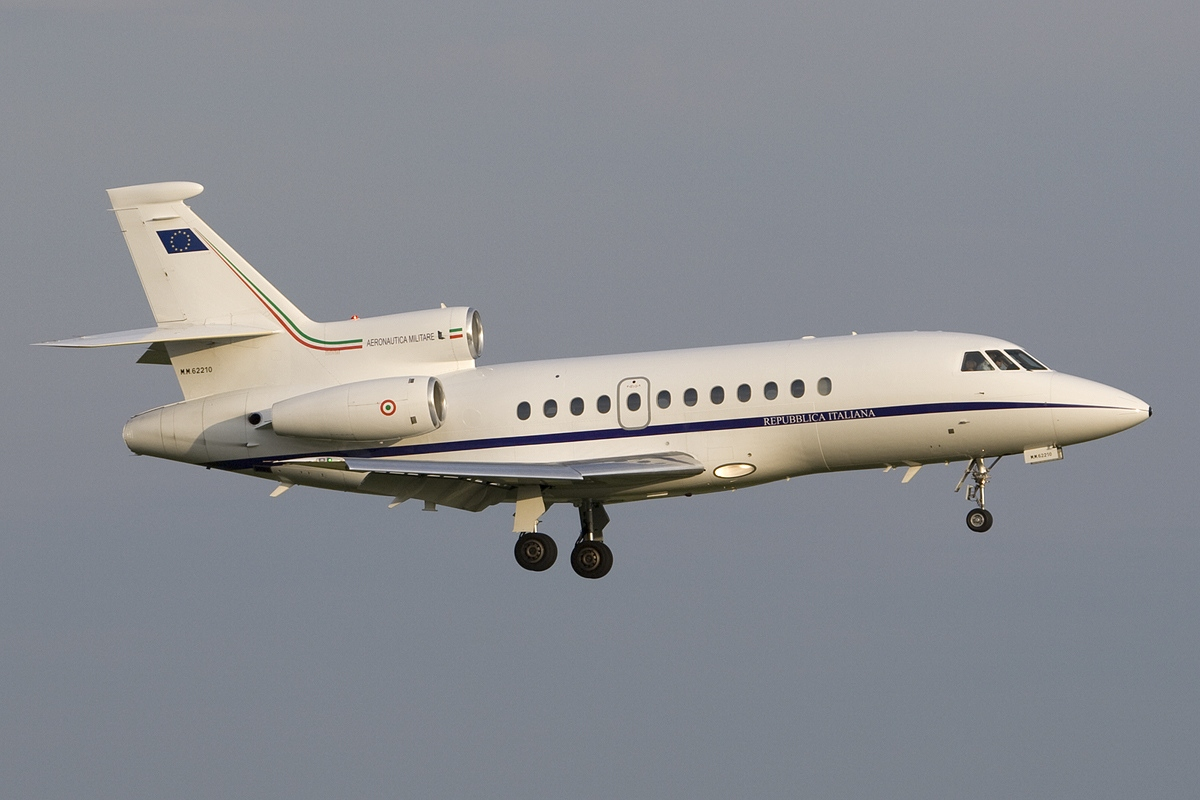
Dassault Falcon 900EX
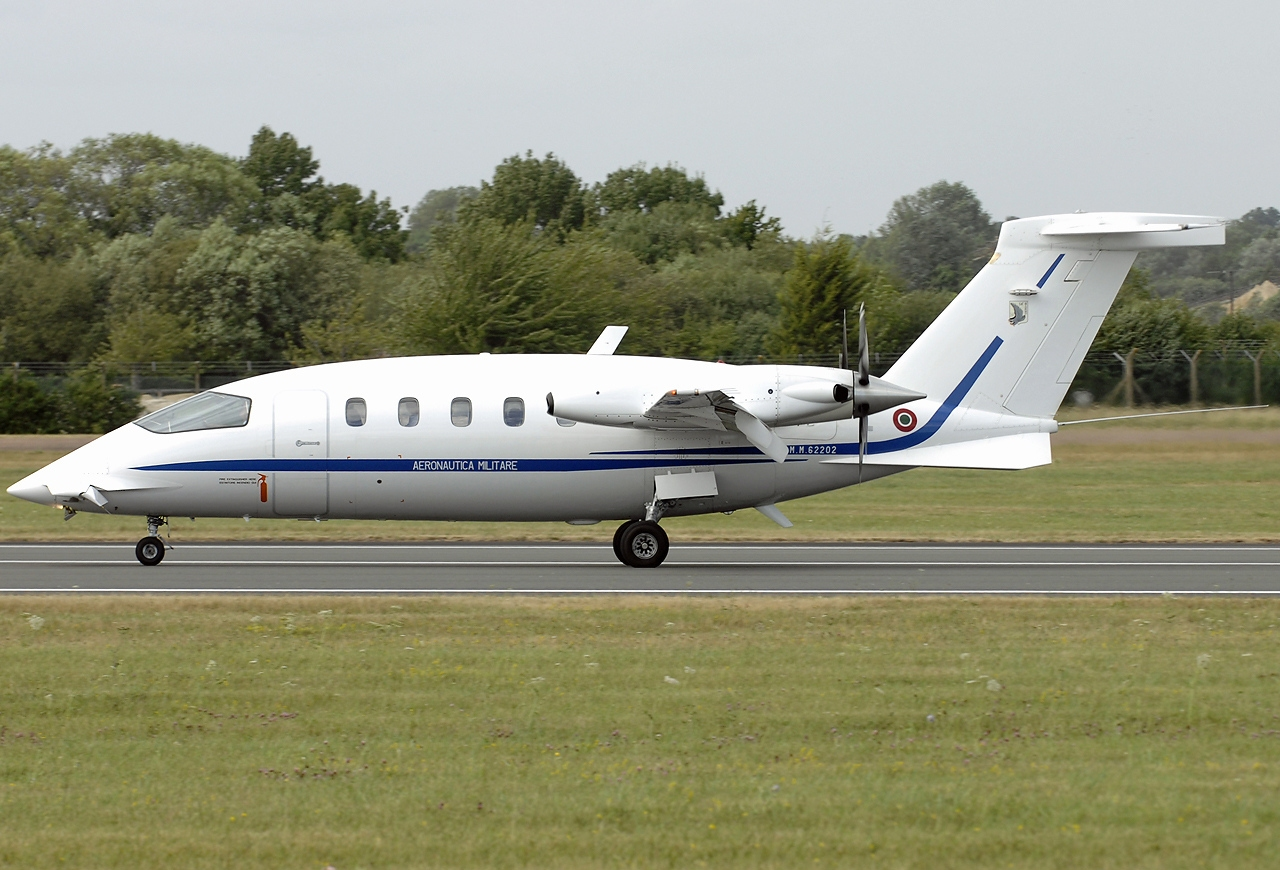
Piaggio P-180AM

## Israël
Le gouvernement israélien utilise principalement 2 B747-400 (immatriculés IS-45 et IS 46) destinés exclusivement aux voyages internationaux du président de l'État, du Premier ministre, des membres du gouvernement et des membres de la Knesset. Ces deux avions relativement anciens et sujets à de fréquentes pannes (dont une grave, dépressurisation rapide de la cabine survenue en 2010 au-dessus de l'océan Indien) sont entretenus et exploités exclusivement par l'Armée de l'Air et sont sur le point d'être remplacés par 2 B777-300ER spécialement aménagés et dotés des dernières technologies en matière de protection passive et d'avionique. Pour ce qui concerne les déplacements à l'intérieur du pays, l'État met en œuvre 2 Bombardier, un Falcon 900 et 5 hélicoptères (1 CH47 Chinnook et 4 Bell 412) appartenant et exploités par l'Armée de l'Air. Toute cette flotte est sous commandement du ministre de la Défense et est basée près de Tel Aviv.

## Japon

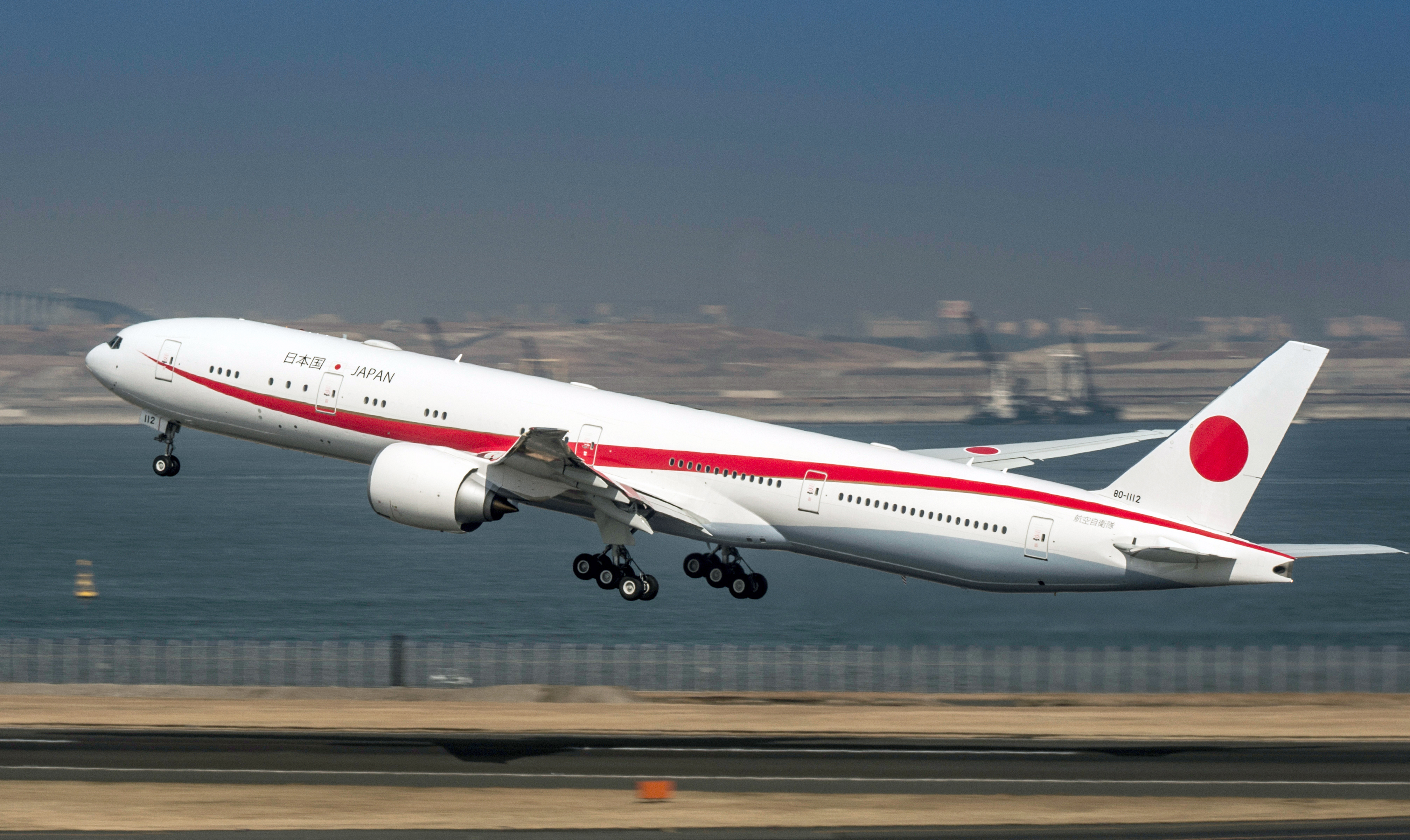
B777-300ER 80-111

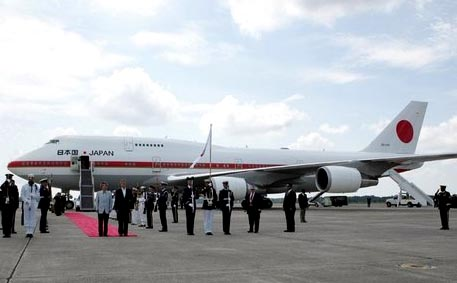
Boeing 747

Le Japon entretient, depuis le 1er avril 2019, deux Boeing 777-300ER (n° de série 62439, immatriculation 80-1111 et n° de série 62440, immatriculation 80-1112) principalement pour le transport du Premier ministre japonais, de l'empereur et de l'impératrice et des membres de la famille impériale. Ils sont gérés par la Force aérienne d'auto-défense. Ces avions sont officiellement appelés seifu-senyō-ki (政府専用機, littéralement « Avions exclusifs du gouvernement ») en japonais mais appelés en anglais Japanese Air Force One/Two. Ils ont aussi été utilisés pour le transport de troupes pour le maintien de la paix en Irak dans le passé et sont aussi désignés pour rapatrier des citoyens japonais de l'étranger lors de troubles politiques ou catastrophes naturelles.
Les premiers Japanese Air Force One/Two sont des Boeing 747-400 (numéro de série 24730/816, immatriculation 20-1101 et immatriculation 20-1102) réceptionnés par la force aérienne japonaise le 1er avril 1992 et en service opérationnel de 1993 à mars 2019 qui sont mis à la vente en aout 2019.

## Jordanie
Le roi de Jordanie utilise un Airbus A340-200 pour ses déplacements aériens.
Les membres de la famille royale et les officiels du gouvernement disposent d'un Bombardier Challenger CL-600-2B16 (JY-ONE et JY-TWO).

## Libye
Avant la révolution, la présidence libyenne détenait trois avions : un Falcon, un Antonov 124 et un A340 de luxe immatriculé 5A-One et logotypé 9999 en commémoration du 9 septembre 1999, date de la création de l'Union africaine. Après la prise de la capitale par les rebelles ce dernier fut endommagé, il fut transporté et réparé en France où il est mis aux enchères depuis quatre ans sans trouver preneur. Cet appareil avait été très rarement utilisé, il a été cédé pour 95 millions de dollars (91,9 millions d’euros) par le sultan de Brunei au prince saoudien Al-Walid Ibn Talal, en 1999, qui l’a revendu 135 millions de dollars à Kadhafi sept ans plus tard. Dans l’appareil immatriculé 5A-One, un lit king-size, un jacuzzi, des salons argentés pouvant accueillir 50 passagers… Un luxe insolent que des rebelles éreintés tournèrent en dérision devant le monde entier.
Mais la Libye a récupéré l'A340 présidentiel en juin 2021 après 7 ans de blocage en France.

## Mali
En mars 2014, un Boeing 737-7 BBJ (immatriculé TZ-PRM) est acquis pour 28 millions d'€ (20 milliards de FCFA environ) comme avion présidentiel. Cet achat, en ces périodes de fortes restrictions budgétaires, a été au cœur de polémiques, surtout que le précédent appareil, un Boeing 727-500 (immatriculé TZ-001) appartenant au gouvernement libyen, ne semblait pas avoir atteint encore le maximum de son potentiel. Cet avion est endommagé lors des attaques de Bamako le 17 septembre 2024.

## Maroc
Depuis longtemps le roi du Maroc utilisait des jets privés pour les déplacements intérieurs et l'un des avions de ligne de la compagnie nationale RAM pour ses voyages à l'étranger dont plus souvent le Boeing 747-400 aux couleurs de la même compagnie, un avion âgé de 23 ans. En 2010 l'émir du Qatar offre un B737 VIP âgé de deux ans au roi du Maroc qui s'en sert pour les vols moyen courrier, le 10 février 2016 le président des ÉAU a également offert un B747 VIP d'occasion au souverain alaouite afin de libérer le jumbo de la RAM qui lui rend de nombreux services. Ce dernier possède également 2 Boeing BBJ2 et un Gulfsream G550 fraîchement acquis pour le déplacement des personnalités et de la famille royale.

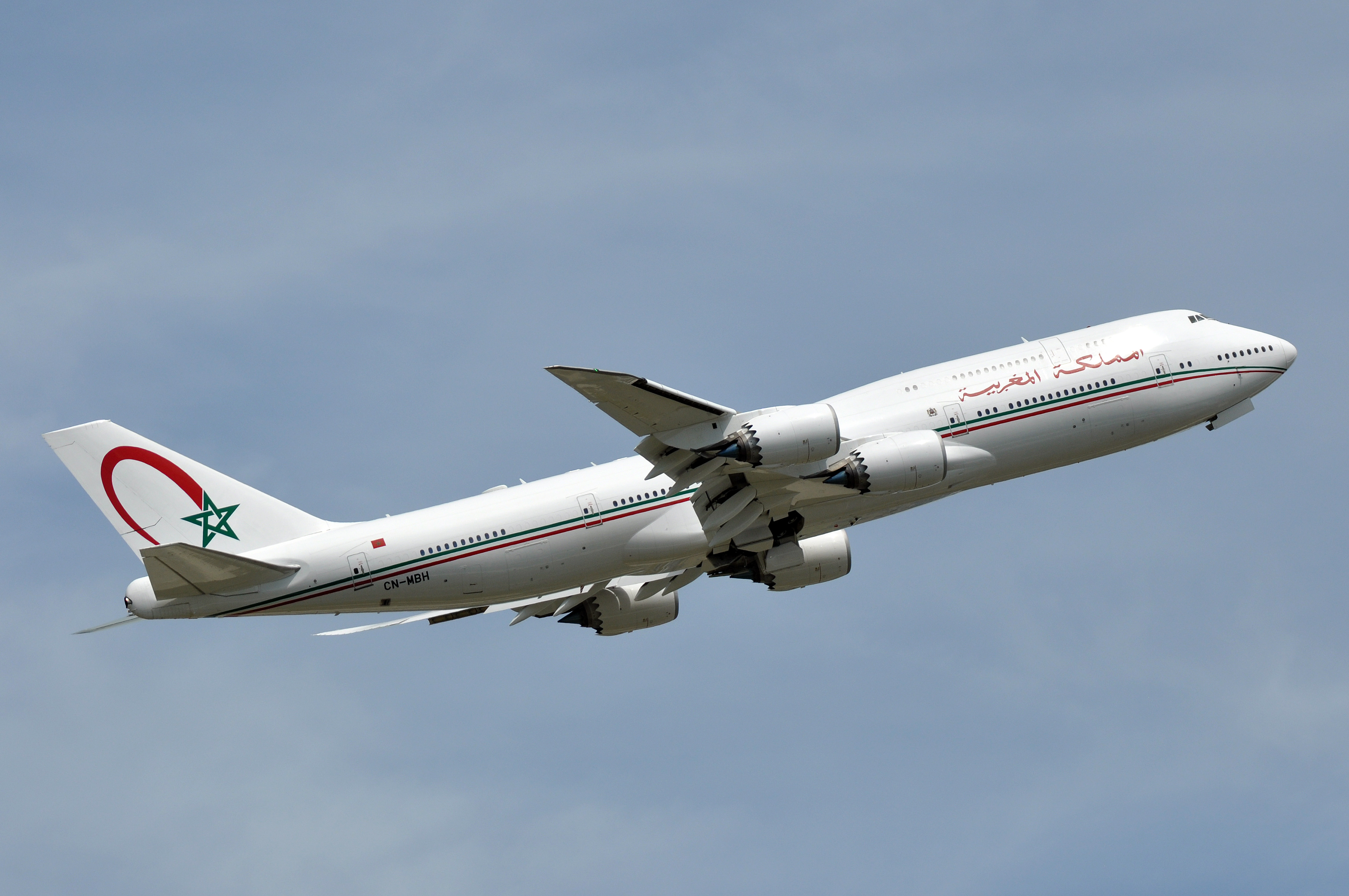

À travers l'histoire les avions du palais royal au Maroc sont souvent très sollicités, en plus des nombreux déplacements officiels du roi, du premier ministre, des conseillers royaux et du ministre des Affaires étrangères ces derniers sont également prêtés à plusieurs personnalités: des hommes politiques africains, européens, et du monde arabe[réf. nécessaire]. Dès l'indépendance le roi Mohamed V avait mis à disposition en permanence son avion aux représentants du FLN algérien, plus tard Yasser Arafat utilisait un avion mis à disposition par Hassan II qui une fois a également prêté son avion à Jean Marie le Pen, sous le règne de Mohamed VI les avions du palais sont prêtés avec équipage et sécurité aux présidents africains afin qu'ils puissent assister aux conférences et éventements organisées au Maroc et sur le continent, en 2012 à la demande du Gabon les avions marocains ont été utilisés pour assurer le transport des personnalités sportives entre la guinée équatoriale et le Gabon les deux pays organisateurs de la coupe d'Afrique de football.

## Mexique

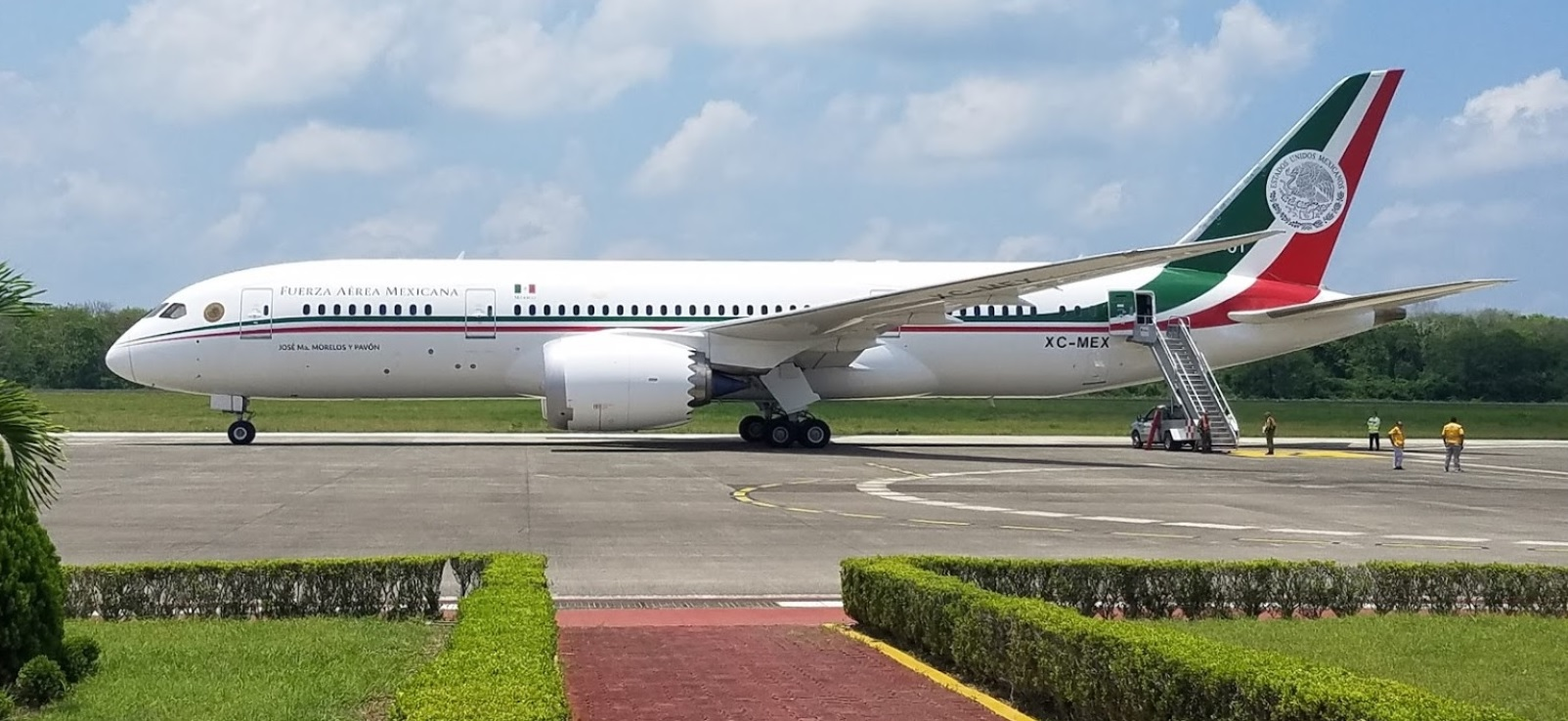
Boeing 787-8

Le président du Mexique dispose d'un avion de ligne ayant comme indicatif radio TP-01 appartenant à la force aérienne mexicaine. De 1988 à fin 2015, il s'agit d'un Boeing 757-225 immatriculé XC-UJM. Il est remplacé depuis janvier 2016 par un Boeing 787-8 immatriculé XC-MEX et nommé «José María Morelos y Pavón» acheté  fin 2012 pour un coût approximatif de 370 millions de dollars etlivré en septembre 2014. Il est à noter que le coût de ce dernier, évalué à près de 580 millions de dollars, est décrié par l'opinion publique mexicaine. Ce qui a conduit le président Andrés Manuel López Obrador entré en fonction le 1er décembre 2018 à déclarer le mettre en vente le 2 décembre 2018.

## Monaco

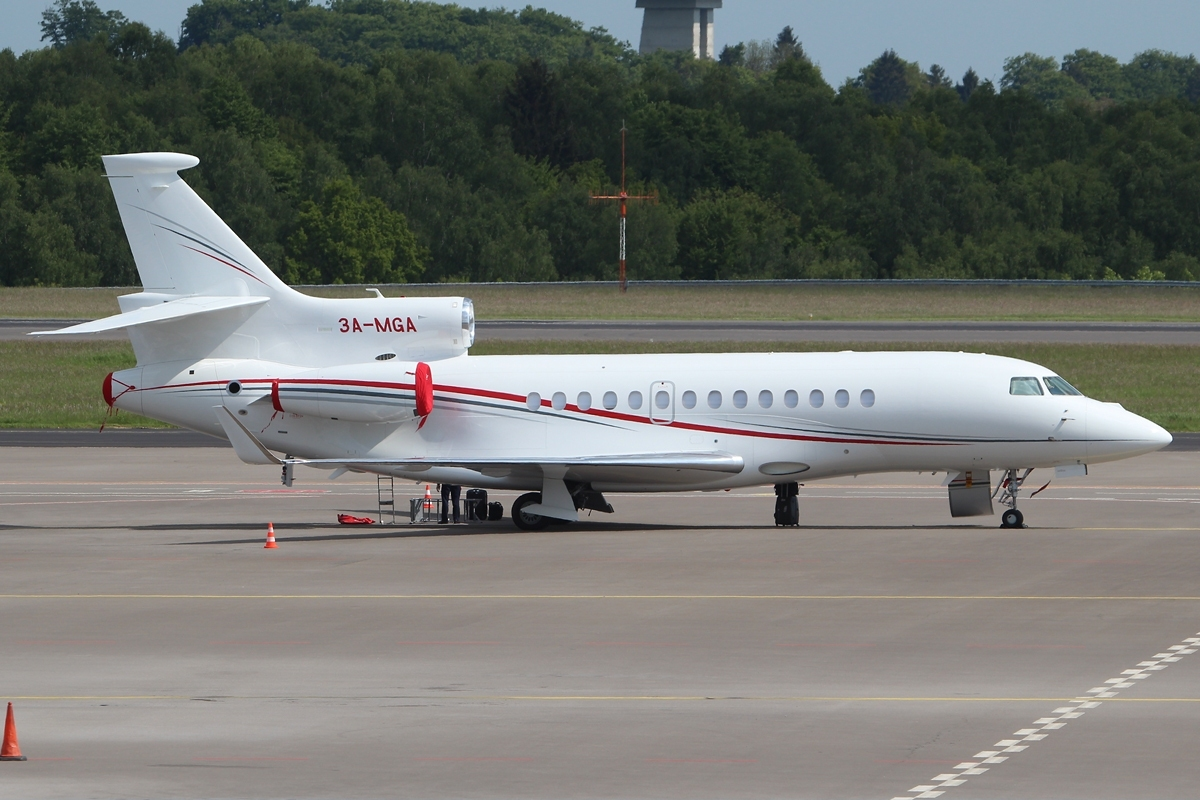
Dassault Falcon 7X

Le prince de Monaco, Albert II, ainsi que le gouvernement monégasque, utilisent un Dassault Falcon 8X, immatriculé 3A-MGA pour les déplacements, tant personnels que professionnels du prince et du ministre d'État. Le gouvernement princier possède aussi un Falcon 900 de secours immatriculé 3A-MGC. Il a revendu son Dassault Falcon 7X en janvier à une société allemande. Le prince de Monaco ne possède pas d'indicatif d'appel particulier, et utilise l'immatriculation de son avion a la radio. Ces deux avions sont stockés à l'aéroport de Nice Côte d'Azur.

## Niger

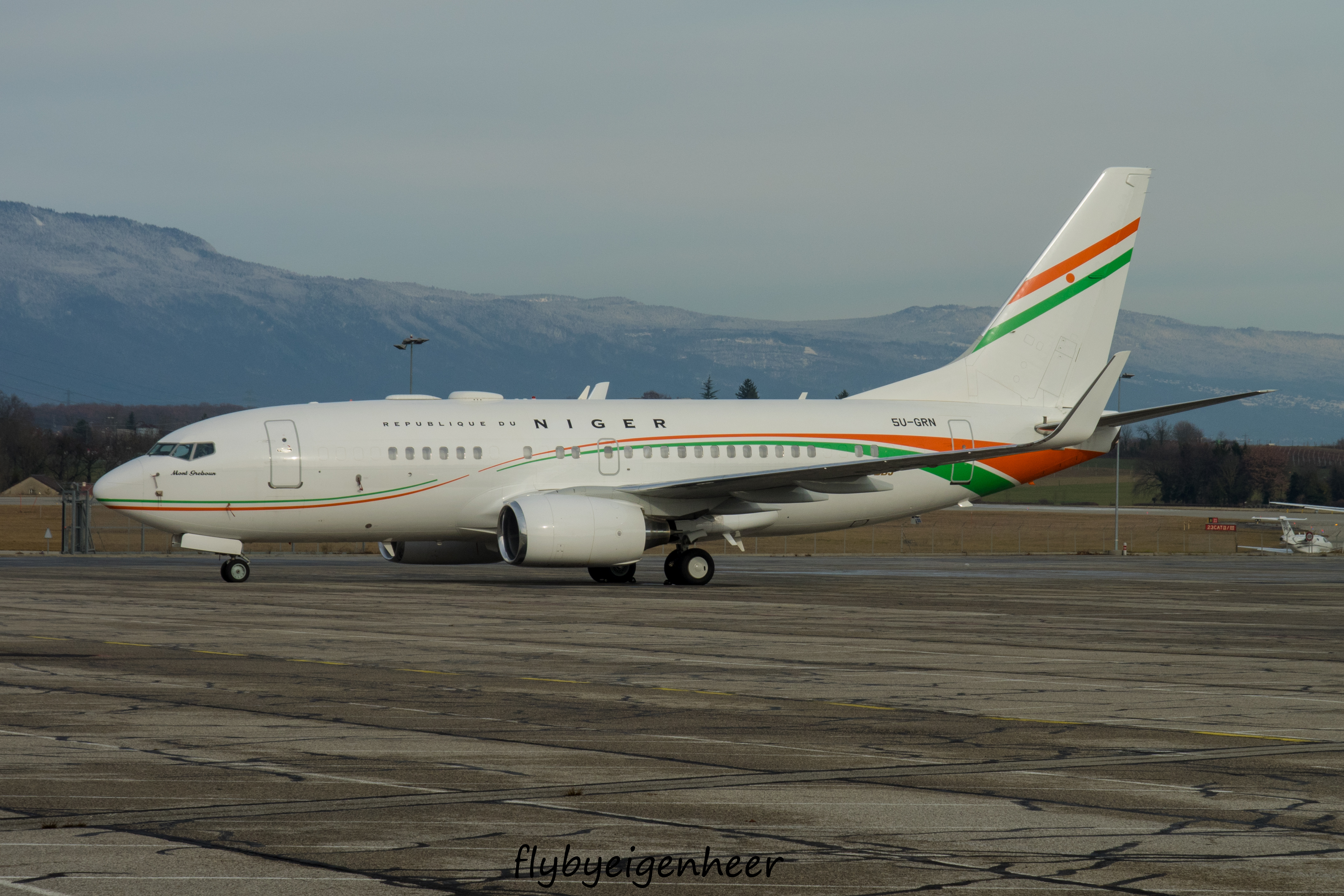
Boeing 737-75U BBJ

Un Boeing 737-75U BBJ (5U-GRN) aux couleurs nationales, dénommé Mont Greboum, sert de moyen de transport aérien au président et au gouvernement du Niger. D'une capaicté de 24 passagers, il a été acquis en août 2014 pour 20 milliards de francs CFA en remplacement du Boeing 737-200, appelé Mont Bagzane (5U-BAG), en service depuis 1978.

## Nigeria
La Force aérienne nigériane maintient actuellement un Boeing Business Jet (737) comme moyen de transport pour le président du Nigeria. L'avion est désigné comme NAF-001. Les couleurs nationales du drapeau du Nigeria (vert, blanc, vert), sont peintes en bandes horizontales le long de la base du fuselage, en blanc, les mots « NIGERIAN AIR FORCE » sont écrits au-dessus avec le sceau du président du Nigeria sur la queue.

## Oman
Le sultan d'Oman et les membres de son gouvernement se déplacent en utilisant deux Boeing 747, deux Gulfstream IV et un Airbus A320.

## Pays-Bas
Le gouvernement néerlandais opère un Fokker F70 pour le transport de la famille royale, du Premier ministre ou des ministres. Il est utilisé à des fins officielles, mais la famille royale peut en faire un usage à titre privé. La maintenance de l'appareil est assurée par la compagnie aérienne KLM Cityhopper. Il sera retiré du service en 2017, quand la compagnie mettra fin aux vols des seize appareils de ce type dont elle dispose encore.
Pour les vols long-courriers, le voyage se fait sur une ligne commerciale de KLM Royal Dutch Airlines.
Un Gulfstream IV de l'Forces aériennes royales néerlandaises est également disponible.

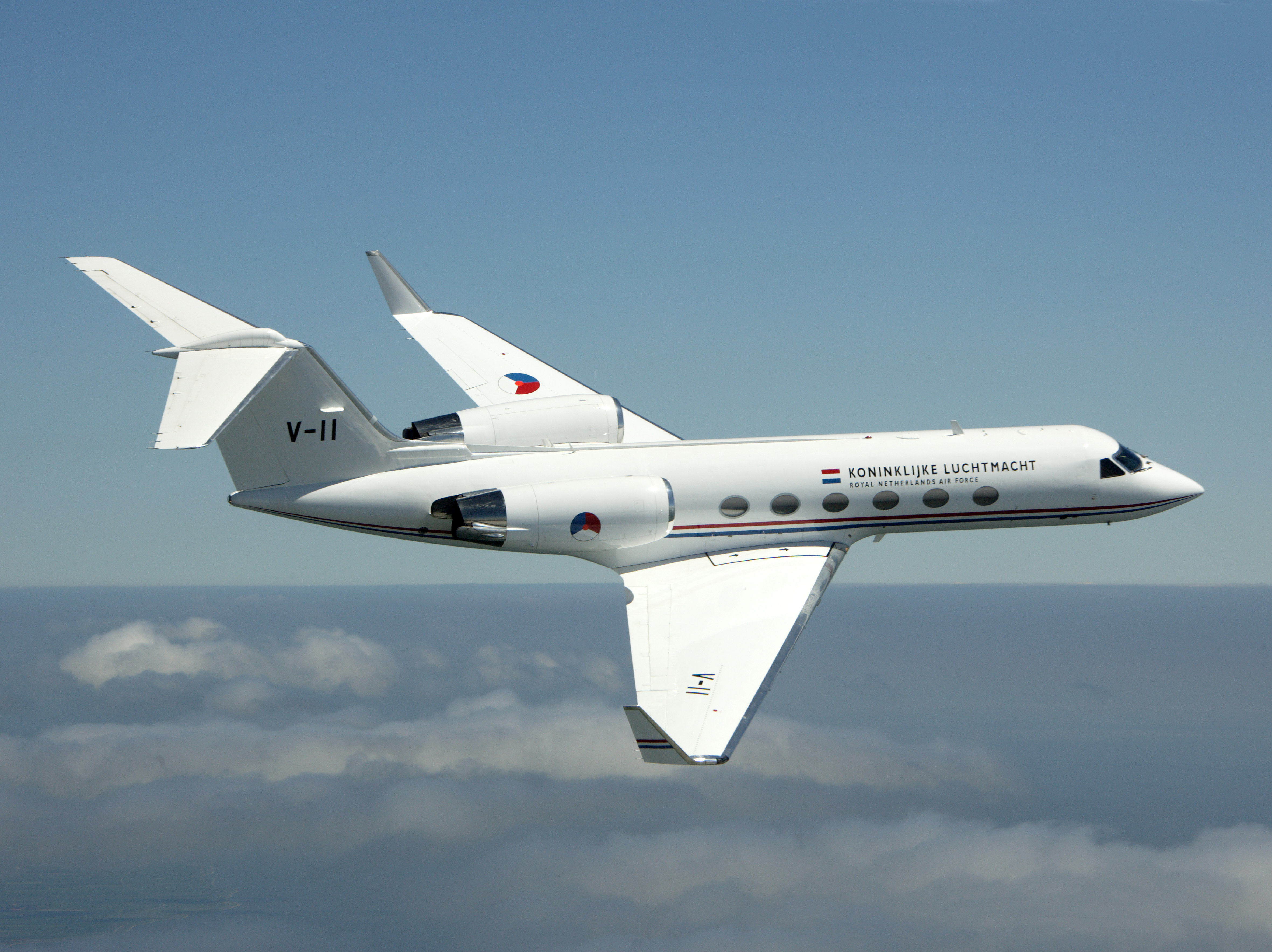
Gulfstream IV
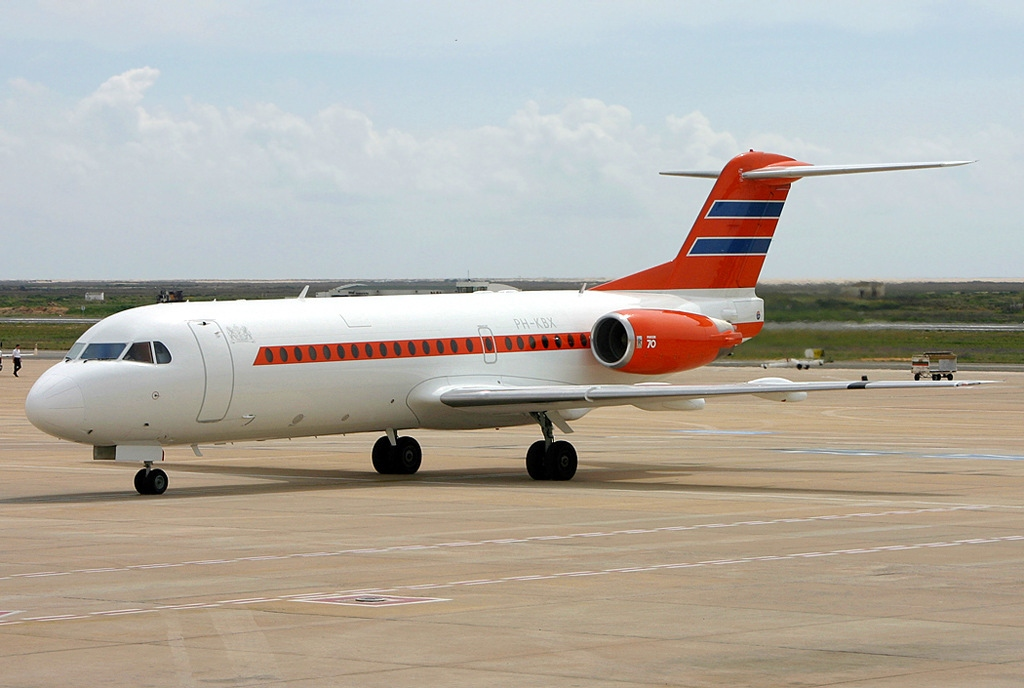
Fokker F70

## Pérou
Pour ses déplacements en avion, le président de la république du Pérou fait usage d'un Boeing 737-500 opéré directement par la Force aérienne du Pérou. Il a été acquis en 1995 sous le mandat d'Alberto Fujimori, comprend un équipage de six personnes et peut transporter trente passagers en supplément du chef de l'État.
Le 11 mai 1996, plus de 150 kg de cocaïne sont découverts à bord d'un Douglas DC-8 en configuration cargo, précédemment utilisé pour le transport aérien présidentiel, qui effectuait un vol entre le Pérou et la Russie avec une étape aux Îles Canaries et à Bordeaux. Seuls des officiers subalternes ont été jugés, et finalement acquittés. L'équipe comprenait notamment l'aide de camp du président Fujimori.

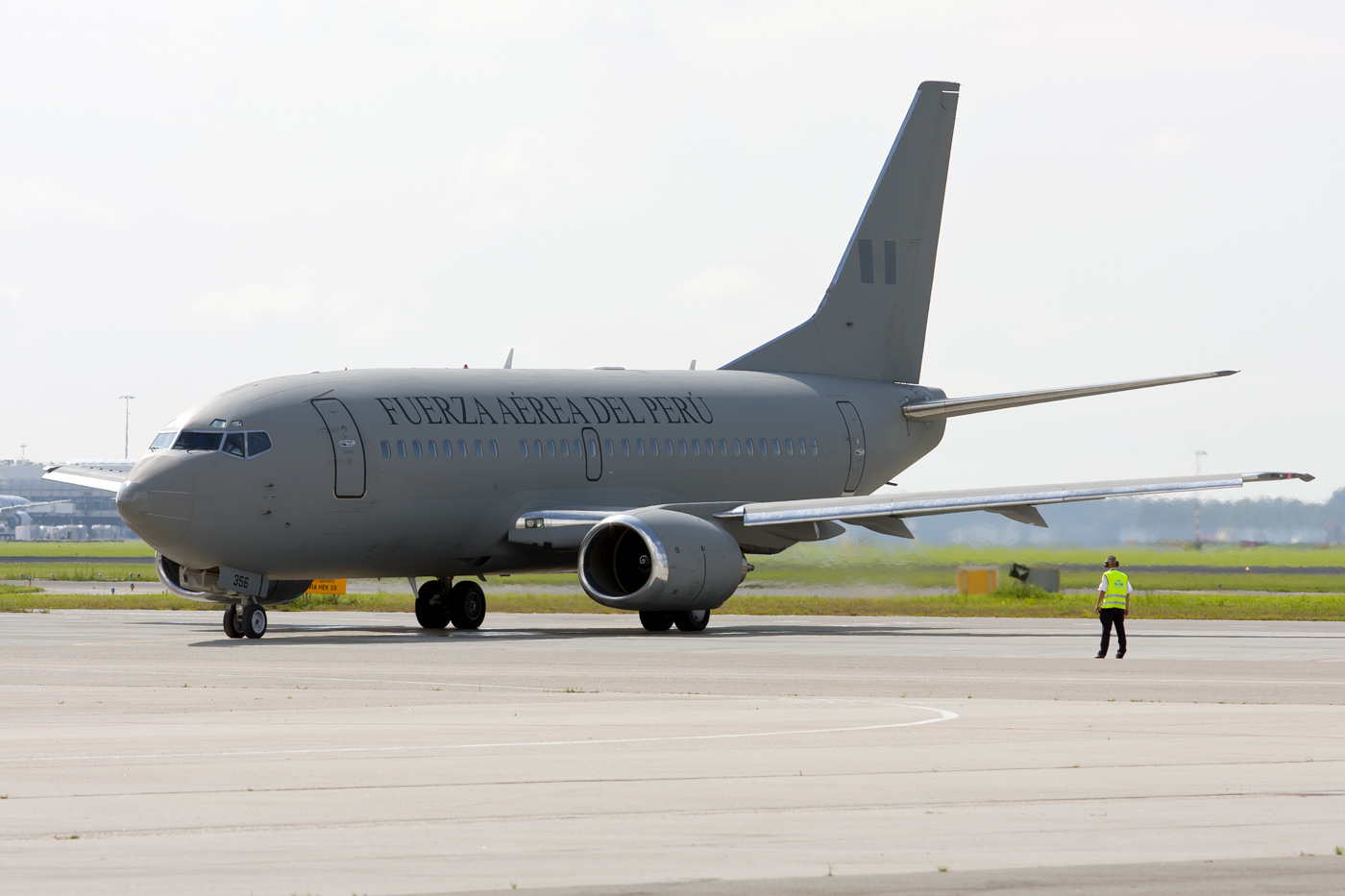
Boeing 737-500

## Philippines
Le président des Philippines et sa famille sont transportés par le 250th Airlift Wing de la Force aérienne philippine.
Le groupement opère un Fokker F28 pour les vols intérieurs. Pour les vols à l'étranger, il a recours à un Learjet 60 ou un appareil de Philippine Airlines. Dans ce cas, les vols court-courriers sont effectués à bord d'un Airbus A320, les vols moyens et long-courriers étant réalisés sur un Airbus A340-300. L'appareil use alors de l'indicatif PR001.
En outre, le 250th Airlift Wing dispose d'une flotte complète d'hélicoptères, qui comprend des Bell 412, des Sikorsky S-76, des Bell UH-1 Iroquois, des Sud-Aviation SA330 Puma et un Sikorsky S-70.

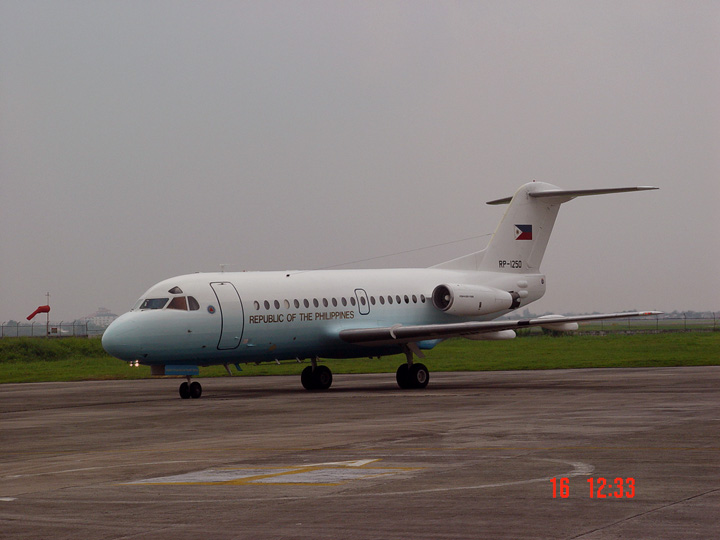
Fokker F28

## Pologne
Le gouvernement  de la république de Pologne dispose depuis mai 2010 de deux Embraer 175 loués par le ministère de la Défense nationale à la compagnie LOT Polish Airlines. Il a également accès à des hélicoptères Mil Mi-8, PZL W-3 Sokół et Bell 412.
Entre 1945 et 2011, le transport aérien du chef de l'État et des membres du gouvernement était assuré par le 36e régiment spécial d'aviation, opérant depuis la 1re base aérienne installée à l'aéroport de Varsovie-Chopin.
Il disposait notamment de deux Tupolev Tu-154, réservés au président de la République et au président du Conseil des ministres. L'un a été perdu lors du crash du 10 avril 2010 à Smolensk qui n'a laissé aucun survivant. L'autre a été retiré du service en 2011. La dissolution du régiment d'aviation est décidée par le gouvernement à la suite de l'accident de l'avion présidentiel.
Bien que le 36e régiment ait été dissout, la 1re base aérienne continue d'assurer des missions de transport aérien officiel par hélicoptère.

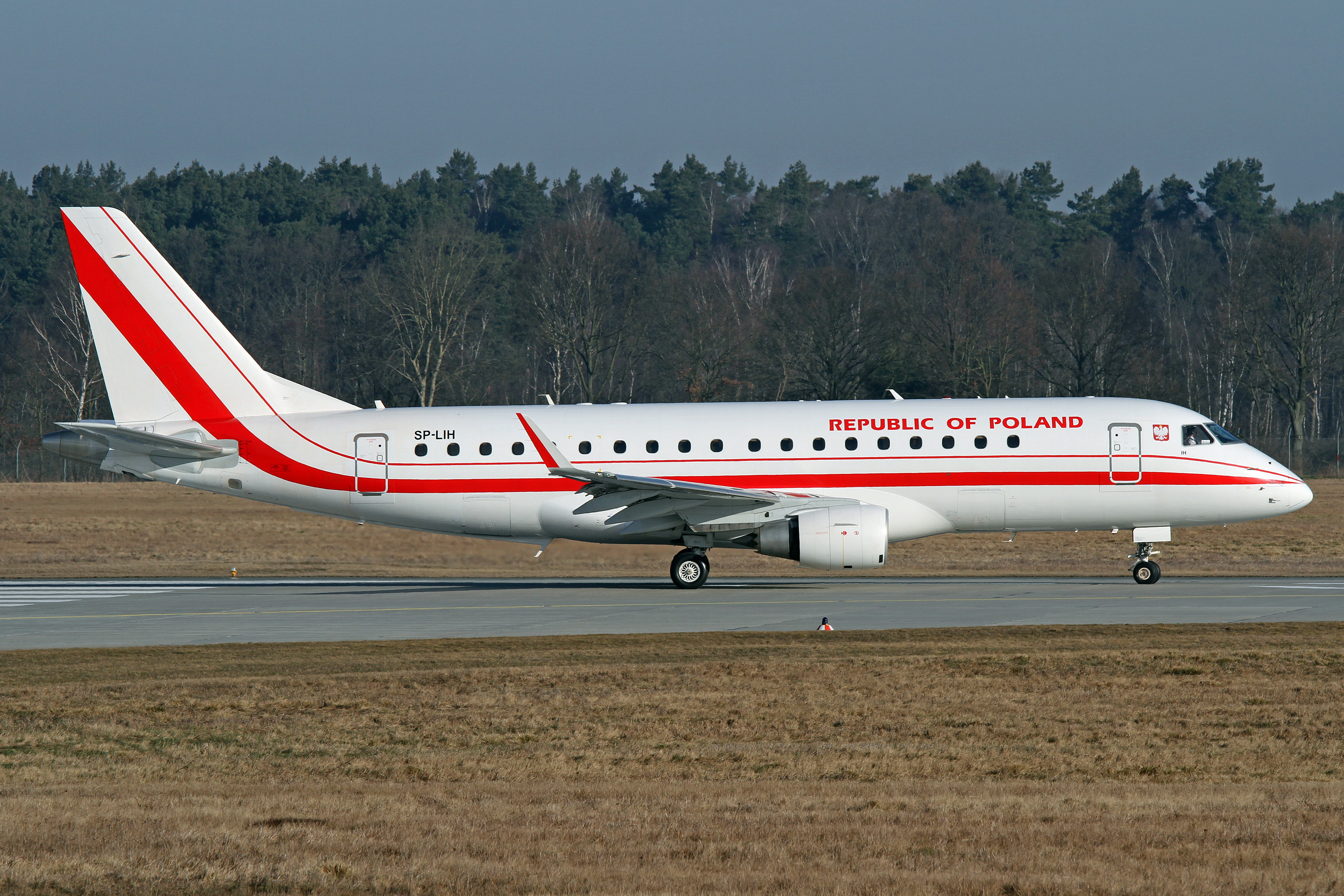
Embraer 175

## Portugal
Pour le transport aérien du président de la République et du Premier ministre, ainsi que des membres du gouvernement, la Force aérienne portugaise dispose de trois Dassault Falcon 50 construits en 1990. Ils sont opérés par l'escadrille 504 « Lynx », basée à l'aéroport Humberto Delgado de Lisbonne. Les trois avions sont également utilisés pour les transports d'organes et les évacuations médicales d'urgence, principalement depuis et vers les Açores et Madère.
Pour les vols long-courriers, les dignitaires volent sur un Airbus A330 ou A340 de TAP Portugal, SATA Air Açores ou EuroAtlantic Airways.

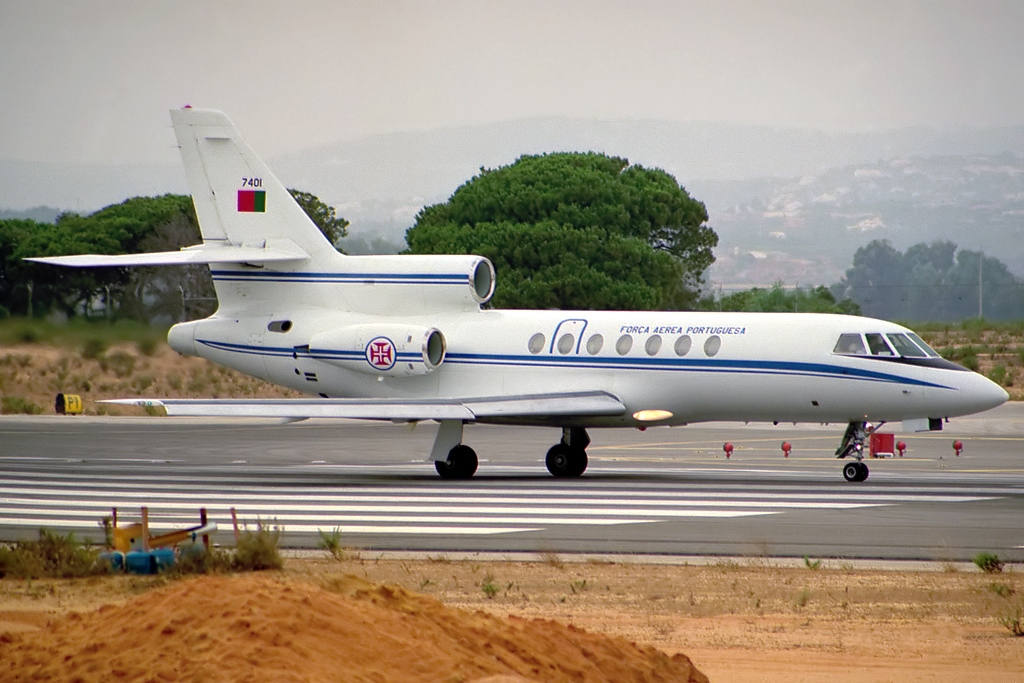
Dassault Falcon 50

## République démocratique du Congo
Boeing 727/30 - Le Hewa Bora (ex-Ville de Lisala) - république démocratique du Congo
À la chute de Mobutu Sese Seko en 1997, quelques mois plus tard, tous les symboles de son régime et de son pouvoir disparurent sur les parois de l’avion présidentiel. Tous les moyens de transport utilisés par l´ancien président furent débaptisés. Le bateau « Kamanyola » prit le nom de « Lemera », le Boeing « Ville de Lisala » devint « Hewa Bora » ; Laurent-Désiré Kabila, après l’avoir habillé des couleurs et des symboles de son autorité, en fit le premier avion présidentiel post-Mobutu. Depuis, la flotte présidentielle de la RDC comprend un Boeing 727 pour les déplacements à l'intérieur du pays et en Afrique, un Boeing 707 pour les déplacements longue distance (Europe et Asie) et un Gulfstream pour les déplacements des autres dignitaires de la République (président de l'Assemblée nationale, président du Sénat, Premier ministre, ministres et autres personnalités ayant un rang ministériel, hauts fonctionnaires d'État, ambassadeurs en déplacement officiel pour le compte de l'État, etc.).
Le président congolais a aussi à sa disposition un AS332 Super Puma.

## Roumanie
La Roumanie gère un Boeing 707, YR-ABB, utilisé par le président et un BAC 1-11, YR-BRE utilisé principalement par le Premier ministre. Un hélicoptère SA-365 Dauphin est utilisé pour les transports à l'intérieur du pays.
Aujourd'hui le transport aérien du gouvernement roumain est effectué par un 737-700 de la compagnie nationale Tarom

## Royaume-Uni
Le transport aérien du souverain britannique, des autres membres de la famille royale, du Premier ministre et des autres ministres du gouvernement britannique, est actuellement assuré par le No. 32 Squadron RAF (en) (The Royal) de la Royal Air Force (RAF), affrétant des avions civils et des vols commerciaux. Cette fonction pour le n° 32 est secondaire, en effet il est chargé prioritairement des communications et de la logistique lors des opérations militaires. L'escadron emploie entre autres de 1986 jusqu'en 31 mai 2022 4 British Aerospace 146 CC MK2 qui seront mis sous cocon, un Airbus A321 les a remplacés.
Pour répondre aux problèmes de sécurité d'utilisation des avions commerciaux le gouvernement britannique avait annoncé l'achat de deux avions spécialisés dans le transport du gouvernement ou de la famille royale. Ces deux avions furent surnommés par la presse Blair Force One. Mais finalement ces achats ont été annulés. Finalement, deux Falcon 900-LX ont été achetés.

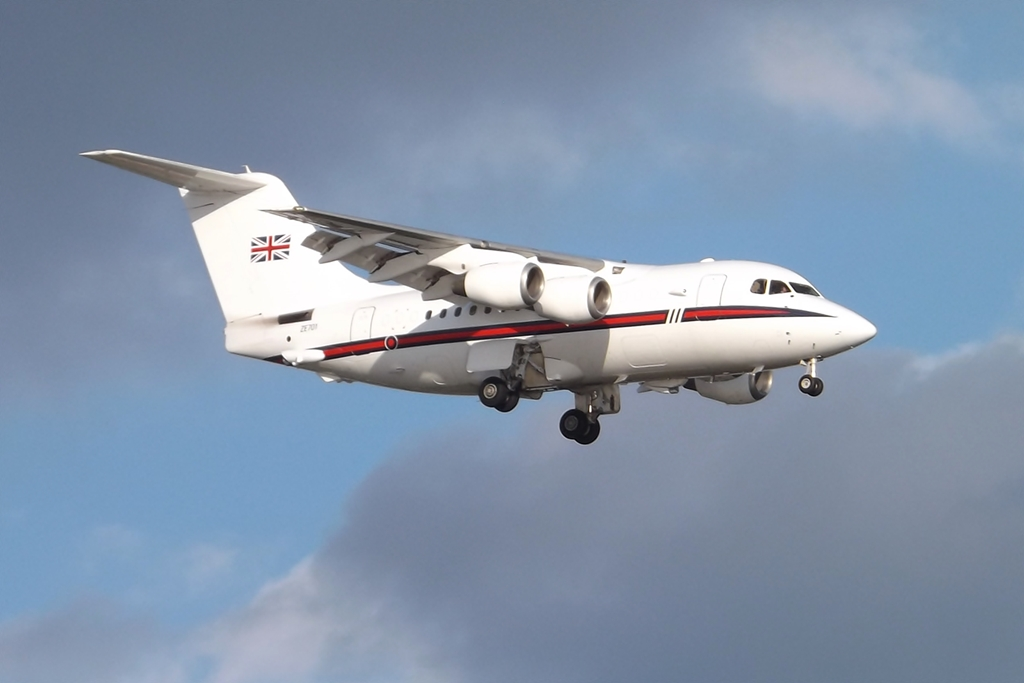
Les British Aerospace 146 portèrent une livrée rouge flamboyante jusqu’en 2004, date à laquelle un schéma de peinture plus discret fut choisi, pour des raisons de sécurité.

## Russie
La Compagnie de transport nationale russe (récemment fusionnée avec Aeroflot) opère deux Iliouchine Il-96-300PU pour l'usage du président de la Russie. En 2001, l'un des appareils a été rééquipé pour le transport de VIP par une société britannique pour la somme de 10 millions de livres. Une photographie diffusée sur internet en 2007 décrit le luxueux aménagement, incluant une salle de bain dont les équipements sont dorés à l'or fin, des sols en marbre, et d'autres équipements et revêtements coûteux. Des hélicoptères Mil Mi-8 équipés pour les VIP sont également utilisés par le président russe pour les transports intérieurs.

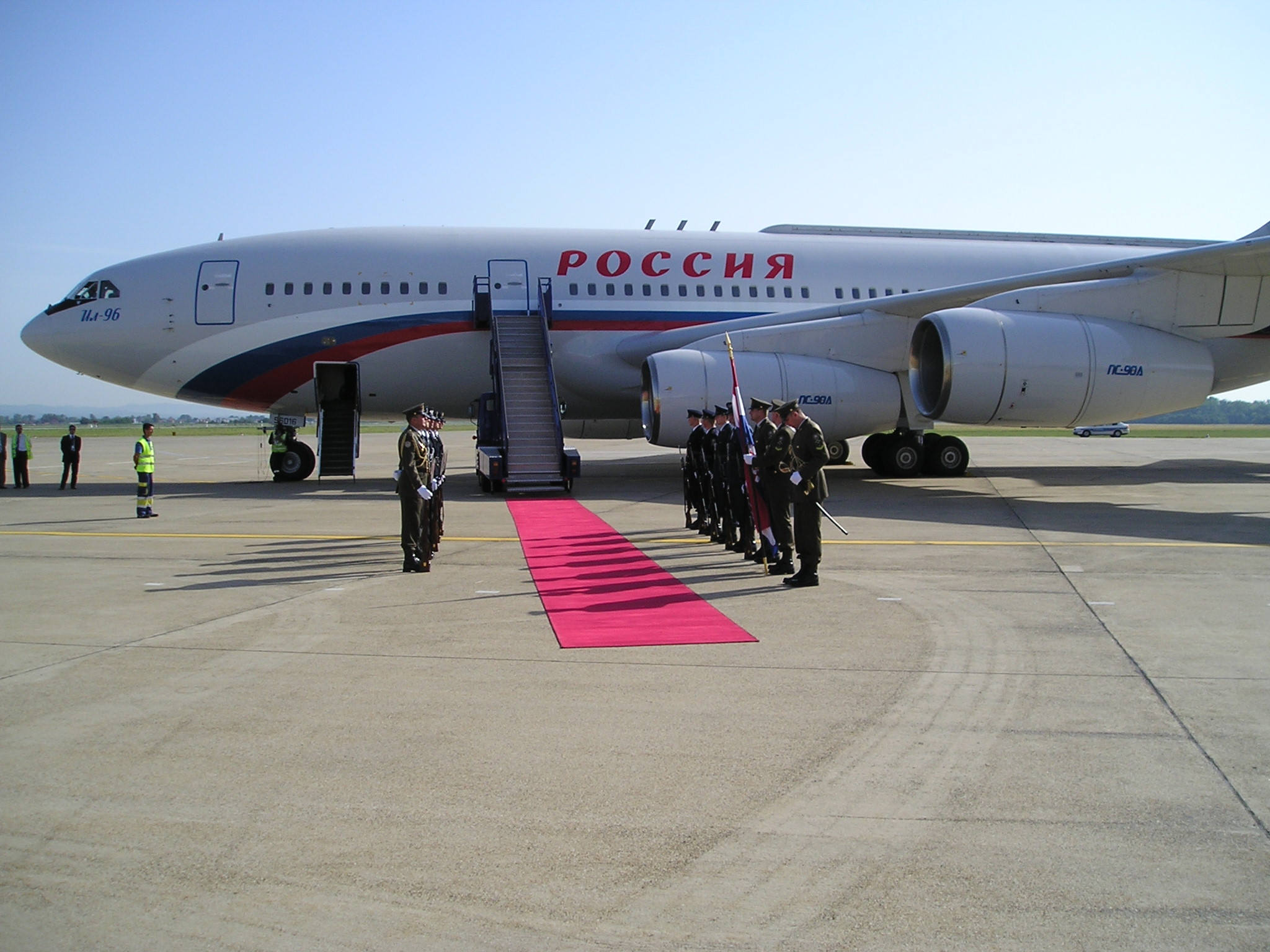
Iliouchine Il-96

## Salvador
L'ancien président du Salvador Antonio Saca utilisait une version luxueuse de l'hélicoptère Bell 412 pour ses vols intérieurs. Il utilisait également des avions et hélicoptères militaires ainsi qu'un turbopropulseur présidentiel. Pour les vols internationaux, un Airbus A320 de la TACA avec l'indicatif d'appel « EL SALVADOR » est utilisé.

## Sénégal
Le président de la république du Sénégal utilise un Airbus A320neo, immatriculé 6V-SEN et réceptionné en juillet 2021. Il est baptisé Langue de Barbarie et remplace un Airbus A319 (Pointe Sarène) ayant servi de 2011 à 2021.
Précédemment, c'était un Boeing 727 qui assurait le transport du président de la République, appelé Pointe de Sangomar.

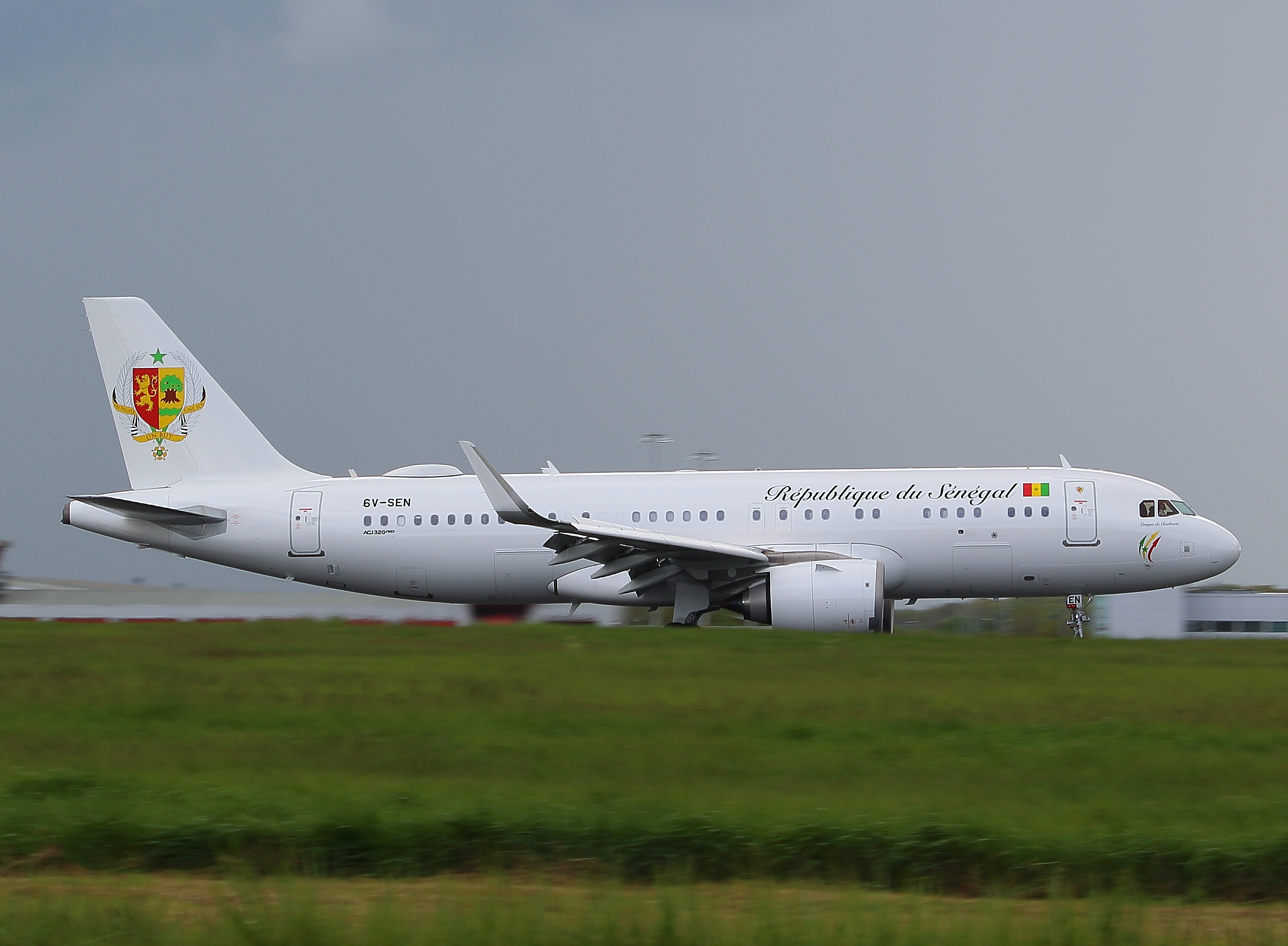
Airbus CJ320neo

## Singapour
Le Premier Ministre de Singapour utilise pour ses vols des avions commerciaux, principalement un Boeing 777 de Singapore Airlines.

## Slovénie
Pour le transport des officiels, la Slovénie emploi un Dassault Falcon 2000EX de la Section de transport aérien du 15e régiment d'aviation militaire slovène (jusqu'en 2015 Brigade d'aviation et de défense aérienne). Cet avion est mis sur le marché le 2 février 2004, livré au gouvernement slovène le 20 août 2009 sous l'immatriculation S5-ABR, il est immatriculé L1-01 depuis le 13 février 2013 avec son transfert dans les forces armées slovènes. Depuis 2015, sert au transport d'organes.

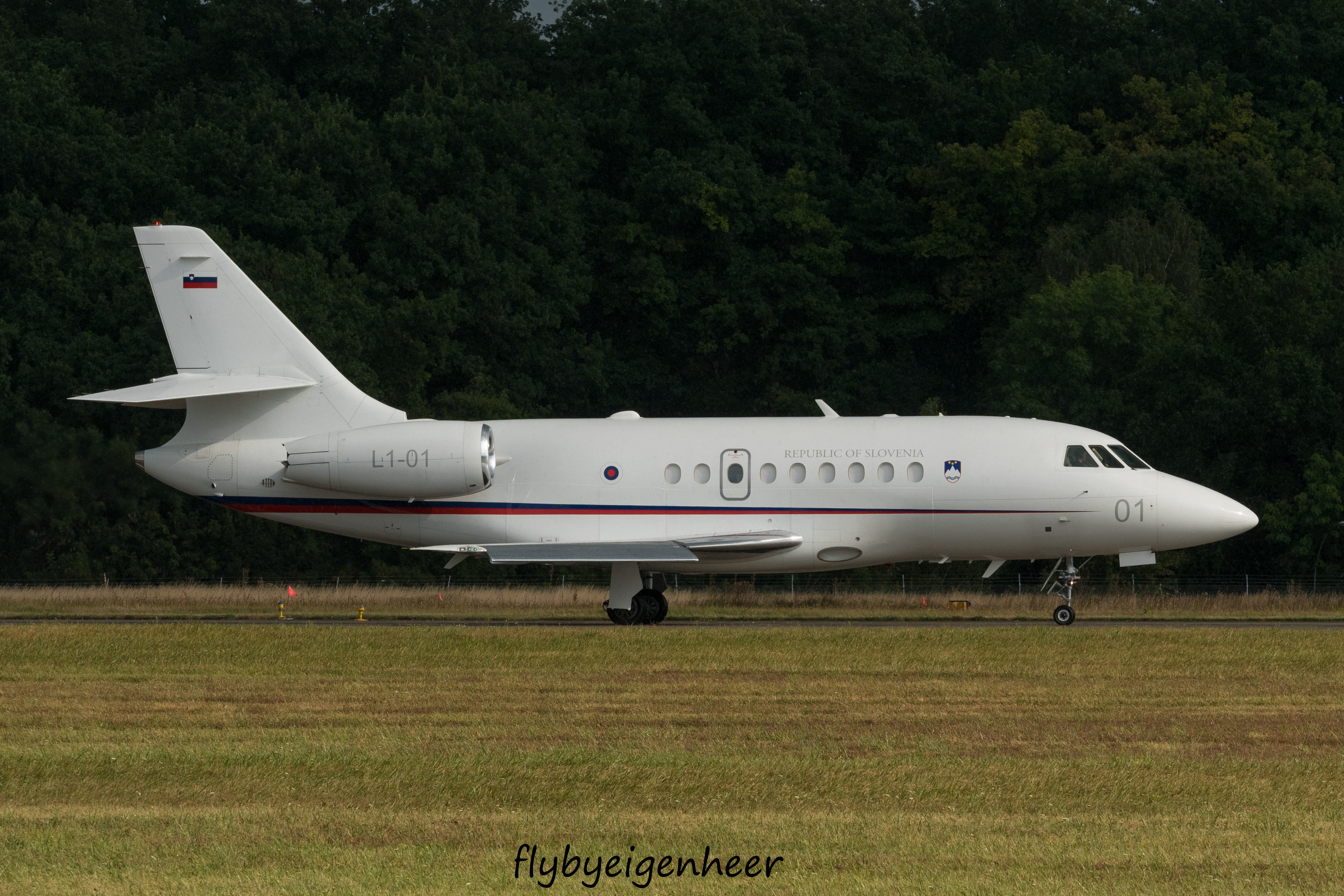
Falcon 2000EX

## Slovaquie
Le Service slovaque des vols gouvernementaux gère deux Tupolev Tu-154, deux Yakovlev Yak-40 et plusieurs hélicoptères pour le transport du président, du Premier ministre et des officiels slovaques.

## Suède
L'aviation d'État (suédois: Statsflyget) de la Force aérienne suédoise, basé à l'aéroport de Stockholm-Bromma, fait partie de l'Unité de transport et de vol spécial (suédois: Transport- och specialflygenheten) incorporé au Skaraborg Air Force Wing (en) (F 7). L'unité exploite trois avions de transport chargés de transporter les plus hauts dirigeants civils et militaires de l'État suédois ainsi que la famille royale. Son utilisation est réglementée par l’ordonnance sur les vols d'État (suédois: Statsflygsförordningen) publié par le gouvernement suédois. Les appareils exploités en 2016 sont :
- Un TP 102A Gulfstream IV, code SVF 021
- Un TP 102C Gulfstream IV-SP, code SVF 024
- Un TP 102D? Gulfstream V-SP, code SVF 025, livré en 2011

La force aérienne suédoise exploite également trois Saab 340 (TP 100) dans le rôle de transport de personnel.

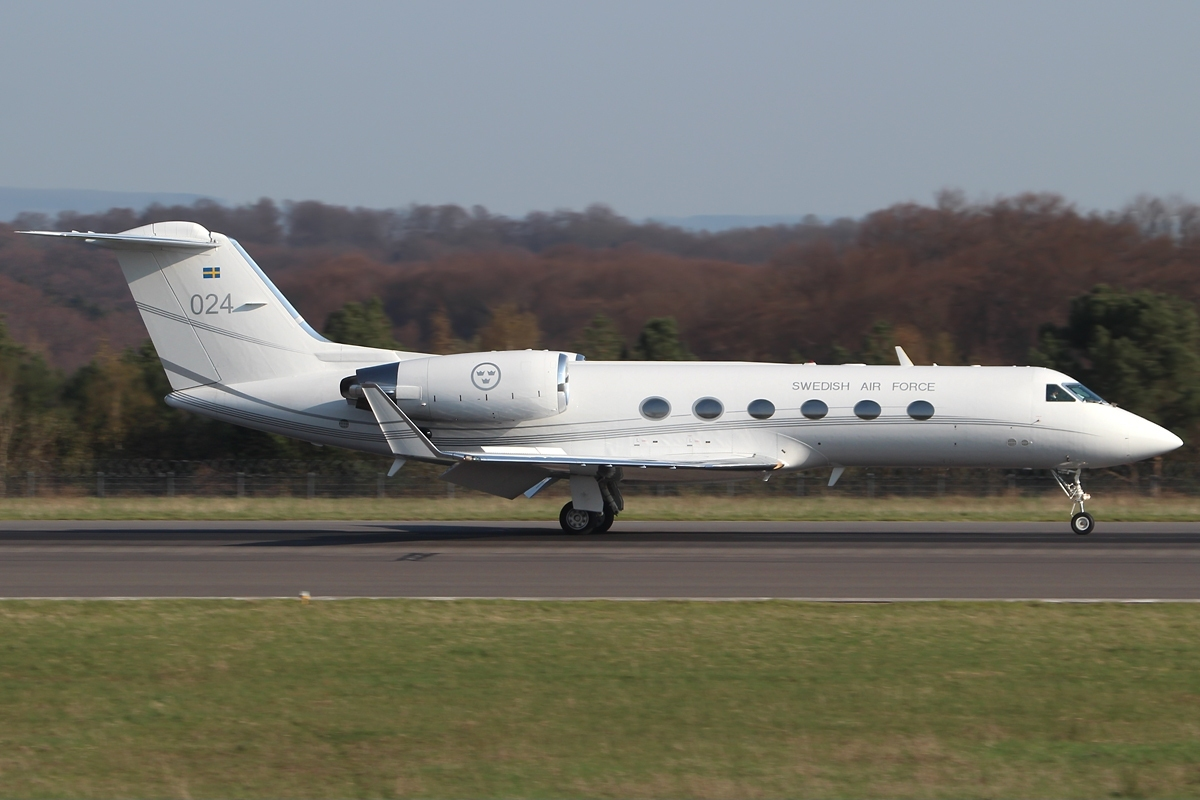
Gulfstream IV

## Suisse

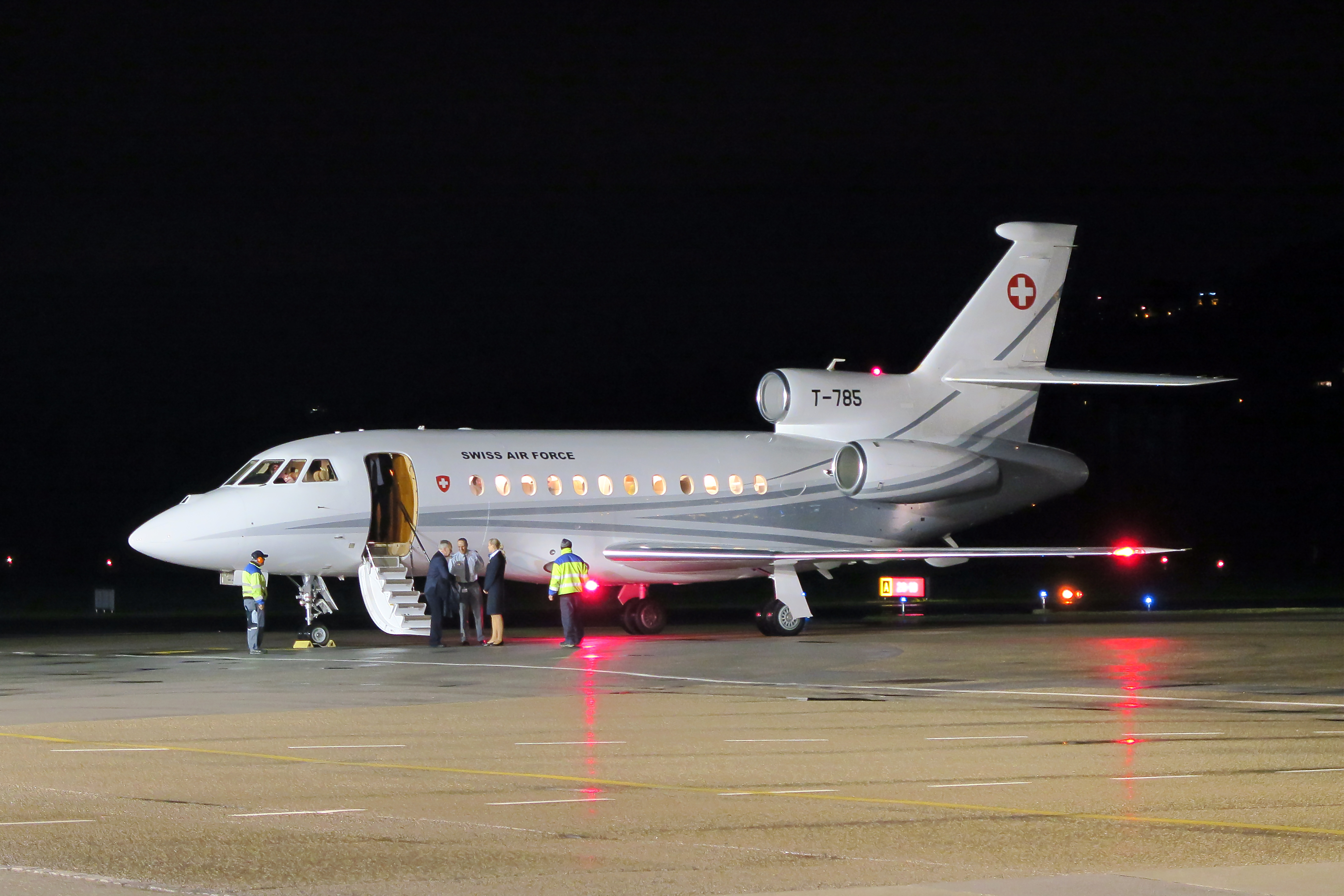
Le Falcon 900EX des Forces aériennes suisses en 2015

Le Service de transport aérien de la Confédération (STAC) (en), une formation des Forces aériennes suisses stationnée sur la base fédérale à l'Aéroport de Berne-Belp, gèrent une flotte de plusieurs avions :
- Un Bombardier Global 7500 (immatriculation T-787), Jet du Conseil fédéral[48].
- Un Dassault Falcon 900EX EASy II (T-785)[49].
- Un Cessna 560 XL Citation Excel (T-784)[50].
- Un Pilatus PC-24 (T-786).
- Deux Bombardier Challenger 604 (T-751, T-752), utilisés pour le transport et l'évacuation sanitaire.
- Un Beechcraft Model 350C Super King Air immatriculé T-721[51], utilisé pour le transport (non VIP). Stationné sur la base aérienne de Dübendorf (de)
- Un Beechcraft 1900D immatriculé T-729 (ex HB-AEN, ex D-CBIG)[52], utilisé pour le transport (non VIP). Stationné sur la base aérienne de Dübendorf.

Ces avions sont au service du Conseil fédéral et des différents départements fédéraux. L'organisation est coordonnée par le Centre des voyages gouvernementaux du département fédéral des Affaires étrangères. Le STAC effectue non seulement des vols en faveur des départements fédéraux, mais aussi des engagements militaires, notamment pour les contingents des opérations de promotion de la paix de Swissint (de) et pour les déplacements des Forces aériennes en Suisse comme à l'étranger, ainsi que des vols de mensuration pour Swisstopo.
Le 6e escadron de transport aérien gère aussi plusieurs hélicoptères Super Puma et EC635 configurés pour le transport de personnalités.

## Taïwan
Le transport aérien du président et d'autres personnes de haut rang de la république de Chine est géré par la Force aérienne de la république de Chine utilisant un Boeing 737-800 aménagé, livré par Boeing en 2001. Cet avion n'a habituellement par le droit de voler dans les pays ne reconnaissant pas Taïwan. À la place, un Boeing 747 est géré par China Airlines, la compagnie nationale pour le président et son équipe.

## Tanzanie
La TGFA (en) (Tanzania Government Flight Agency) gère un Gulfstream G550 pour les vols officiels.

## République tchèque
Les Forces armées de l'air de la République tchèque utilisent deux Airbus A319, un Bombardier Challenger 600, deux Tupolev Tu-154, deux Yakovlev Yak-40 et un hélicoptère Mil Mi-8 pour le transport de personnalités, principalement le président de la République tchèque, le Premier ministre, les membres de son gouvernement ainsi que les parlementaires.

## Tunisie
Le gouvernement de la Tunisie dispose d'un Airbus A340-500. Le modèle est un quadriréacteur de type Airbus A340-500, de série A340-541HGW (pour « High Gross Weight »), capable de franchir 16 700 km. Cet appareil a été livré par Airbus le 12 décembre 2009 aux autorités Tunisiennes. L'Airbus présidentiel est immatriculé TS-KRT. Il a succédé à un Boeing 737 livré neuf en 1999. C'est à bord de ce dernier appareil que Ben Ali prit la fuite vers l'Arabie Saoudite le 14 janvier 2011, L'Airbus présidentiel tunisien A340-500 fut certes livré en 2009 mais n'avait jamais encore été utilisé, Les travaux d’aménagement de la cabine VIP, luxueusement décorée par Louis Vuitton, étaient en cours à Bordeaux (France) quand la révolution a éclaté. Conduits par Sabena Technics, l’ex-Sogerma, ils ont coûté la bagatelle de 180 millions de dinars (93,7 millions d’euros). En pure perte. Et c’est Tunisair, la compagnie nationale déjà lourdement déficitaire, qui a réglé l’intégralité de la facture. C’est également aussi elle qui avait dû régler les deux aéronefs de la présidence et ce en à peine 10 ans d'intervalle. Depuis la révolution tunisienne les deux avions présidentiels sont mis en vente.
Mais en 2016 un accord a été trouvé entre la Tunisie et Turkish Airlines pour la vente de l'ex A340-500 présidentiel pour la somme de 181 Millions de dinars Tunisien.

## Turquie
Le Premier ministre turc a à sa disposition un CJ de Airbus A319-115X a enregistré TC-ANA, un Airbus A330-243 Prestige enregistré TC-TUR et un Airbus A340-500 enregistré TC-CAN, ainsi que des jets d'entreprises plus petites.
Les avions Airbus sont exploités par la compagnie aérienne turque Turkish Airlines au nom du gouvernement turc.
Le 17 février 1959, le Premier ministre turc Adnan Menderes survécut à un accident d'avion lors de l'atterrissage à l'aéroport de Londres-Gatwick, crash causé par le brouillard. L'avion était un Vickers Viscount Type 793 qui transportait la délégation du premier ministre venu signer l'acte de création de la république de Chypre. Cinq des huit membres d'équipage et neuf des seize passagers périrent dans cet accident.

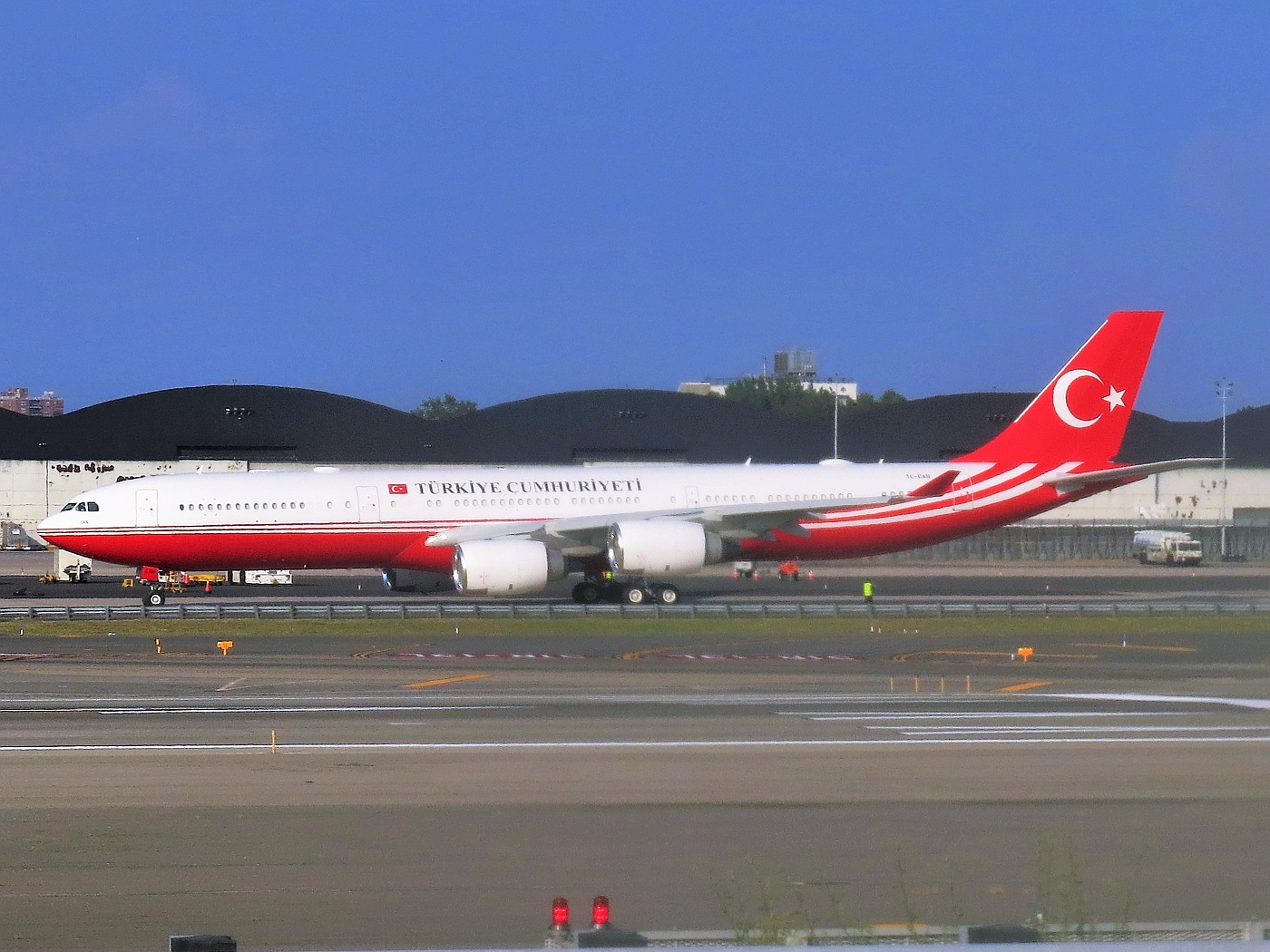
Airbus A340-500

## Turkménistan
Un Boeing 767-300ER (EZ-A700) fut délivré en octobre 2004 pour les déplacements du président du Turkménistan.

## Ukraine
L'Ukraine utilisait un Il-62 pour le président jusqu'à ce qu'il soit remplacé en 2008 par un Airbus A319 CJ. Le Premier ministre dispose quant à lui d'un Tupolev Tu-134 ainsi qu'un Yakovlev Yak-40 et un hélicoptère Mi-8 pour le trajet plus courte distance.

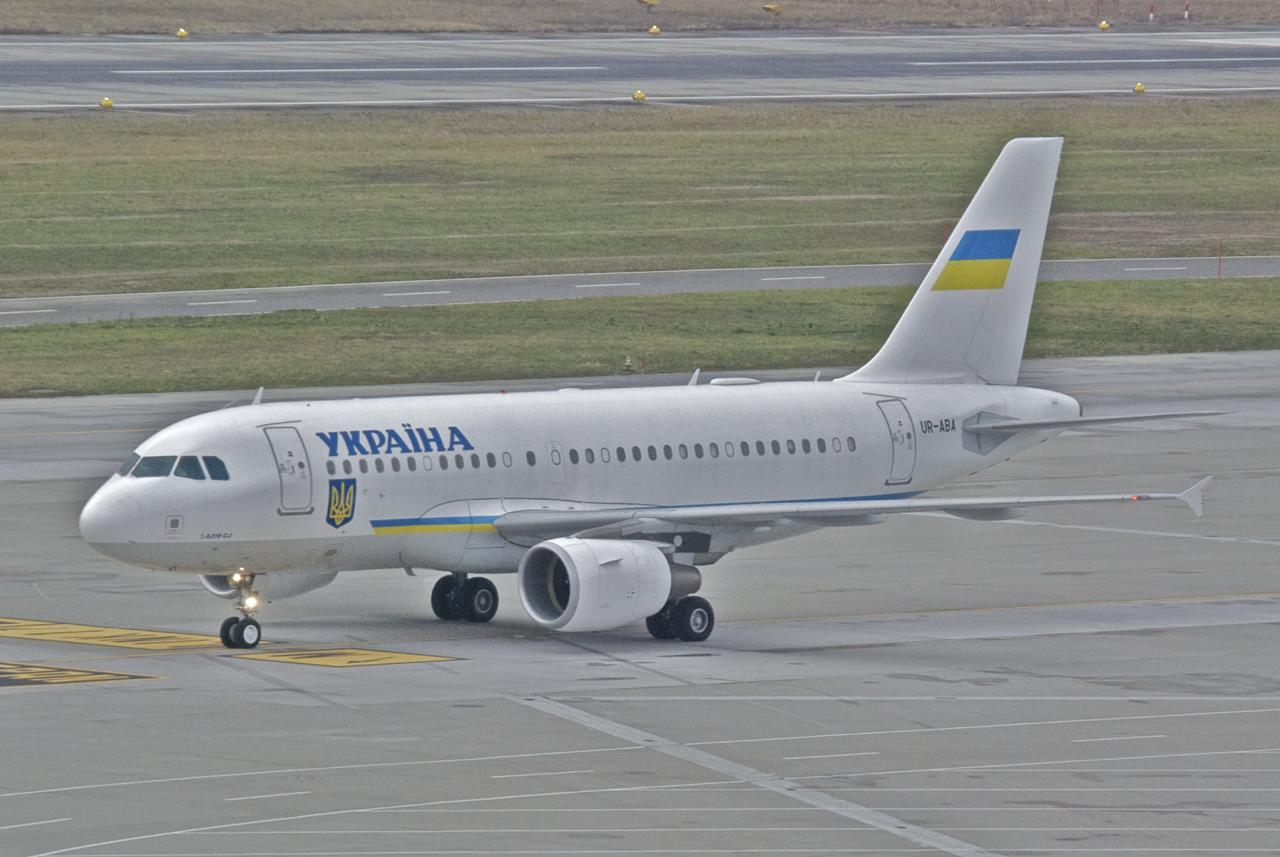
Airbus A319 utilisé par le gouvernement ukrainien.

## Vatican
Habituellement, le pape voyage sur un avion affrété d'Alitalia, la compagnie nationale italienne. La tradition veut que le pape se rende dans le pays visité sur un avion affrété d'Alitalia pour l'occasion et retourne à Rome sur un avion d'une des compagnies nationales du pays visité.
Le vol papal est quelquefois surnommé « Shepherd One » (« Berger Un ») par la presse.

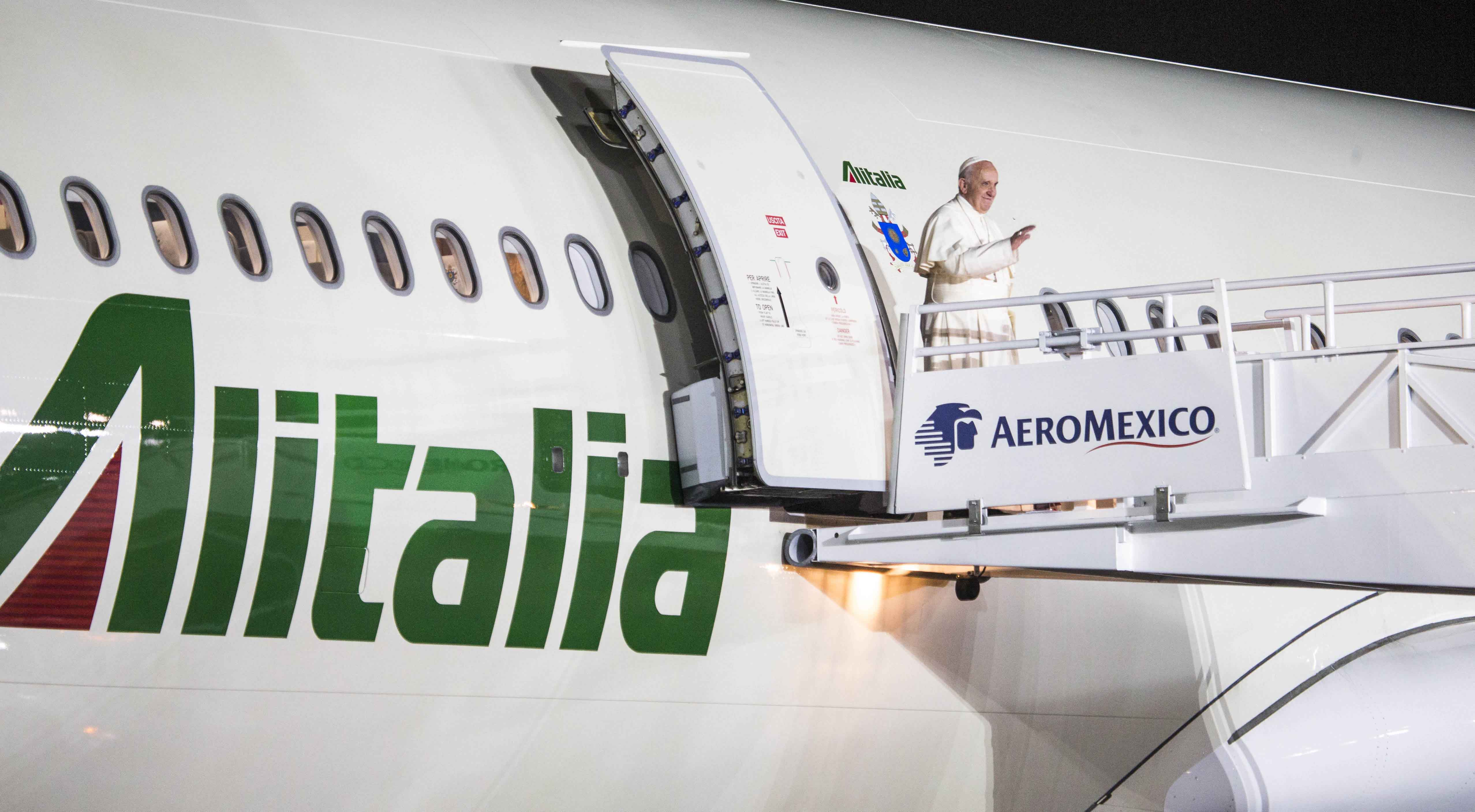
A330-200

## Venezuela
Un Airbus A319CJ sert comme avion présidentiel pour le président vénézuélien.

## Yémen
Le gouvernement yéménite a disposé d'un Boeing 747 SP inscrit à l'inventaire de la compagnie aérienne Yemenia. Cet appareil visible sur le tarmac de l'aéroport de Sanaa n'apparait pas dans les affrètements de la compagnie en vols réguliers. Fabriqué en 1979 pour Branif, et livré au Yémen en novembre 2000 ou juillet 2001, il s'est posé entre autres en avril 2010 à Orly. Il est détruit le 2 mars 2015 durant la bataille d'Aden...

## Yougoslavie
Josip Broz Tito, l'ancien président yougoslave, a utilisé de nombreux aéronefs comme avions présidentiels, en particulier un Douglas DC-6B, un Iliouchine Il-18D, une Sud-Aviation SE 210 Caravelle et un Boeing 727.

## Source
- (en) Cet article est partiellement ou en totalité issu de l’article de Wikipédia en anglais intitulé « Air transports of heads of state and government » (voir la liste des auteurs).